# Union sportive dacquoise
Cet article traite de l'équipe masculine de rugby à XV. Pour l'équipe féminine, voir l'article Union sportive dacquoise (féminines). Pour le club omnisports, voir l'article Union sportive dacquoise omnisports.
Maillots
Actualités
Union sportive dacquoise rugby Landes
L'Union sportive dacquoise rugby Landes est un club français de rugby à XV. Basé à Dax dans les Landes, il constitue la section masculine professionnelle de rugby à XV du club omnisports.
Pour la saison 2024-2025, l'équipe première présidée par Benjamin Gufflet évolue en Pro D2 et est entraînée par Jean-Frédéric Dubois, Éric Artiguste, Hervé Durquety, Marc Dal Maso et Olivier August.
Le club omnisports est créé en avril 1903 à la suite de la fusion du Véloce Sport dacquois et du Stade dacquois, équipes de cyclisme et de rugby à XV de la ville. Vainqueur à cinq reprises du challenge Yves du Manoir, l'équipe première n'a jamais remporté le championnat de France, finaliste à cinq reprises. Elle évolue au stade Maurice-Boyau depuis la fin des années 1950. Depuis 2005, l'entité dispose également d'un centre de formation sur lequel l'équipe première s'appuie.

## Histoire

### 1903 à 1920: naissance du club et premiers titres régionaux

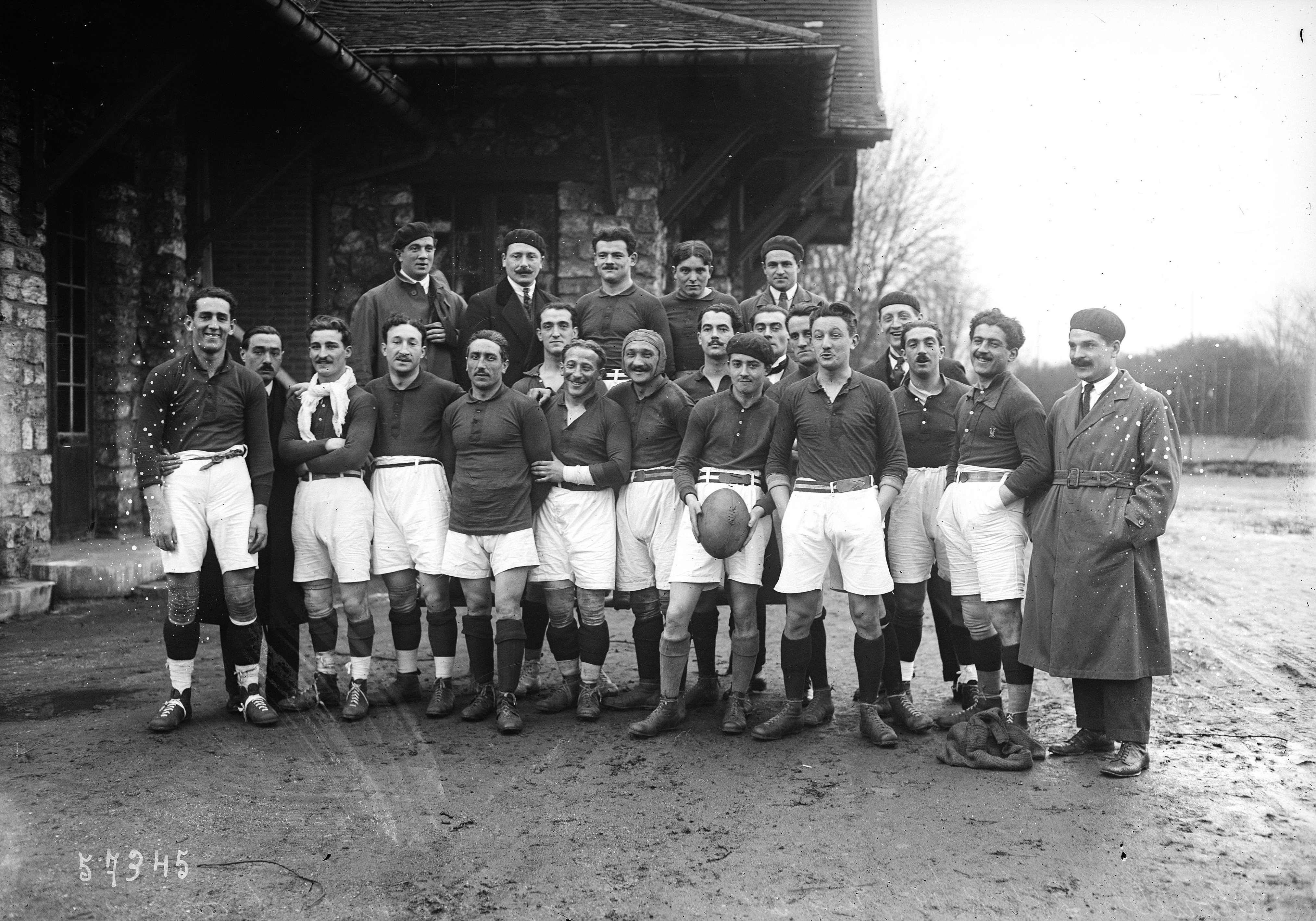
L'US Dax est sacrée championne de Côte basque en 1918 et 1920 ; ici les joueurs rassemblés avant une rencontre à Colombes le 28 12 1919.

À l'aube du XXe siècle, le Véloce Sport dacquois et le Stade dacquois constituent les deux sociétés sportives de la ville de Dax ; le premier représente le cyclisme dans la cité thermale, tandis que le second pratique la barette aquitaine, cousin du rugby football, sous les couleurs rouge et noire. À la suite de premiers contacts pour obtenir le droit de pratiquer sur le champ de Cuyès, notamment à l'initiative du président du Véloce Sport Léon Gischia, ces deux associations fusionnent alors pour donner naissance à l'Union sportive dacquoise en avril 1903,,. Les premières activités cyclistes ont rapidement lieu au sein de la nouvelle structure,. Le 19 avril 1903, l'équipe de rugby de l'Union sportive dacquoise rencontre celle de la Section paloise de la Ligue girondine de l'éducation physique à Pau ; parmi les autres rencontres disputées en 1903, un match retour a lieu à Dax, tandis qu'une rencontre a lieu le 27 décembre contre le Biarritz Stade.
Le club omnisports regroupant les sections de rugby à XV et de cyclisme est rapidement rejoint un an plus tard par celle de pelote basque. La section rugby rencontre lors de ses premières années les clubs de la région, qui eux aussi viennent tout juste de se créer, tels l'Aviron bayonnais, le Stade hendayais, le Biarritz Stade et le Biarritz Sporting Club, la Section paloise ou le Boucau Stade.
Lors de la saison 1908-1909, l'USD prend part au championnat de 3e série de Guyenne et Gascogne mais ne réitère pas son inscription en raison des coûts liés aux nombreux déplacements, notamment jusqu'en Gironde. La création d'un comité à la juridiction géographique plus réduite, le comité Côte basque couvrant les Landes et les Basses-Pyrénées, permet au club dacquois de se réinscrire à des compétitions officielles, classé en 2e série du championnat Côte basque en 1911-1912. Face au Biarritz Sporting Club, l'Anglet Sport, le Boucau Stade et le Football Club oloronais, l'US Dax décroche le premier titre de champion de son histoire, – avec plusieurs futurs internationaux dans son effectif : Maurice Boyau, Abel Guichemerre et Maurice Biraben – et représente la 2e série de Côte basque en championnat national. Pendant cette période, plusieurs clubs éphémères émergent de 1911 à 1913 pour disputer quelques rencontres en marge de l'Union sportive dacquoise : l'Étoile dacquoise, le Racing Club dacquois, le Merciers Club dacquois, ou encore l'Association sportive universitaire landaise.
Pendant la Première Guerre mondiale, la section rugby de l'US Dax subsiste grâce à l'apport de l'équipe des Genêts de l'école supérieure de Dax, ; on retrouve entre autres le 7 décembre 1914 une rencontre de charité disputée par l'USD contre une sélection régionale. Ils décrochent le 14 avril 1918 sous le maillot des Genêts le titre de champion de France scolaire avec dans ses rangs Jean et Marcel Loustau, Charles Lacazedieu et Hector Fargues, futurs joueurs de l'US Dax, les trois derniers étant destinés à porter le maillot de l'équipe de France,. Le club dacquois remporte à deux reprises le championnat de Côte basque de 1re série, en 1918 et 1920,.

### 1920 à 1945: allers-retours en2edivisionet concurrence avec le XIII

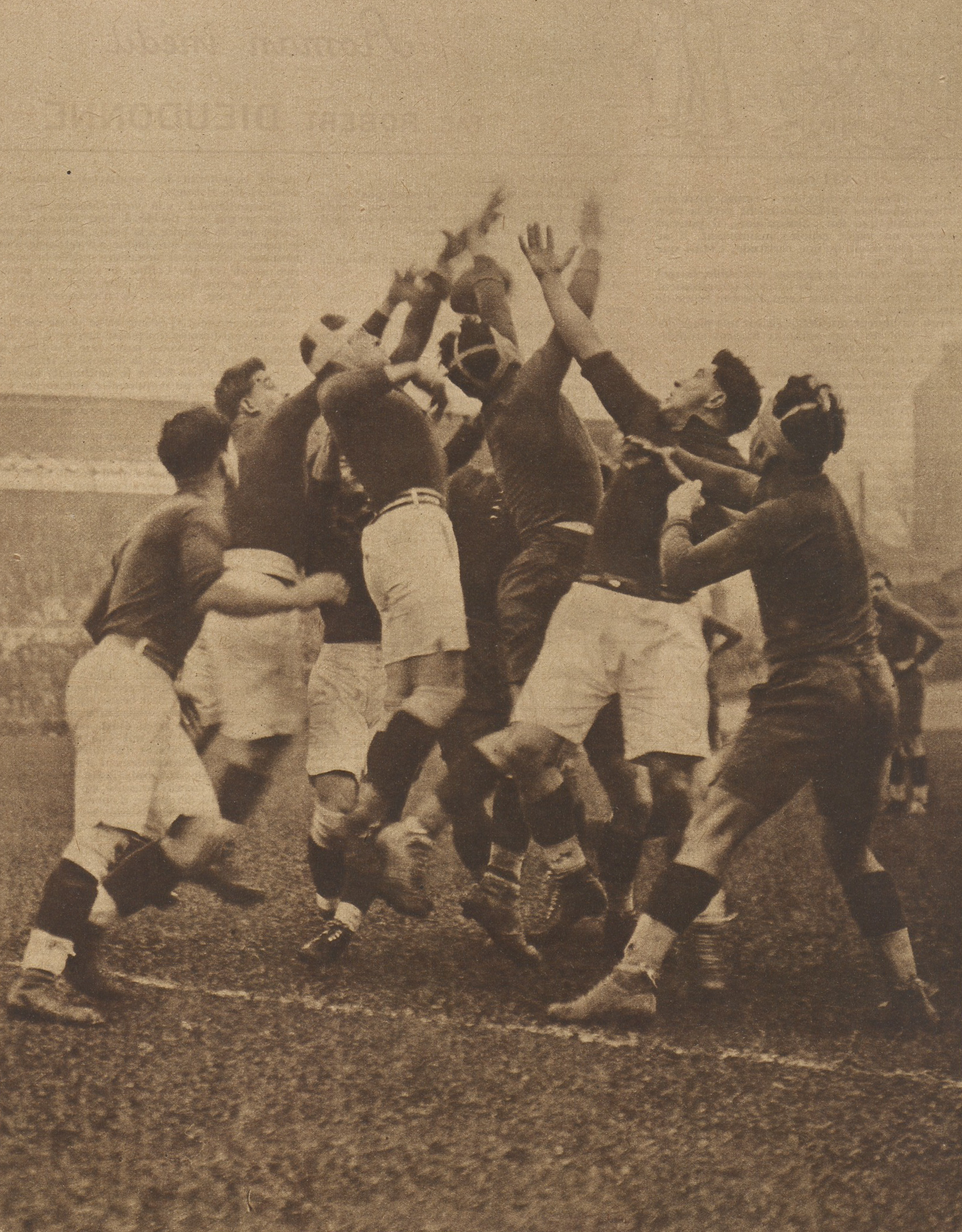
Rencontre de championnat de France entre le Stade français Paris et l'US Dax (en short blanc), le 11 12 1927 au Parc des Princes.

Durant les années 1920, le terrain de Cuyès est réaménagé, et l'équipe dacquoise est à cette époque appelée « la grande équipe ». Après plusieurs changements dans l'effectif et une relégation évitée de peu, l'US Dax fait bonne figure en championnat de Côte basque et en championnat de France. L'intersaison 1924 est néanmoins temporairement perturbée par une scission au sein de l'effectif dacquois avec la création d'un autre club dacquois à l'initiative d'Abel Guichemerre sur fond de désaccord avec le président Eugène Milliès-Lacroix,, ; cette entité éphémère prend néanmoins fin quelques semaines plus tard.

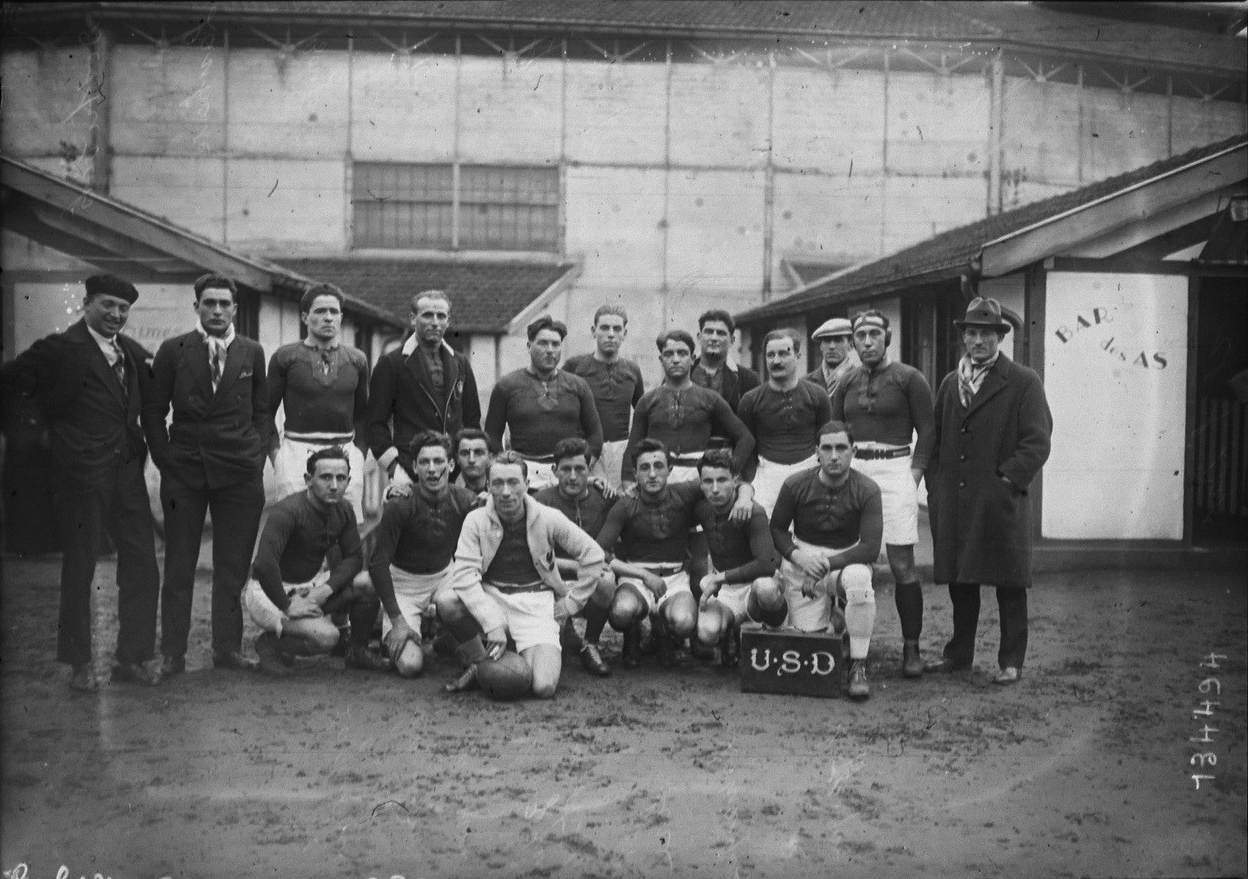
Au terme de la saison 1928-1929 (ici le 25 12 1928-), l'équipe est reléguée en deuxième division nationale.

Malgré tout, après un match houleux contre l'AS Bayonne qui conduit à la suspensions de deux joueurs, elle est reléguée en division Honneur (2e division) après un match de barrage disputé en fin de saison 1928-1929.
Ce séjour en seconde division ne dure qu'une saison, après un barrage d'accession victorieux.
Fin août 1931, l'US Dax quitte l'organisation de la Fédération française de rugby pour rejoindre l'Union française de rugby amateur, regroupement de clubs dissidents,,,.
De retour dans le championnat de France à l'issue des incidents de l'UFRA après une saison, les « rouge et blanc » disputent un match de poule contre l'Aviron bayonnais pendant la saison 1932-1933 qui se révèle être tout sauf anecdotique. À l'issue de ce match, l'ensemble des avants dacquois ainsi que leur capitaine Castex sont suspendus à vie par la fédération. Cette décision fédérale est assimilée comme une sanction sévère de la part des instances en réponse à la dissidence récente envers elles. La fin de cette saison 1932-1933 ne s'améliore pas : l'US Dax s'incline en match de barrage contre le CASG Paris et est reléguée en Honneur, deuxième division nationale,.
Les Dacquois n'y restent qu'une saison et retrouvent l'Excellence, première division dès la saison 1934-1935.
L'année 1935 voit un nouvel événement l'affaiblir les performances de l'USD : bien qu'une partie des joueurs bannis deux ans plus tôt ont été requalifiés par la commission de discipline de la Fédération en 1934, plusieurs ont entretemps continué la pratique du rugby par des moyens détournés ; ils se réunissent à nouveau dans leur ville d'origine pour créer un club de rugby à XIII, le Dax XIII. Plusieurs membres de l'USD abandonnent ainsi la pratique du rugby à XV pour rejoindre leurs homologues treizistes,,.

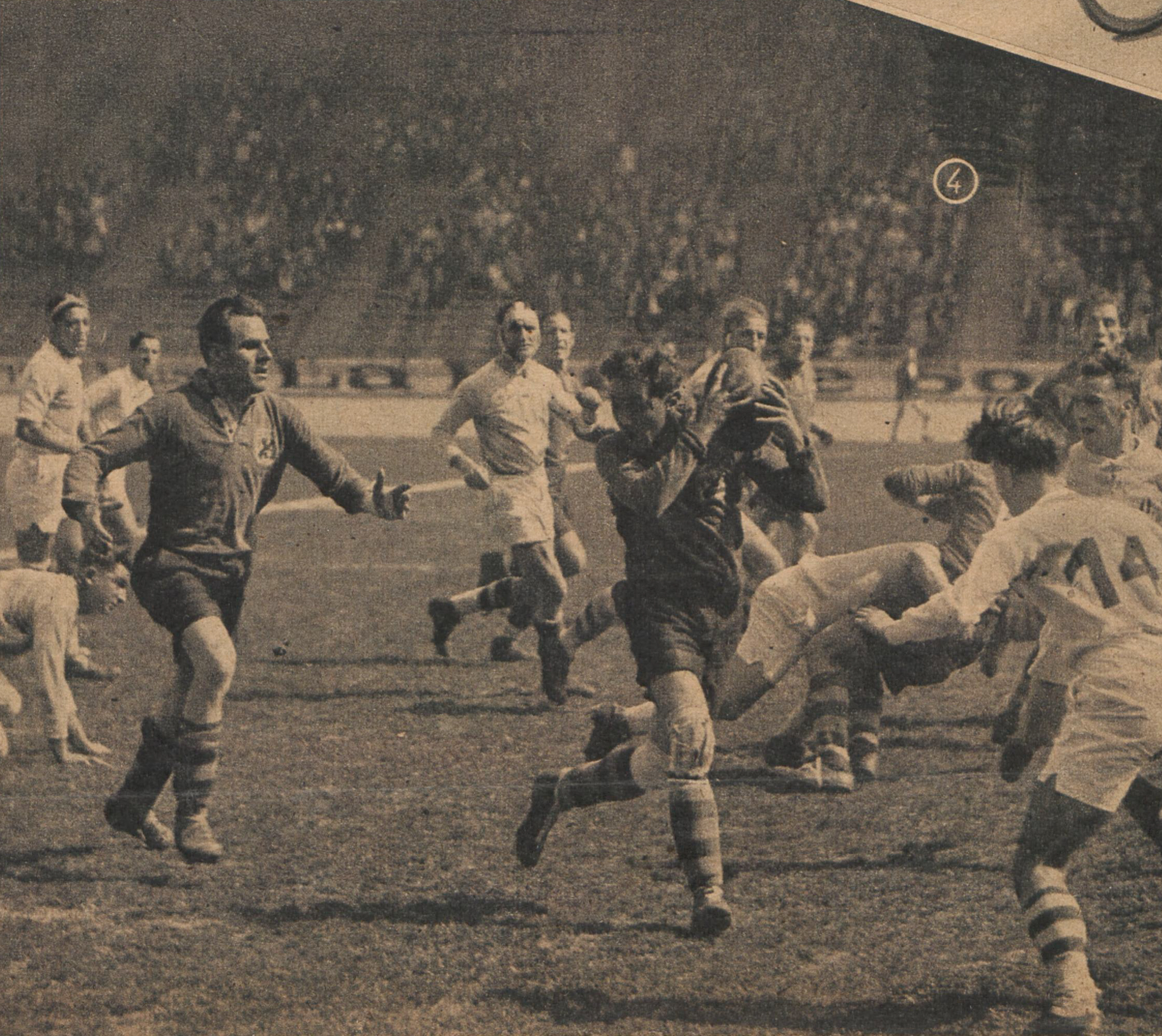
L'US Dax (en blanc) dispute la finale régionale « zone Nord » de la Coupe de France 1943 au Parc des Princes, contre le Stade bordelais (en sombre, ballon en main).

À nouveau relégués en 1936, les quinzistes dacquois terminent à la dernière place de leur groupe lors de la saison 1937-1938 puis s'inclinent contre ceux de Beaumont-de-Lomagne en match de barrage. Théoriquement relégués en division Promotion, la troisième division française, ils sont néanmoins repêchés. Les années suivantes, les performances du XV de l'USD s'améliorent et voit le public revenir au stade aux dépens du Dax XIII qui a vu partir la majorité de ses éléments d'origine. Les compétitions sportives sont ensuite perturbées par la Seconde Guerre mondiale ; si la majorité de l'effectif est alors mobilisée, l'US Dax survit grâce à ses joueurs scolaires,. L'équipe évolue en division Excellence, et atteint la finale régionale « zone Nord » de la Coupe de France en 1943, s'inclinant contre le Stade bordelais, futur champion national,,.

### 1945 à 1958: première finale de championnat et premier sacre en Challenge
Alors que les compétitions sportives reprennent leur cours classique après l'armistice, la composition du XV dacquois est quasiment intégralement bouleversée, tandis que l'équipe porte un maillot à damiers rouge et blanc. La composition de l'équipe dirigeante est elle aussi remaniée.
L'US Dax évolue à nouveau en division Excellence à partir de la saison 1946-1947, et retrouve les phases finales en 1949.
Par ailleurs, l'équipe junior du club remporte la Coupe Frantz-Reichel à deux reprises consécutives en 1949 et 1950, ; les jeunes rouge et blanc décrochent ainsi le premier titre de champion de France de l'histoire du club. Plusieurs de ces joueurs deviendront alors membres de l'équipe première, entre autres sous la direction de François Récaborde puis de Roger Ducournau.
Les années suivantes se succèdent et voient l'équipe continuer leur développement, atteignant les phases finales en 1954, année du cinquantenaire du club,. La saison suivante, la performance est améliorée en atteignant les huitièmes de finale. Entre-temps, l'US Dax participe au challenge Yves du Manoir pour la première fois de son histoire lors de la saison 1953-1954, dans le cadre de l'élargissement de 10 à 24 équipes.

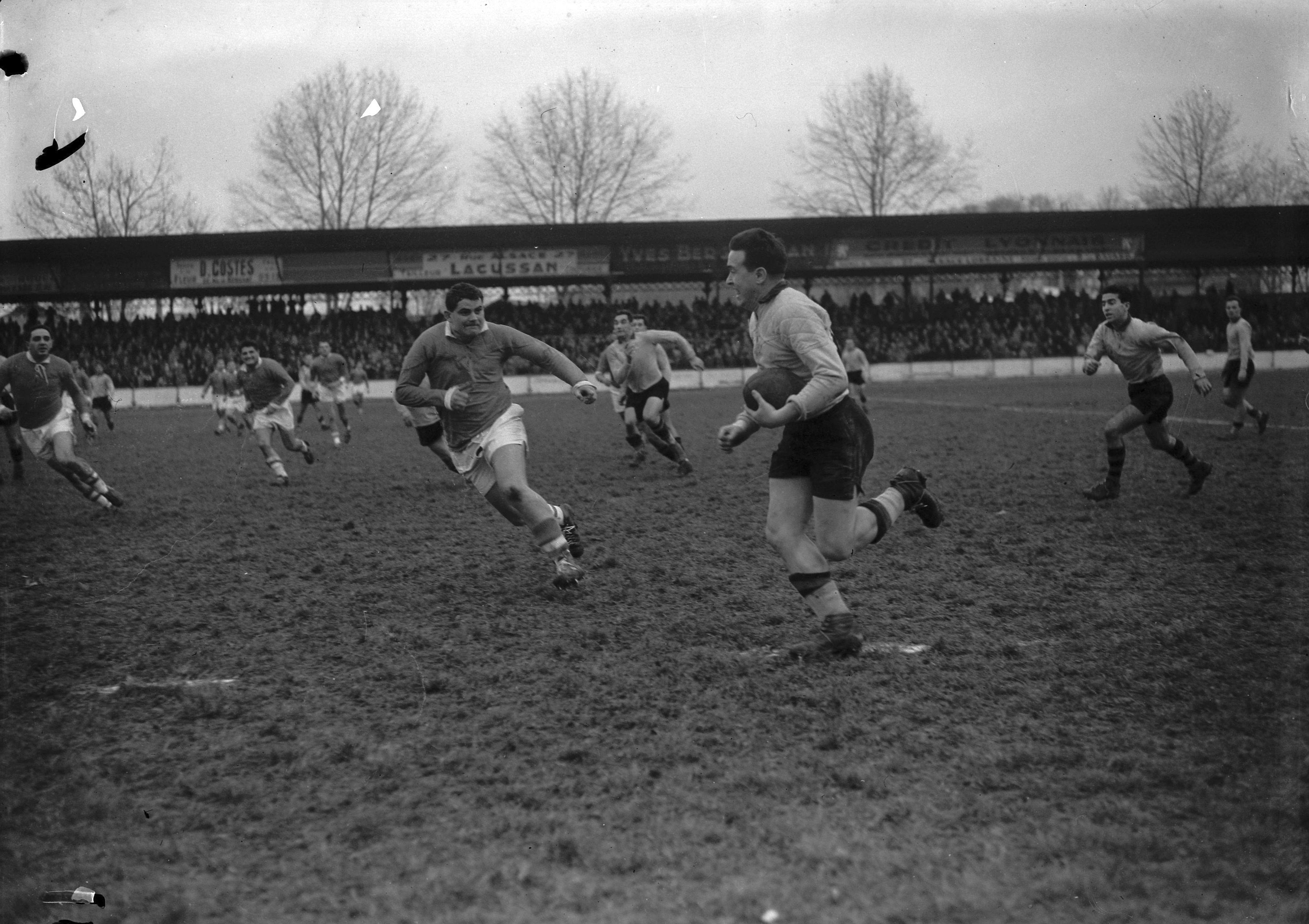
Défaite sur le terrain du Stade toulousain 16-6 (en clair, ballon en main) le 29 12 1957 au stade Ernest-Wallon pour le compte du challenge Yves du Manoir.

La progression des deux dernières saisons se concrétise en 1956, les rouge et blanc s'imposent à chaque étape des phases finales du championnat, entre autres contre l'AS Montferrand en huitièmes, l'USA Perpignan tenante du titre en quarts, puis le Castres olympique en demi-finale. Ils atteignent ainsi la finale du championnat de France de 1re division pour la première fois de leur histoire, affrontant le FC Lourdes au stadium municipal de Toulouse. Si les Landais font bonne impression en début de rencontre, elle n'est pas concrétisée au score. Les Bigourdans, sous les coups de pied de Jean Prat, maîtrisent ensuite le cours du jeu sans que leurs adversaires ne puissent répliquer, pour finalement s'imposer sur le score de 20 à 0, plus grand écart recensé en finale de championnat depuis 1913. Malgré la défaite, l'équipe rouge et blanche permet notamment de mettre en lumière avec cette première finale disputée l'éclosion des frères Pierre et Raymond Albaladejo, Jean Bachelé, André Berilhe, Roland Darracq, Paul Lasaosa, Christian Lassère, Jean Othats,,.
Les performances se concrétisent la saison suivante, l'USD s'inclinant en quart de finale de championnat mais remportant son premier challenge Yves du Manoir, battant l'AS Montferrand en finale à Toulon.

### 1958 à 1966: trois finales de championnat disputées et trois sacres en Challenge
En 1958, tandis que René Dassé succède à Didier Castex à la présidence du club, Jean Desclaux prend la suite de Ducournau au poste d'entraîneur et remanie la charnière dacquoise : le jeune Jean-Claude Lasserre est promu depuis les juniors, tandis que Pierre Albaladejo est replacé de l'arrière à l'ouverture.
Si les Landais s'inclinent contre la Section paloise en huitièmes de finale de championnat à Aguiléra, ils prennent leur revanche peu après, cette fois en finale du challenge du Manoir au parc des Princes après avoir éliminé le Stade toulousain au tour précédent.
Après une excellente première partie en poules de 8 en 1960, l'USD est considérée comme l'une des favorites au titre. Après avoir écarté le Stade toulousain et l'US Tyrosse en début de phases finales, elle retrouve le FC Lourdes en demi-finale. Malgré l'absence de plusieurs cadres, elle prend le large au score et comporte une avance confortable. Les Lourdais réagissent néanmoins, basculant le cours du match à quelques minutes de la fin de la rencontre ; ils atteignent ainsi la finale qu'ils remporteront peu après.
Menés par leur pilier Berilhe lors de la saison 1960-1961, les rouge et blanc atteignent facilement le stade des quarts de finale, pour lesquels ils battront difficilement le Stade rochelais d'Arnaud Élissalde. En finale, ils affrontent l'AS Béziers au stade de Gerland. Les avants se neutralisent pendant la première mi-temps, le score restera longtemps réduit à 3 partout. Si les Dacquois sont à l'initiative de plusieurs actions dangereuses en deuxième mi-temps par l'intermédiaire d'Othats, Bénédé, P. Albaladejo et Carrère, c'est le drop converti par Pierre Danos, pourtant défavorablement placé cinq mètres derrière la ligne d'en-but et quasiment sur celle de la touche, qui clôt l'issue du match à l'avantage des Biterrois sur le score de 6 à 3,. L'issue de cette finale fait également office de résultat officiel pour la demi-finale de challenge Yves du Manoir opposant théoriquement les Héraultais aux Landais, le calendrier des deux équipes n'ayant pas permis de trouver une date acceptable afin de la disputer dans des conditions acceptables ; l'USD est ainsi éliminée aux portes de la finale du Challenge sans jouer.
L'US Dax rencontre le SU Agen en demi-finales la saison suivante, après avoir successivement éliminé l'USA Perpignan, le CA Lannemezan et le Stade rochelais. Au stade municipal de Bordeaux, les deux équipes restent à égalité à l'issue du temps de jeu réglementaire avec un essai inscrit pour chacune. Les Landais prennent la tête pendant la majeure partie des prolongations, avant de voir les Lot-et-Garonnais égaliser à quinze secondes du terme de la rencontre ; ces derniers se qualifient pour la finale au bénéfice du nombre d'essais inscrits.
Les phases finales de 1963 sont marquées de la confrontation la plus célèbre entre l'US Dax et le Stade montois, accèdant ensemble à la finale du championnat de France. Au lendemain de leurs victoires respectives en demi-finale contre le FC Grenoble et le FC Lourdes, le journal régional Sud Ouest qui couvre l'événement titre sur son édition sport du 20 mai « Le rugby landais est champion de France ». Cette affiche oppose deux équipes du même département, un cas de figure ayant alors lieu pour la 2e fois de l'histoire du championnat. Hasard du calendrier, alors que la finale est organisée à tour de rôle entre les villes de Bordeaux, Lyon et Toulouse, c'est dans la capitale aquitaine voisine qu'elle se déroule cette année. Le match est entre autres caractérisé par une affluence record de plus de 30 000 spectateurs obligeant les organisateurs à installer des chaises de fortune sur la piste du vélodrome, la disparition des ballons en début de rencontre, un essai litigieux accordé aux Dacquois ainsi qu'un refusé pour les Montois, la blessure de Darrouy et le KO de Berilhe sur coup de poing de Cazals, le drop final de Lestage et la météo capricieuse, passant d'une chaleur estivale étouffante à un orage accompagné d'averses et de grêle. Le Stade montois remporte cette finale sur le score étriqué de 9 à 6, témoignant d'un match rude, ponctué de trop rares éclats,,.
La saison suivante, après avoir écarté le Stade rochelais puis le SC Graulhet, l'US Dax se présente en quart de finale devant l'AS Béziers mais s'inclinent en l'absence de Berilhe blessé lors de la rencontre précédente. Quelques semaines plus tard, ils sont battus par la même équipe en demi-finale du challenge du Manoir.
Le début de l'exercice 1964-1965 est marqué par un événement tragique dans le cadre d'un match amical nocturne du mois de septembre, organisé au stade municipal de Bordeaux contre le CA bèglais. Après les festivités sportives, les Dacquois bouclent leur déplacement effectué par leurs propres moyens. Le véhicule transportant Raymond Albaladejo, Émile Carrère et Jean Othats, après un accrochage avec un camion, s'encastre dans un arbre en bord de route ; deux des joueurs perdent la vie sur le coup, tandis que le troisième meurt lors de son transfert vers l'hôpital de Dax,. L'équipe parvient tout de même à se qualifier à l'issue de la phase de poules, non sans difficultés, mais s'incline dès les seizièmes de finale face au Rugby club toulonnais.

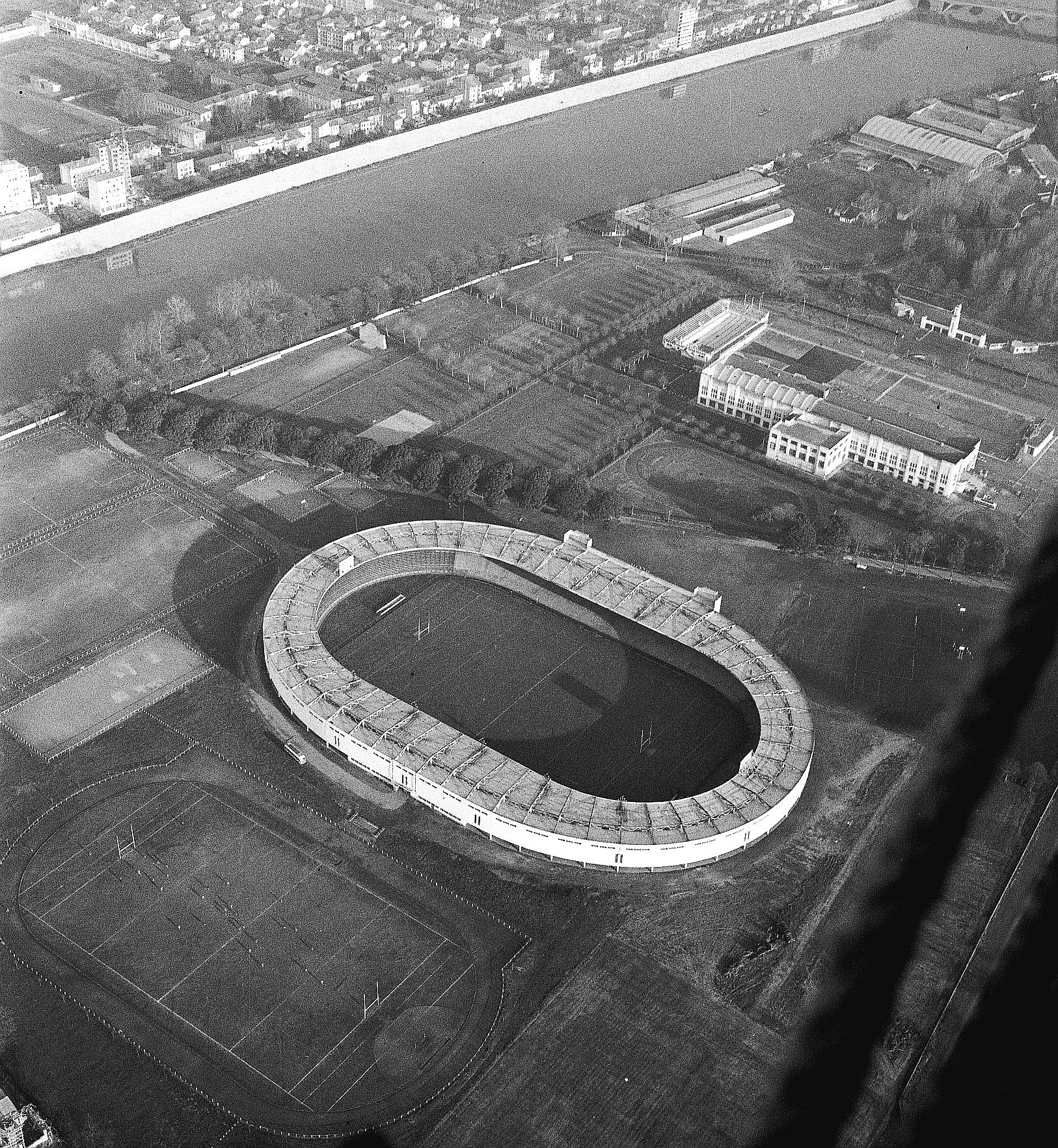
Après y avoir disputé une première finale de championnat en 1956 puis de Challenge en 1957, l'US Dax retrouve le stadium municipal de Toulouse (ci-contre en 1961) pour la finale de championnat de 1966. Elle y retournera une dernière fois en 1973.

Alors que l'équipe est fortement remaniée, entre retraites, blessures et disparitions, le XV rouge et blanc assure tout de même son rang en 1966. Après avoir éliminé l'USA Limoges puis le CA bèglais, ils l'emportent contre le Stadoceste tarbais en prolongations des quarts de finale, puis assurent leur place en finale en renversant le cours du jeu dans les dernières minutes des prolongations aux dépens du SC Graulhet. L'US Dax affronte ainsi le tenant du titre, le SU Agen, dans une ultime rencontre qui sera retenue comme la « finale la plus violente de l'histoire ». Hachée par plusieurs affrontements anti-sportifs, la confrontation se termine à l'avantage des Lot-et-Garonnais sur le score de 9 à 8 ; trois joueurs, les Dacquois Lasserre et Berho et l'Agenais Lagiewski sont ensuite radiés à vie par la Fédération, avant de voir leur sanction finalement réduite à une année,,.

### 1966 à 1973: dernier échec dans la quête du bouclier de Brennus et fin de l'ère Desclaux
Après cette quatrième finale du club, Albaladejo prend sa retraite. Les Dacquois parviennent tout de même à réaliser un bon parcours, s'imposant notamment en quarts de finale contre les favoris lourdais après avoir battu le Stadoceste tarbais puis plus difficilement le RC Narbonne. Pleins de confiance, ils sont pourtant stoppés la semaine suivante par le CA Bègles, à une marche d'une hypothétique deuxième finale consécutive.
La saison 1967-1968 se termine sur les deux tableaux sportifs contre le RC Narbonne. En championnat, après avoir écarté le FC Auch en seizièmes de finale, les Dacquois rencontrent le Racing au même stade de la compétition que l'année précédente mais s'inclinent cette fois-ci au terme d'un match disputé. En challenge du Manoir, ils se hissent en finale après avoir battu le FC Lourdes, futur champion de France ; les Landais rencontrent à nouveau les Audois contre lesquels ils s'inclinent une deuxième fois.

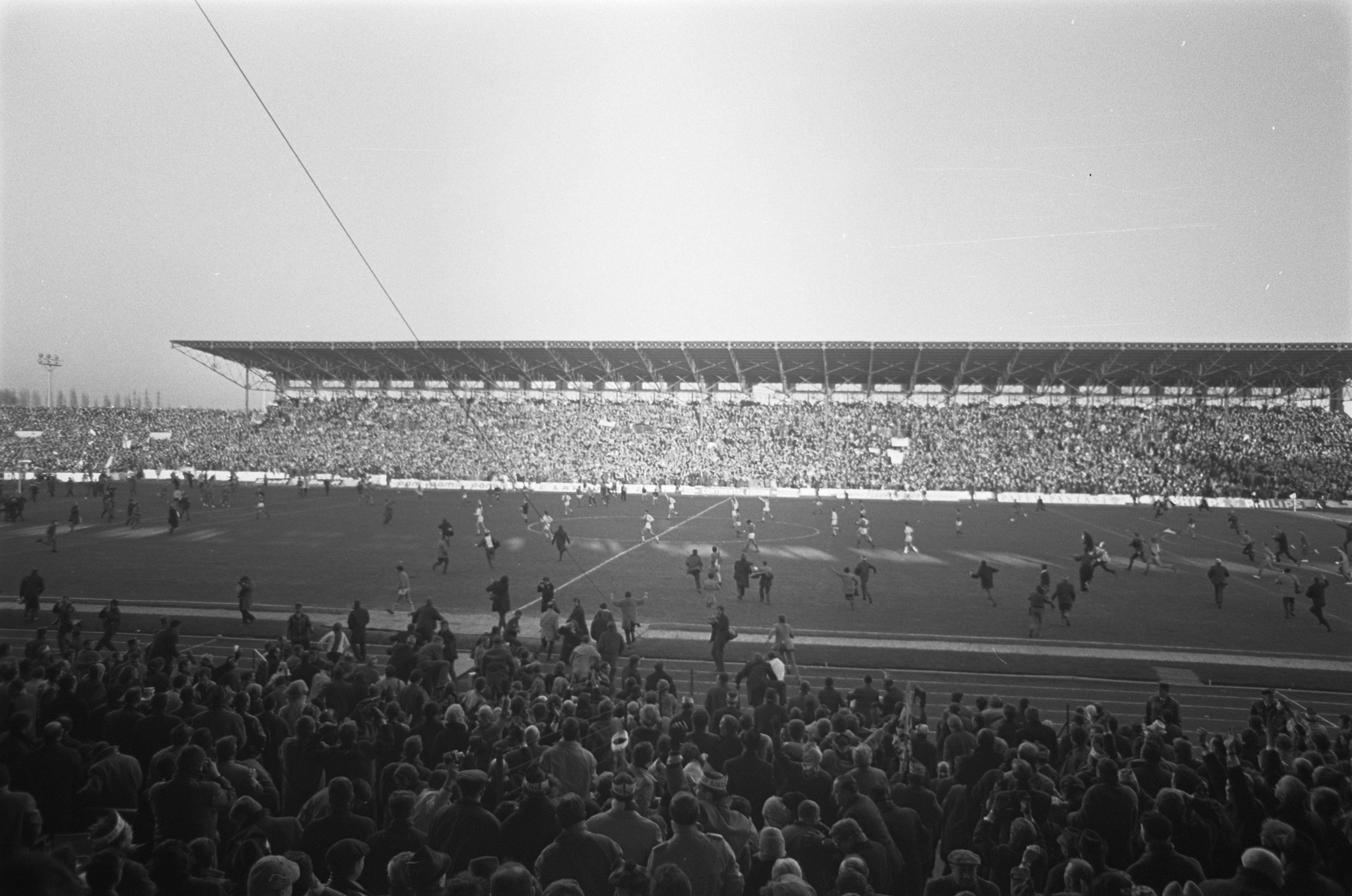
L'US Dax remporte le challenge Yves du Manoir pour la 3e fois en 1969, au stade olympique Yves du Manoir (ci-contre trois mois plus tôt après un match de football).

L'USD joue à nouveau sur les deux tableaux la saison suivante, atteignant cette fois le stade des demi-finales autant en championnat qu'en Challenge. Les phases finales de la première compétition commencent pourtant sur deux rencontres très disputées, les Dacquois frôlant l'élimination en seizièmes de finale contre leurs voisins tyrossais, puis battant de peu les Toulonnais en huitièmes. Ils sont éliminés en demi-finale par les Bèglais, futurs champions de France. En Challenge, après avoir battu le SU Agen à Mont-de-Marsan en demi-finale, l'US Dax l'emporte en finale contre le FC Grenoble dans une rencontre à sens unique marquant 6 essais dont 4 par ses trois-quarts,. La saison est également marquée par le titre de champion de France des cadets. Alors que les Dacquois sont éliminés par le FC Auch dès les seizièmes de finale l'année suivante, l'équipe réserve est titrée championne de France pour la première fois de son histoire.
Les six saisons suivantes, le club se hisse au minimum en quart de finale de championnat, rencontrant le CA Brive à cinq reprises. Éliminés par les Corréziens en 1971, les Landais remportent néanmoins le challenge du Manoir en battant le Stade toulousain en finale. Ils s'inclinent à nouveau en 1972 contre le CAB.
Les phases finales de la saison 1973 ne répètent pas le cas de figure des deux précédentes éditions : après avoir battu de peu le RC Vichy, puis plus aisément le Valence sportif, les rouge et blanc prennent leur revanche sur le CA Brive pour ainsi accéder aux demi-finales. Ils disposent alors du « grand Béziers » dans la capitale aquitaine. L'US Dax dispute donc contre le Stadoceste tarbais la cinquième finale de son histoire ; organisée au Stadium municipal de Toulouse, elle sera par ailleurs la dernière finale de championnat jouée en province. Malgré les pronostics en faveur des Dacquois, ces derniers ne montrent pas le même enthousiasme que leurs adversaires Tarbais ; menés de 12 points quelques minutes avant la fin de la rencontre, ils s'inclinent finalement sur le score de 18 à 12. Après ce nouvel échec en finale, le XV dacquois ne connaîtra plus de nouvelle occasion de décrocher le bouclier de Brennus. Cette défaite est également marquée par le départ de l'entraîneur Desclaux après 15 années de service et avant de prendre les rênes de l'équipe de France,.

### 1973 à 1982: dernier sacre national pour l'équipe première
L'USD est éliminée en quarts de finale du championnat de 1974 par la Section paloise, tandis qu'elle manque la qualification en finale du Challenge, battue à Mont-de-Marsan par le CA Brive.
Elle parvient l'année suivante à éliminer le FC Lourdes en huitièmes de finale du championnat à Bordeaux, avant d'être écartée par le CA Brive.
Le parcours en Challenge et en championnat s'achève lors de la saison 1975-1976 en l'intervalle d'une seule semaine et à chaque fois à Tarbes : respectivement en demi-finale contre le SC Graulhet, puis en quarts nationaux face à Narbonne.
L'US Dax est éliminée prématurément du championnat en 1977, avec une composition remaniée étant donné la blessure de Bastiat et le replacement du centre Lux à l'ouverture ; elle s'incline largement en huitièmes de finale contre Béziers par plus de 40 points d'écart. De même, elle est battue dès les seizièmes de finale par le Valence sportif en 1978.
Le groupe dacquois perd alors plusieurs de ses éléments, notamment Jean-Pierre Bastiat, Claude Dourthe et Jean-Pierre Lux, et se reconstruit autour de plusieurs jeunes. Les performances de l'équipe première restent pourtant sur la même dynamique, s'achevant en seizièmes du championnat contre le SC Graulhet et le SC Tulle en 1979 et 1980, tandis qu'elle ne se qualifie pas pour les phases finales du Challenge de 1980, pour la première fois depuis 1970. Celles des réserves et de l'école de rugby sont quant à elles au plus haut en arrière-plan, l'USD étant désignée vainqueure du Challenge du club complet en 1980 grâce au bilan des performances de ses équipes : titres de champion de France et de Côte basque des réserves ainsi que trois demi-finales pour l'équipe de Nationale B, les juniors et les cadets.
Dans la foulée de cette dernière distinction, l'équipe première, depuis renforcée par le jeune Jean-Patrick Lescarboura, avance jusqu'au stade des quarts de finale du championnat, battue par celle du Stade bagnérais. La saison suivante, au bénéfice de sa première place nationale toutes poules confondues, l'US Dax débute les phases finales du championnat de 1982 en seconde étape des barrages, s'imposant de justesse après une rencontre aller-retour contre le CA Bègles ; elle s'incline ensuite en quarts contre l'USA Perpignan. En parallèle, elle évolue dans le tableau final du challenge Yves du Manoir, et retrouve les Catalans en demi-finale quelques jours après son élimination en championnat, assurant cette fois la victoire à son avantage. Elle s'impose ensuite en finale contre le RC Narbonne au Parc des Princes. Avec ce cinquième sacre, l'USD devient alors la deuxième meilleure équipe au bilan du Challenge, derrière le FC Lourdes et à égalité avec son adversaire du jour. Il représente également la dernière victoire finale dacquoise dans le cadre de cette compétition.

### 1982 à 1993: bilan nuancé par les titres de la réserve et des jeunes
Le titre national en du Manoir de 1982 marque également une date charnière pour le XV dacquois. La saison suivante est marquée par plusieurs blessures récurrentes et voit les rouge et blanc s'incliner prématurément en match de barrage de championnat contre le CA Bègles. En 1984, ils avancent jusqu'aux quarts de finale mais sont stoppés par le RRC Nice.
L'année suivante, l'équipe est à nouveau éliminée dès le match de barrage de championnat, cette fois-ci contre l'US Tyrosse. Ils atteignent néanmoins les quarts de finale en Challenge, s'inclinant contre l'AS Montferrand.
Pour la première fois depuis 1953, l'US Dax est absente des phases finales de championnat en 1985-1986, ne s'étant pas classée suffisamment haut en phase de poules. Le bilan en berne de l'équipe première est nuancé par celui des autres équipes : la réserve, l'équipe junior puis la Nationale B est sacrée championne de France à tour de rôle entre 1984 et 1986.
Le groupe se reconstruit à partir de ces jeunes, intégrant notamment Dominique Bouet. Les résultats sportifs de la saison précédente valent au XV dacquois d'être « relégué » dans le 2e groupe de la première division du championnat. Bien qu'un nombre limité de clubs des poules du 2e groupe puissent accéder aux phases finales par rapport à ceux du 1er groupe avec cette formule, les Dacquois terminent à la 1re place ; ils jouent ainsi les huitièmes de finale, perdant contre le Stade toulousain au terme d'une rencontre aller-retour.

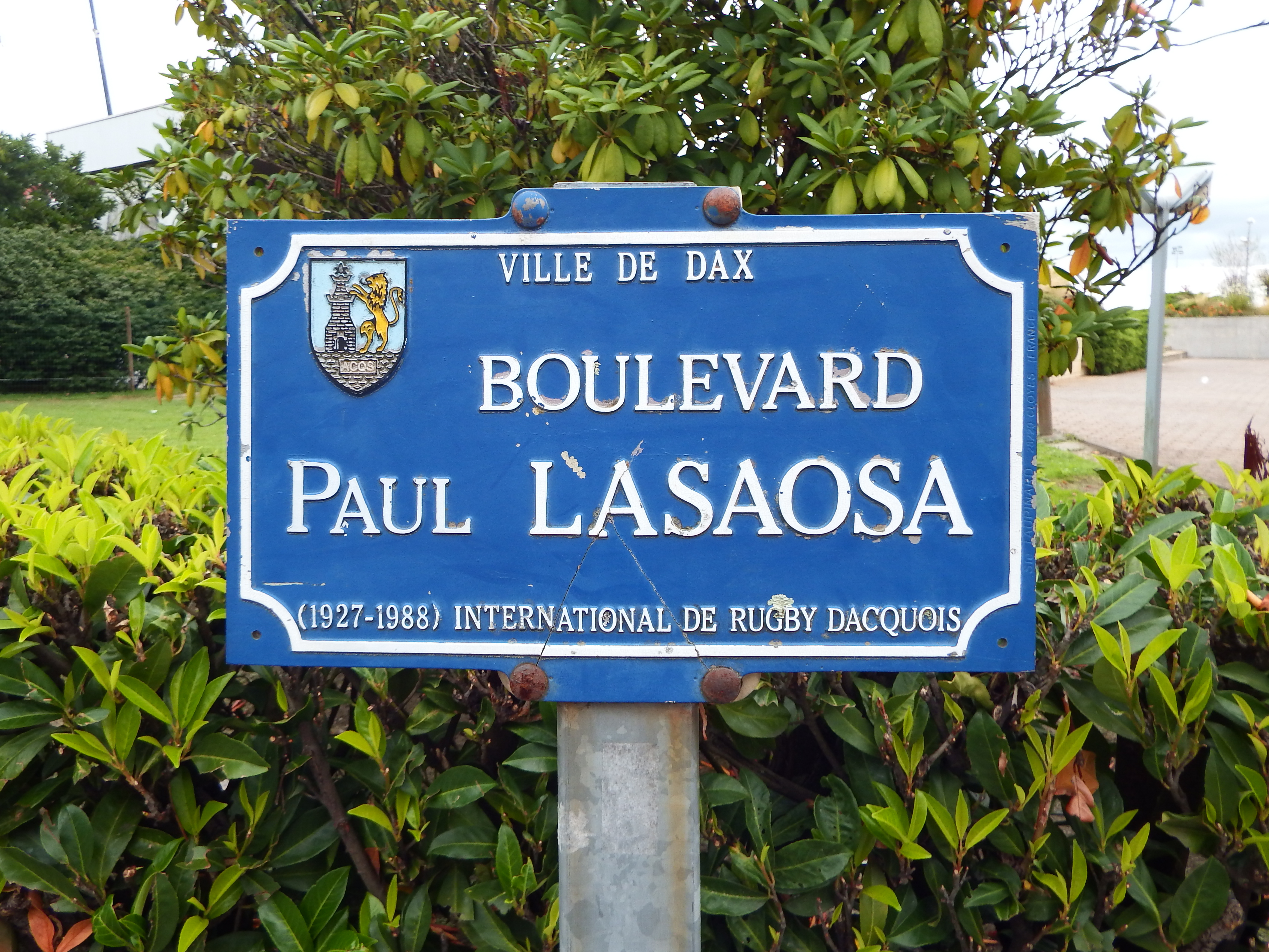
Paul Lasaosa, joueur de l'US Dax et international français, meurt en 1988 alors qu'il préside le club ; le boulevard de la ville bordant le siège de l'USD a depuis été renommé en son honneur.

Éliminés au même stade du championnat en 1988 par le Stadoceste tarbais, les rouge et blanc atteignent la finale du Challenge après avoir battu le FC Grenoble, tenant du titre, au tour précédent. Affrontant le Stade toulousain au stade Jean-Dauger, ils mènent longtemps la rencontre avant de s'incliner dans les arrêts de jeu. Ce match sera finalement la dernière finale disputée par les Dacquois dans l'histoire du challenge Yves du Manoir. L'été est marqué par le décès de Paul Lasaosa, siégeant alors en tant que président du club de rugby ainsi que de la structure omnisports.
Les rouge et blanc s'inclinent en huitièmes de finale du championnat contre le SU Agen, champion de France en titre. Après cette saison, alors qu'Olivier Roumat fait ses débuts en tant qu'international, le club est représenté par trois joueurs sous le maillot bleu avec Laurent Rodriguez et Dominique Bouet.
En 1990, l'USD retrouve les quarts de finale du championnat ; elle est éliminée par l'AS Montferrand, quelques mois après avoir quitté le Challenge au même avancement et contre la même équipe. Alors que la saison s'achève pour le club, Bouet décède à l'issue de la tournée de l'équipe de France (en) en Australie, dans sa chambre d'un hôtel de Nouméa ou séjournait l'équipe nationale, « d'une inhalation de liquide gastrique qui a obstrué la trachée artère et provoqué l'asphyxie ».
Après avoir battu l'AS Montferrand en huitième de finale du championnat de 1991 à l'issue du match retour, l'US Dax s'incline à nouveau en quart, cette fois contre le Racing Club de France ; en Challenge, son parcours s'arrête en demi-finale contre le futur champion narbonnais.
En 1992, malgré sa 5e place en phase de poule du championnat, le club se qualifie en phases finales, allant jusqu'à éliminer le Stade toulousain en huitièmes. Pour les quarts de finale, les Dacquois s'inclinent face aux « Mammouths de Grenoble »,.
L'année suivante, si les rouge et blanc se qualifient à l'issue de la phase préliminaire du championnat, notamment avec une victoire sur le terrain de Toulouse, ils sont éliminés lors du Top 16, phase de poules intermédiaire permettant d'accéder aux quarts de finale. Le parcours en Challenge s'arrête en quart de finale face à Béziers. Les performances de 1993 ne seront finalement pas créditées à l'équipe première, mais à l'équipe réserve et aux équipes de jeunes : l'équipe « Nationale B », les juniors en catégories Crabos et Reichel sont en effet toutes les trois sacrées championnes de France. Parmi ces jeunes joueurs, on retrouve déjà de futurs cadres de l'équipe première : Richard Dourthe, Pascal Giordani, Raphaël Ibañez, David Laperne et Olivier Magne chez les Reichel, s'étant imposés face au FC Grenoble,.

### 1993 à 1997: demi-finales de championnat et premières aventures européennes
L'équipe de l'US Dax aborde le championnat 1993-1994 en comptant dans son rang de nombreux éléments de l'équipe junior sacrée championne la saison précédente, parfois une dizaine de joueurs par match. Après avoir terminé 4e de la phase préliminaire, elle assure sa qualification pour les phases finales avec une 1re place, avec notamment une victoire sur le terrain du champion de France en titre, le Castres olympique. Après un quart de finale remporté contre le CS Bourgoin-Jallieu, les Dacquois s'inclinent de peu contre le Stade toulousain, au parc Lescure ; malgré la défaite, ce résultat marque le plus haute performance du club depuis la finale de 1973. Pour conclure la saison, bien que l'équipe ait été éliminée en huitièmes de finale du challenge Yves du Manoir, le parc municipal des sports de Dax est choisi pour accueillir la finale. Par ailleurs, l'ouvreur Thierry Lacroix termine meilleur buteur et réalisateur du championnat.
La saison suivante, bien que l'effet de surprise de la performance des juniors de 1993 ne soit plus présent, les Dacquois assurent tout de même la qualification en championnat, terminant à la 1re place en phase préliminaire puis en poule de Top 16, après s'être qualifiés pour les quarts de finale de Challenge. L'équipe est néanmoins stoppée par le RC Toulon, autant en championnat qu'en Challenge.
Alors que le rugby mondial vit le début de son ère professionnelle, les rouge et blanc, bien que conservant la majorité de leur ossature, vivent une première phase régulière compliquée de championnat 1995-1996. À une rencontre de la fin, le sort du club n'est pas encore fixé, frôlant alors la relégation ; les Dacquois se déplacent sur le terrain du FCS Rumilly, leur concurrent direct pour le maintien, et doivent obtenir une victoire ou un match nul afin d'éviter la descente en deuxième division. Malmenés en première mi-temps, les joueurs de l'USD reprennent confiance dans la seconde moitié, égalisant de peu grâce à un drop de dernière minute de Dourthe. Reversés en barrage de qualification, ils font preuve d'une prestation contrastant avec la première partie du championnat, se hissant dans le tableau des phases finales en s'imposant successivement contre le FC Lourdes, le FC Grenoble et le RC Toulon. Ils retrouvent ainsi en demi-finale le Stade toulousain à Bordeaux, comme deux ans auparavant ; les Toulousains l'emportent à nouveau contre les Dacquois. Néanmoins, cette performance landaise à l'échelon national est synonyme de qualification pour la seconde édition de la Heineken Cup, la coupe d'Europe des clubs tout juste créée.
Pour cette Heineken Cup 1996-1997, l'US Dax se déplace en Italie et en Angleterre et accueille des équipes écossaisse et galloise ; elle assure la première place devant Bath Rugby et Pontypridd RFC, au bénéfice du goal-average. Qualifiée pour la phase finale dès sa première participation, elle s'incline dès la rencontre éliminatoire initiale dans un duel franco-français à domicile contre le Stade toulousain,,. En championnat, les Dacquois retrouvent en phase de poule leur « bête noire » toulousaine les ayant éliminés à diverses reprises lors des rencontres éliminatoires ces dernières années, et s'imposeront notamment au stade des Sept-Deniers après un match aller perdu dans les Landes. À la suite d'un huitième de finale remporté contre le Biarritz olympique, ils s'inclinent en quart contre l'AS Montferrand,. En Coupe de France, compétition succédant au challenge Yves du Manoir, ils avancent jusqu'en demi-finale à l'issue de laquelle ils sont éliminés par la Section paloise, futur vainqueur. N'ayant remporté aucune des trois compétitions, les rouge et blanc ne valident pas leur 2e participation à la Coupe d'Europe, et sont de fait reversés au second échelon européen, la Conférence européenne,.

### 1997 à 2002: dernières oscillations en élite
L'intersaison 1997 voit le départ de nombreux joueurs vers d'autres clubs du championnat, notamment ceux de Dourthe, Pelous et Magne, deux ans après celui de Lacroix vers l'Afrique du Sud. Ce premier exode est l'une des conséquences de la professionnalisation du rugby français, les dirigeants dacquois déclarant ne pas pouvoir assumer l'inflation des salaires moyens, ; le club omnisports de l'US Dax se restructure par ailleurs à ce même moment, séparant l'équipe de rugby professionnelle des autres sections sportives. Par ailleurs, si la saison se résume sportivement à une non-qualification, que ce soit en championnat ou en Conférence européenne, elle est plus particulièrement marquée par le décès d'Éric August, président alors en exercice.
Avec la réduction du nombre d'équipes pouvant constituer l'élite du rugby français, le club se résigne à viser le maintien plutôt que la qualification, laissée aux clubs « plus fortunés » ; l'effectif est quant à lui largement renouvelé de saison en saison. En 1999, les Dacquois se qualifient tout de même pour les quarts de finale de la Conférence européenne tout en évitant la phase de play-down en championnat.
Lors de la saison 1999-2000, l'US Dax atteint pour la dernière fois de son histoire le tableau final de la première division du championnat de France, s'arrêtant en match de barrage avant les quarts de finale.
L'exercice suivant est quant à lui plus délicat ; afin d'éviter la relégation directe en deuxième division, les rouge et blanc doivent remporter leurs trois derniers matchs à domicile. Après deux premiers succès, l'USD accueille l'AS Montferrand, premier de la poule. Alors qu'ils sont menés, les visiteurs inscrivent un essai à deux minutes du terme de la rencontre et reviennent à un point d'écart au tableau de score. Comme l'ouvreur des Auvergnats Gérald Merceron manque la transformation, les Landais l'emportent et assurent de peu leur maintien dans l'élite,.
À l'issue de la saison 2001-2002, l'équipe vit une première partie de saison très compliquée, marquée notamment par une sévère défaite à domicile contre le Biarritz olympique, ainsi qu'une autre déconvenue à Maurice-Boyau contre le promu montalbanais. Malgré un limogeage des entraîneurs en cours d'exercice, l'US Dax termine dernière de sa poule de play-down avec un bilan maigre de cinq victoires sur l'ensemble de l'année, et quitte cette fois le Top 16 pour la Pro D2.

### 2002 à 2007: premiers pas en seconde division
Malgré deux saisons en milieu de tableau en 2003 et 2005, le club reste un club prétendant à la remontée. En 2004, les Dacquois atteignent le stade des demi-finales, à l'occasion desquelles ils s'inclinent contre l'Aviron bayonnais au stade Aguilera voisin.
L'USD retrouve les phases finales deux ans plus tard : après une courte victoire en demi-finale à domicile, contre le FC Auch, elle atteint la finale d'accession au Top 14 contre le SC Albi au stade Ernest-Wallon en 2006, sous la direction de son nouvel entraîneur Marc Lièvremont. Les Landais s'inclinent néanmoins sur le score de 12-8 face aux Tarnais.
Le groupe réédite sa performance en championnat la saison suivante et se qualifient à nouveau. Après une demi-finale à domicile contre l'AS Béziers, ils disputent la finale contre le Stade rochelais au stade Chaban-Delmas,. Menés d'une dizaine de points vers la 25e minute, les Landais reprennent rapidement l'offensive ainsi que l'avantage au tableau de score. Avec une avance de six points, soit moins d'un essai transformé, la défense repousse les nombreux assaults maritimes en fin de match, pour finalement assurer la victoire finale 22 à 16. L'USD ainsi décroche ainsi son accession pour le Top 14, après cinq ans d'absence.

### 2007 à 2009: ultime réapparition en première division

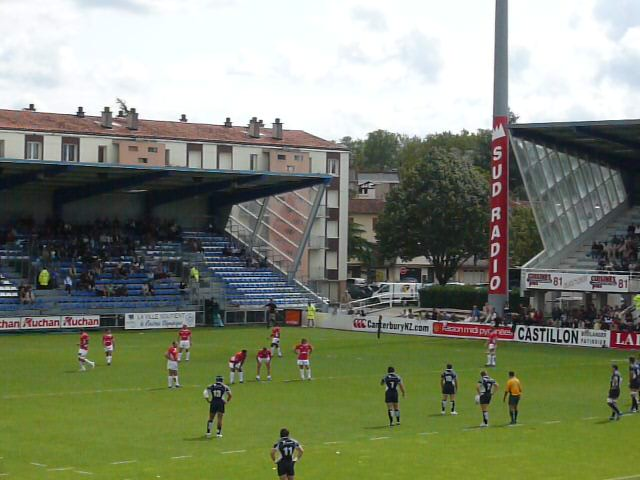
L'US Dax évolue deux années en Top 14 dans les années 2000, ci-contre sur le terrain du Castres olympique en septembre 2008.

Pour le club landais, l'objectif se limite logiquement au maintien en Top 14. Parmi les nouvelles recrues, l'entraîneur Marc Lièvremont rassemble sa fratrie en obtenant la signature de ses frères Thomas et Matthieu en tant que joueurs. Néanmoins, un élément vient fortement perturber l'intersaison : le 24 octobre 2007, à la suite de la Coupe du monde et du départ de Bernard Laporte de la tête de l'équipe de France, Marc Lièvremont est nommé par Bernard Lapasset en tant que nouveau sélectionneur national. À quelques heures du début de la compétition nationale, les rouge et blanc se retrouvent orphelin de l'entraîneur qui a œuvré ces deux dernières saisons ; son départ est effectif au mois de novembre,. En ouverture de saison, la défaite de justesse à Dax contre le Stade toulousain ne sera qu'un éclat dans une saison compliquée. Le club finit à la 13e place, synonyme de relégation. Leur salut viendra de la relégation administrative du SC Albi.
La saison 2008-2009, qui voit deux clubs landais en élite avec la remontée du voisin et rival de Mont-de-Marsan, apparaît ainsi comme une deuxième occasion de se maintenir à ce niveau. Au terme de la phase aller, la leçon semble assimilée avec une 9e place devant le Biarritz olympique, notamment grâce à des victoires sur la pelouse du Castres olympique et du RC Toulon, et deux derbys à domicile remportés contre les voisins basques. Le visage de la fin de la saison est néanmoins plus terne : le manque de rotation et la fatigue eut raison de l'effectif, et une inexorable descente vers la 13e place s'amorce. Malgré de nouvelles rumeurs de relégation administratives, concernant cette fois-ci le CS Bourgoin-Jallieu, l'US Dax quitte bien la première division, en compagnie de son voisin ; les Landes disparaissent à nouveau du paysage de l'élite du rugby français.

### 2009 à 2018: une décennie difficile en Pro D2
Pour la saison 2009-2010, trop faible à l'extérieur et avec des faux pas à domicile, cette saison de retour en Pro D2 se finit péniblement à la 11e place. Avec un staff remanié, Dax recrute pour faire oublier cette dernière saison et la déception d'être retombé si bas. Rien n'y fait, les rouge et blanc sont lanterne rouge au bout de trois matchs. La phase retour apparaît alors comme un duel entre l'US Dax et le Colomiers Rugby pour échapper à la 15e place et une relégation en Fédérale 1. À l'aube de la dernière journée, les Haut-Garonnais ne sont distancés que d'un point au classement. Le dernier match est annoncé comme une finale pour éviter la mort du club. Hors de question de compter sur une bonne opération en banlieue toulousaine d'un US Oyonnax déjà maintenu : les Landais doivent absolument battre le RC Narbonne avec le point de bonus offensif. Poussé par toute la ville dans une ambiance de demi-finale, Dax s'impose 60-17, pendant que Colomiers fait de même de son côté. Les Landais sont ainsi sauvés après une mauvaise saison.

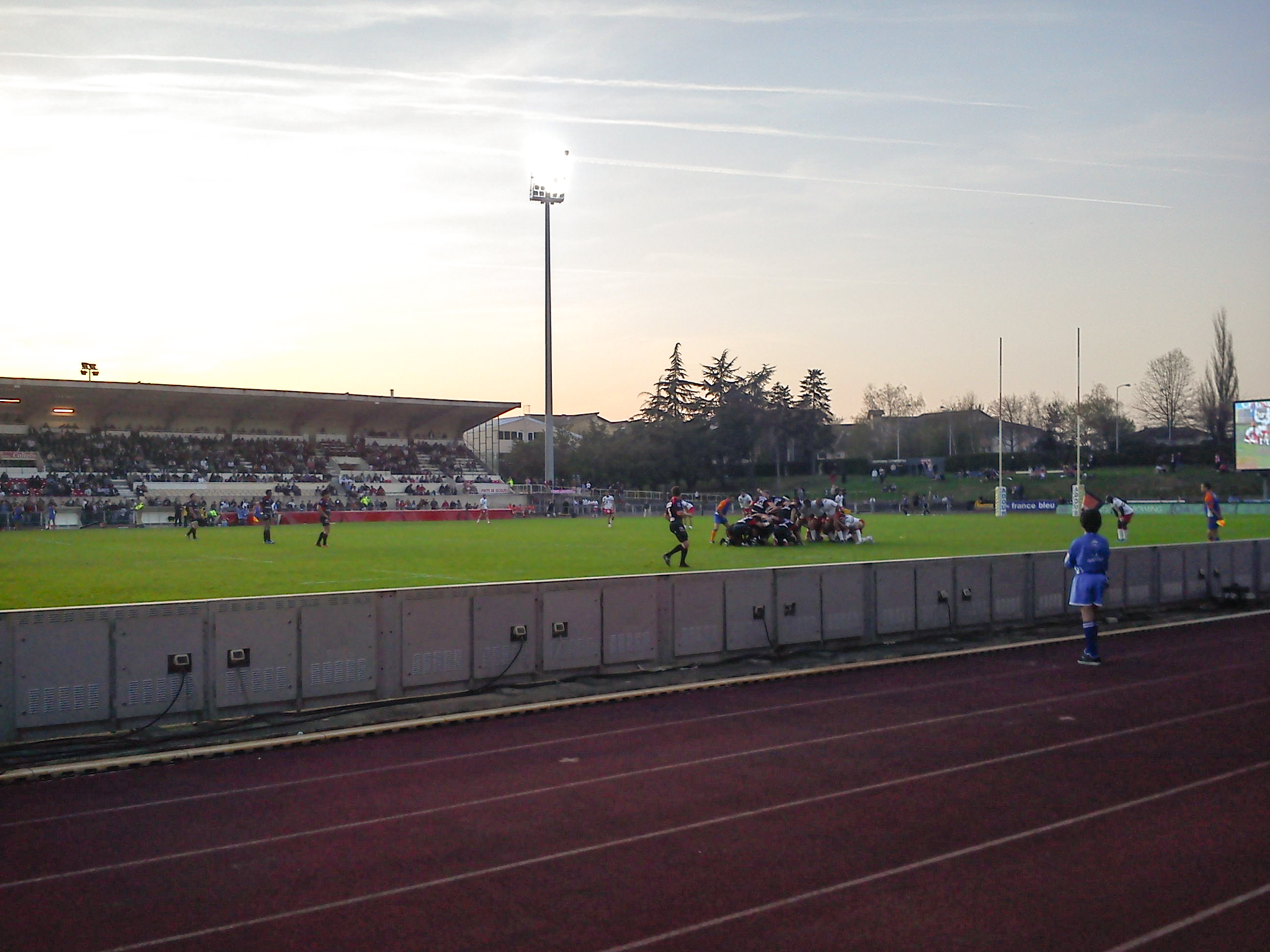
Au terme de la saison 2011-2012, ci-contre opposé à l'US Oyonnax devant son public, l'US Dax atteint les demi-finales.

L'exercice 2011-2012 sonne comme une nouvelle lutte au maintien, avec le désir de ne pas reproduire les mêmes erreurs. Le staff est remanié, le recrutement plus modeste en raison d'un budget prudent et diminué. Alors que personne n'avait prédit un bel avenir pour les Dacquois, la surprise fut de taille : une entame de saison avec 7 matchs sans défaites qui les place leader. Le club reste alors longtemps le dauphin d'un FC Grenoble déjà promis au Top 14, et l'objectif de maintien devient alors officieusement objectif de demi-finale à domicile. La fête sera gâchée par une phase retour plus poussive, avec des victoires à domicile trop justes, et des désillusions en déplacement, le tout agrémenté de rumeurs trop insistantes du départ de l'entraîneur David Darricarrère : Dax finit 4e, qualifié, mais le stade Maurice-Boyau ne verra pas la demi-finale espérée. Elle se jouera finalement non loin de là, chez le voisin montois qui remporte le match et achève une étonnante saison dacquoise.

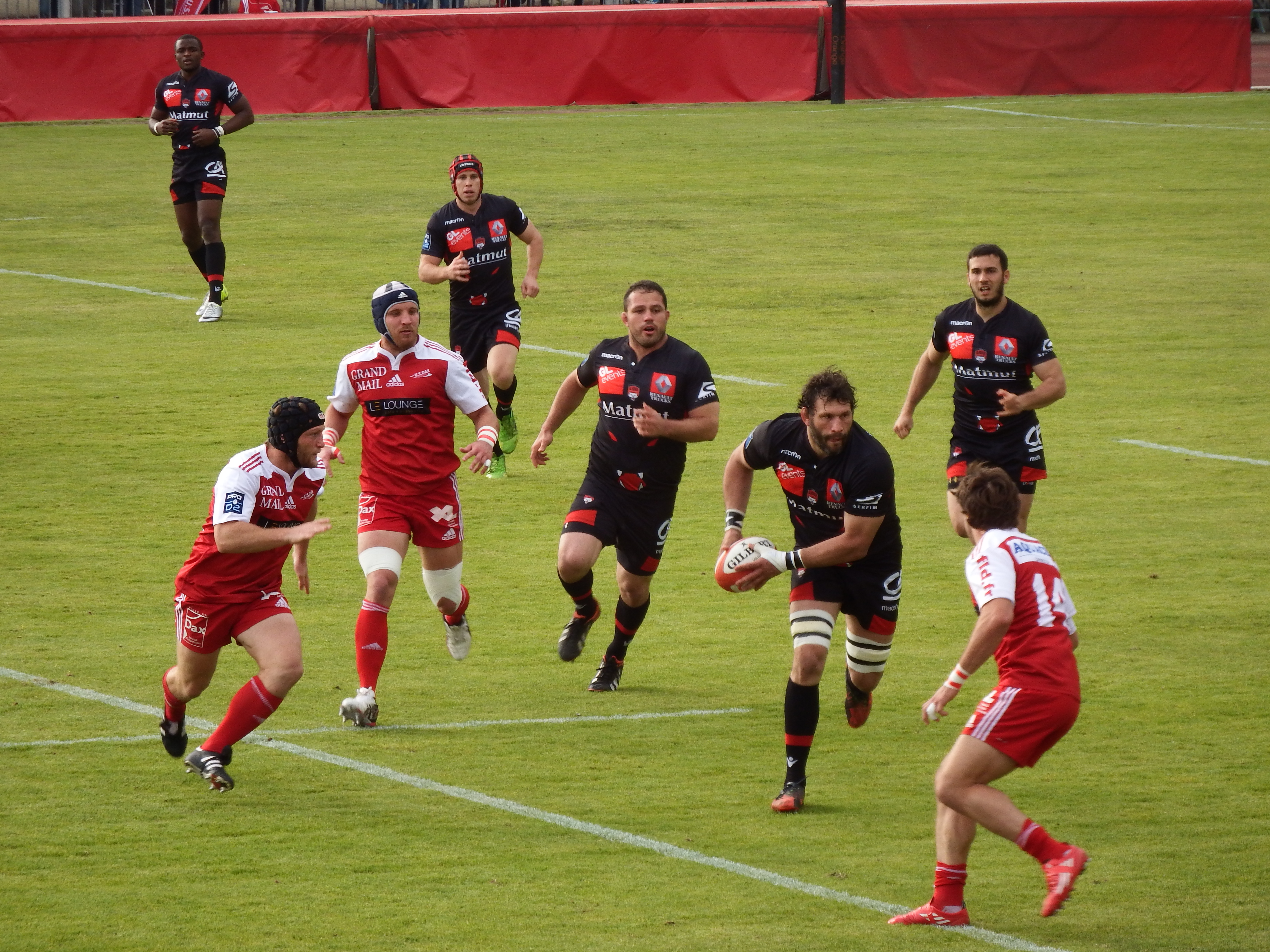
Les Dacquois affrontant les Lyonnais pendant la saison 2013-2014.

La saison suivante contraste avec une 14e place. En 2013-2014, les rouge et blanc évoluent sous la direction d'un nouveau manager, en la personne de Richard Dourthe. Ils réalisent une première partie de saison en phase avec les objectifs de maintien, en s'installant à terme autour de la 10e place. La seconde moitié voit le club enchaîner les contre-performances et glisser vers le bas du classement ; le club n'obtient jamais le statut de relégable, mais n'obtient définitivement son maintien que lors de l’avant-dernière journée. L'issue de la saison suivante diffère : l'US Dax est sportivement reléguée fin 2015 en division amateur après avoir anéanti ses derniers espoirs à Narbonne dans le cadre de l'avant-dernière journée, soit pour la première fois dans l'histoire du club en division amateur,.
Le club est pour cette intersaison 2015 dans un lourd climat d'incertitude, et doit reprendre l'entraînement, avec de nouveaux joueurs mais sans entraîneurs alors que la division dans laquelle il évoluera la saison prochaine n'est pas connue. En effet, plusieurs événements hypothétisent un maintien administratif en Pro D2 : les projets de fusion abandonnés entre l'Aviron bayonnais et le Biarritz olympique ainsi que le refus de l'accession en Pro D2 du Lille MR par la DNACG. Les différentes procédures d'appel du club nordiste,, retardent la conclusion de cet épisode à la fin du mois d'août. La décision finale est rendue le 20 août 2015, jour de l'ouverture de la Pro D2 : le tribunal administratif de Versailles rejette le troisième appel du Lille MR,, alors que la LNR officialise le lendemain le repêchage de l'US Dax en Pro D2 pour la saison 2015-2016. Cette décision tardive entraîne un report des premières rencontres du championnat pendant la trêve due à la Coupe du monde 2015.
La saison 2015-2016 marque la fin d'un triste record : en s'imposant sur le terrain de Montauban, l'US Dax brise une chaîne de 57 rencontres à l'extérieur sans victoires en championnat, la précédente remontant au 29 janvier 2012,. La DNACG prononce à nouveau cette saison une procédure de relégation administrative, cette fois-ci contre un pensionnaire du championnat en la personne du Tarbes PR ; néanmoins, la décision finale est cette fois-ci figée avant l'intersaison. Les Dacquois assurent la 15e place, synonyme de repêchage immédiat, lors de la dernière journée.
Jusqu'à la trêve automnale 2016, les performances des rouge et blanc font l'objet d'une surprise au classement : avec un effectif peu remanié, l'équipe se positionne dans les premières places de Pro D2 avant de replonger vers le ventre mou,. Sans jamais figurer dans la zone de relégation pendant l'année, l'US Dax valide son maintien dans le cadre de l'avant-dernière journée du championnat en remportant à domicile le derby landais contre le Stade montois,.
La saison 2017-2018 se joue, comme les précédentes, sous le spectre de la relégation. Deux défaites à domicile au printemps contre des concurrents directs font glisser le club dans une position comptable très défavorable au classement,. Le verdict définitif est prononcé lors de la 28e journée : en s'inclinant devant son public contre Béziers, conjuguée aux autres résultats de la journée, l'USD est officiellement reléguée au niveau amateur, pour la première fois de son histoire après trois saisons de sursis,. Le président Celhay et le directoire donnent alors leur démission. Alors que le club se retrouve sans entraîneur, l'effectif est quasiment vidé, tandis que les joueurs encore en place ont peu d'information sur leur avenir à disposition,,. L'identité des entraîneurs et des premières recrues n'est connue qu'au début du mois de juillet, soit trois mois après l'acte de la relégation sportive.

### 2018 à 2023: relégation au niveau amateur
La répartition des équipes de Fédérale 1 voit les Dacquois placés dans une poule 1 rassemblant des clubs du « grand Ouest », et donc séparés de l'US Tyrosse voisine. Malgré le remaniement important de son équipe, l'US Dax parvient à atteindre la deuxième place de sa poule au terme de cette première saison, assurant sa qualification lors du dernier match de phase régulière en devançant de justesse son principal poursuivant au classement, l'Union Cognac Saint-Jean-d'Angély. Affrontant le Rouen Normandie Rugby en quart de finale, qu'ils ont auparavant rencontré lors des matchs de poule, les rouge et blanc s'inclinent autant à domicile qu'à l'extérieur,.
Pour cette deuxième saison en Fédérale, la composition des poules rassemble cette fois l'US Dax avec ses trois voisins les plus proches : l'US Tyrosse, l'Anglet ORC et le Saint-Jean-de-Luz olympique. Pour les Dacquois, les trois premiers « derbys » contre leurs adversaires basques et tyrossais se jouent à l'extérieur ; ils seront malmenés et s'inclineront contre chacun d'entre eux. De manière générale, cette dynamique des matchs de la phase aller place le club rouge et blanc au pied des places qualificatives pour l'accession en Pro D2,. La phase retour est quant à elle marquée par six victoires consécutives, réconfortant l'objectif de qualification. Néanmoins, à partir du mois de mars, la saison est fortement perturbée par la pandémie de Covid-19 en France. Après un derby landais à domicile contre l'US Tyrosse prévu initialement à huis clos puis reporté à la suite de la suspension de l'ensemble des compétitions fédérales de rugby françaises,, la saison 2019-2020 est définitivement arrêtée alors qu'une mesure de confinement est entre-temps entrée en vigueur sur l'ensemble du territoire français,. À l'arrêt de la compétition, l'US Dax était alors classée à la 2e place, derrière l'Union Cognac Saint-Jean-d'Angély et devançant de peu le Stade nantais et le Saint-Jean-de-Luz olympique,.
Alors que les compétitions sont interrompues, la Fédération modifie la hiérarchie des divisions fédérales en actant la création de la Nationale, en tant que 3e division entre la Pro D2 et la Fédérale 1. Elle rassemble pour cette première saison 14 clubs dans une poule unique nationale. Le classement de l'US Dax pendant la saison précédente lui permet d'être invitée à participer à cette nouvelle division ; sa participation est officiellement actée par le comité directeur de la FFR, ; les objectifs sportifs de l'USD sont de se positionner parmi les six premiers. La tenue de la compétition pour la saison 2020-2021 est elle aussi perturbée par la pandémie sanitaire. Après une fin de préparation tronquée par un cas de Covid-19 détecté parmi ses membres à la fin du mois d'août,, trois rencontres de l'USD seront en tout reportées en 2020,, avant de voir le championnat et les entraînements suspendus pour deux mois en réponse aux nouvelles mesures sanitaires liées au deuxième confinement national instauré fin octobre. Après une dérogation gouvernementale au même titre que les divisions professionnelles, le championnat de Nationale reprend au début du mois de janvier avec une formule légèrement réadaptée en conséquence. Alors qu'ils se positionnent en tant que candidats aux demi-finales au printemps,,, les Dacquois sont éliminés lors de l'avant-dernière journée, finissant cette première saison de Nationale à la 6e place.
Pour le début de leur 2e saison de Nationale, après un premier faux-pas à domicile, les rouge et blanc ne parviennent pas à obtenir de résultat positif à l'extérieur, bien qu'ils aient assuré un succès contre deux des favoris du championnat devant leur public, le Valence Romans DR et le SC Albi,. À la fin de la phase aller, cette tendance se confirme avec deux courtes défaites consécutives en déplacement à l'Union Cognac Saint-Jean-d'Angély et au RC Aubenas, deux formations du bas de classement, compromettant fortement les objectifs landais de qualification en phase finale,,. Les Dacquois s'imposent finalement hors de leurs bases début février contre le SO Chambéry, adversaire contre lequel ils s'étaient inclinés au stade Maurice-Boyau en ouverture de saison ; le rythme à l'extérieur ne subsistant pas par la suite, les phases finales restent hors de portée de l'équipe. Un mois avant la fin de la saison, ces dernières sont officiellement hors d'atteinte après une défaite à domicile contre le leader massicois, conduisant à une fin de saison sans objectif sportif.
Le club dacquois aborde la saison 2022-2023 avec un groupe d'entraîneurs remanié avec y compris la nouvelle nomination d'un manager, poste vacant durant la majorité de l'exercice précédent. Le bilan des prestations est comptablement positif dès l'entame de la saison, conforté par plusieurs victoires à l'extérieur, notamment au Stade niçois pour le premier déplacement, ainsi que chez des concurrents en haut de classement comme Valence Romans DR et l'US bressane, permettant de se classer à la fin de la phase aller à la première place ainsi qu'en tant qu'équipe la plus offensive de la division,,,. Après une mauvaise passe au mois de mars avec deux défaites consécutives dont une à domicile ainsi qu'une accumulation de blessures dans le groupe, l'US Dax assure dans la foulée sa qualification pour les phases finales tout en évitant le tour intermédiaire de barrage. En demi-finale, après s'être imposée sur la pelouse du Blagnac Rugby au match aller avec une avance confortable, elle est surprise la semaine suivante devant son public, s'inclinant mais assurant la victoire aux points cumulés sur les deux rencontres ; elle décroche de fait son accession en Pro D2, cinq saisons après l'avoir quittée. Elle s'incline néanmoins la semaine en finale contre Valence Romans DR.

### 2024: retour en Pro D2
Avec son statut de promu synonyme de lutte pour le maintien, le groupe dacquois démarre péniblement la saison avec deux lourdes défaites pour 80 points encaissés, mais parvient à rehausser son niveau afin de vivre une saison plus équilibrée. La bonne dynamique de la phase retour permet de naviguer plus aisément entre les places des relégables et des qualifiables jusqu'à la fin de la saison, qui voit le club décrocher son maintien assez tôt mais surtout arracher une place qualificative, devenant la première équipe promue qualifiée en phase finale dans l'histoire de la Pro D2. La saison prend fin dès le match barrage disputé chez le FC Grenoble.

## Image et identité

### Couleurs et maillots
Les couleurs du club sont le rouge et le blanc depuis sa création. Elles proviendraient de celles de l'équipe scolaire de l'école normale de Dax, les « Martinets ».
Le maillot domicile est historiquement rouge, avec un short blanc. Cette tunique couleur sang a conduit à penser que les Dacquois étaient « rouges jusqu'à leur fondement », d'où le surnom de « culs rouges ». Exception à la règle, les Dacquois ont porté en tant que tenue principale à plusieurs reprises des maillots blancs avec un short rouge à partir des années 1990, notamment en Pro D2 de 2003 à 2007.
| 1908-1909 | « générique » ~ pré-1990, | env. début années 1990 | 1995-1998 · , | 1999-2001 | 2001-2002 · , | 2002-2003 | 2005-2007 |

| 2007-2008 | 2008-2010 | 2010-2011 | 2011-2012 | 2012-2013 | 2013-2014 | 2014-2015 |

| 2015-2016 | 2016-2017 | 2017-2018 | 2018-2019 | 2019-2021 | 2021-2023 | 2023-2024 |

Photos du maillot principal de l'US Dax
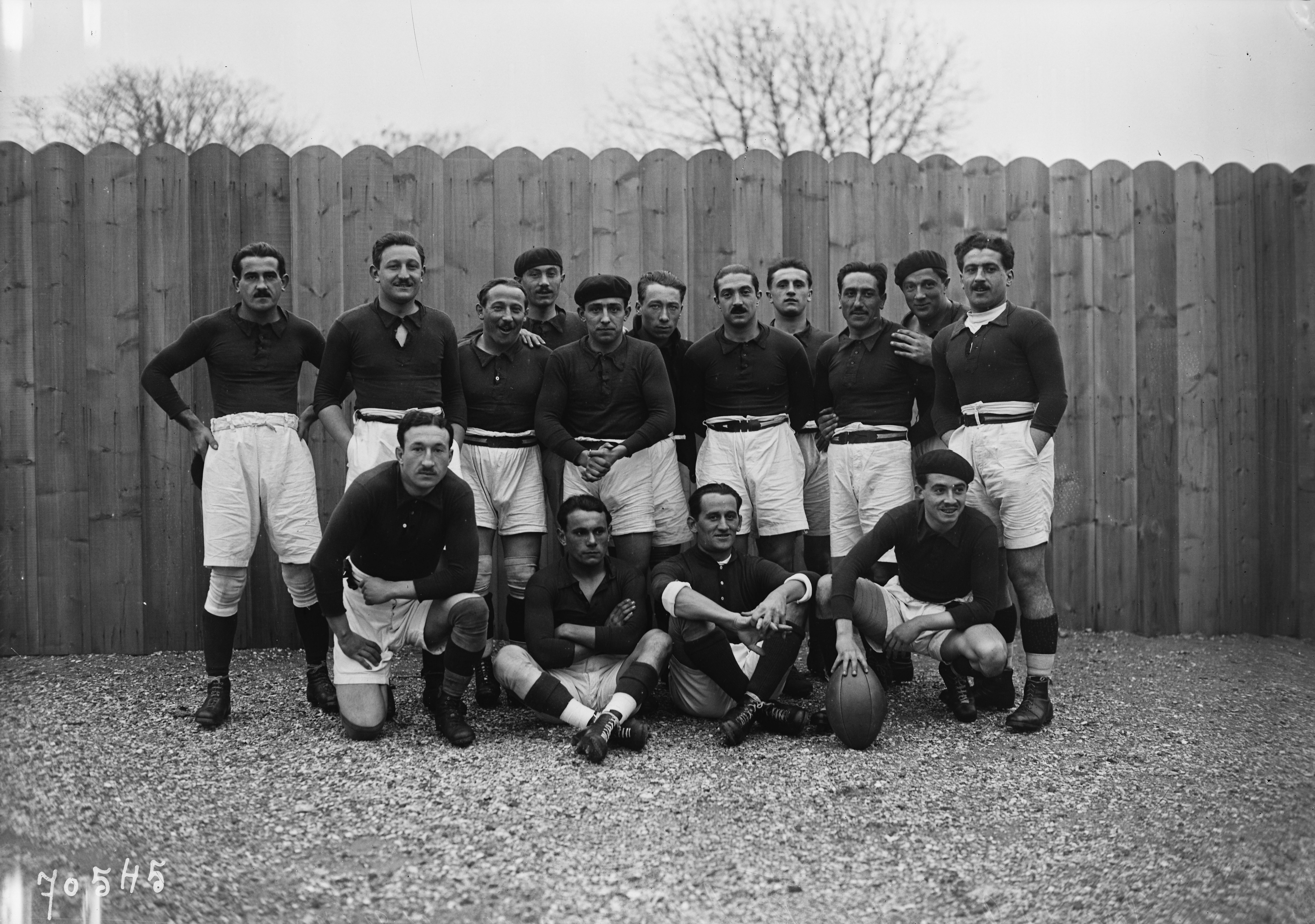
Maillot porté pendant la saison 1921-1922.
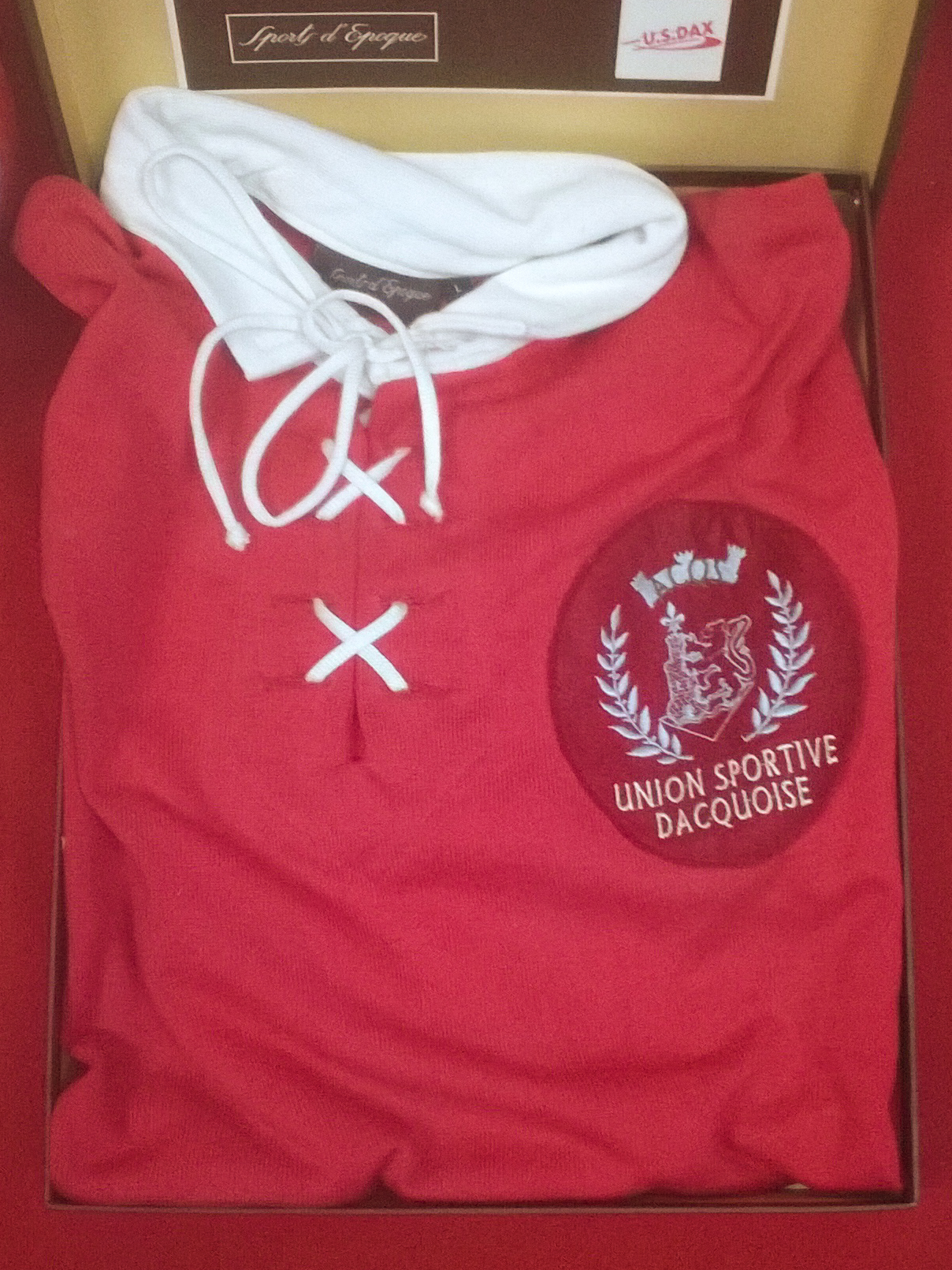
Réplique librement inspirée du maillot porté par l'US Dax en 1963[147].
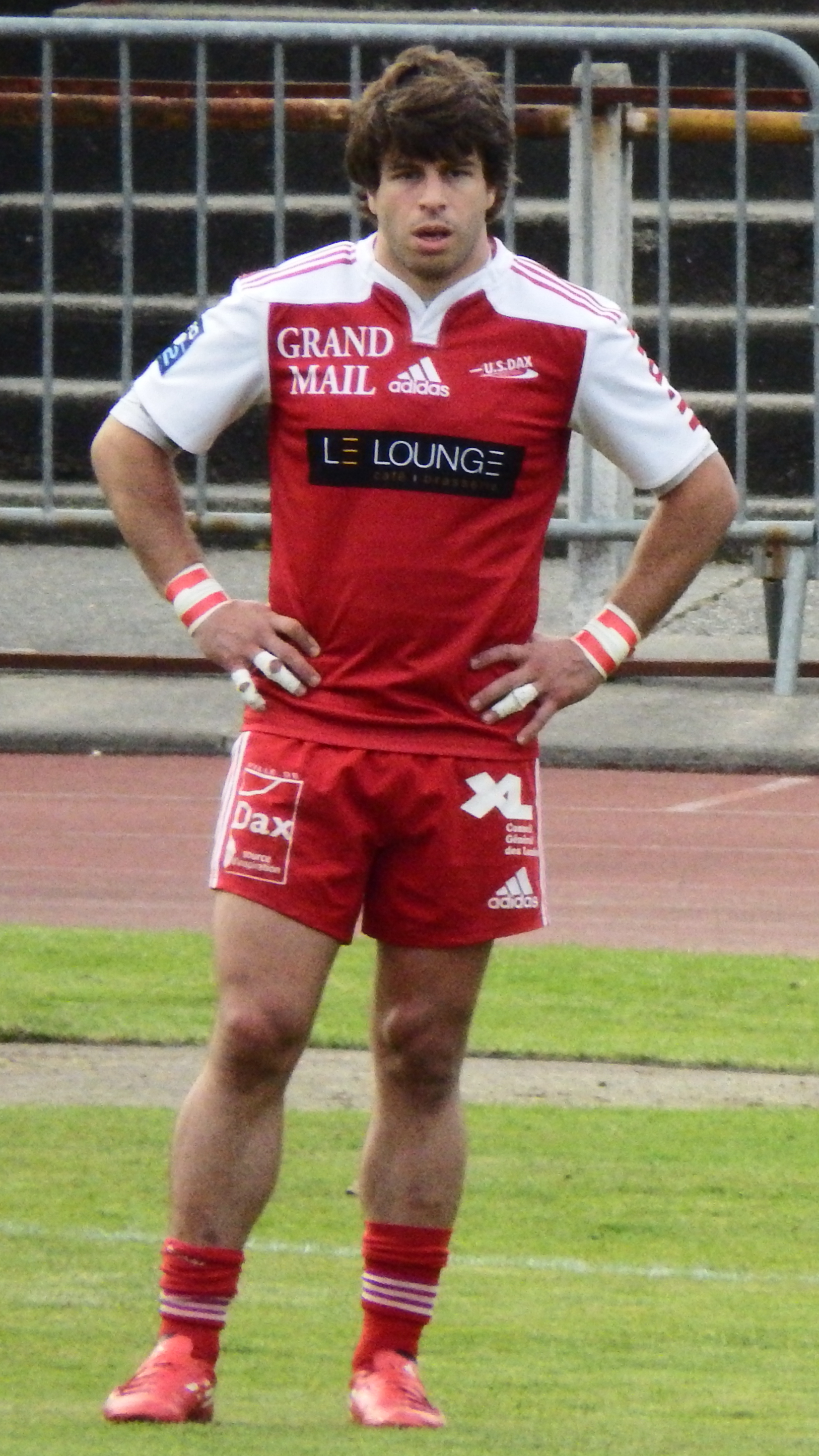
Maillot porté pendant la saison 2013-2014.
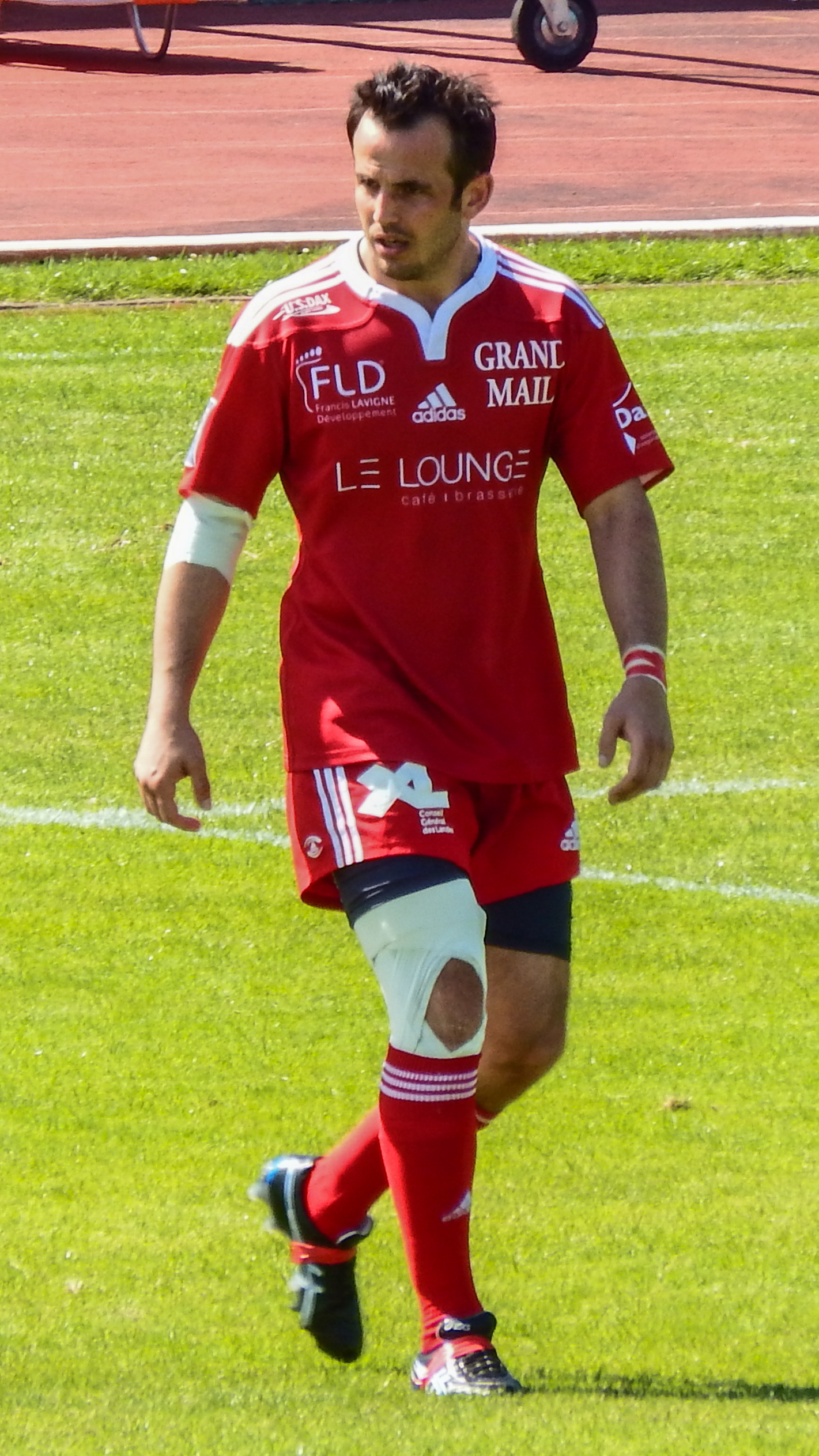
Maillot porté pendant la saison 2014-2015.
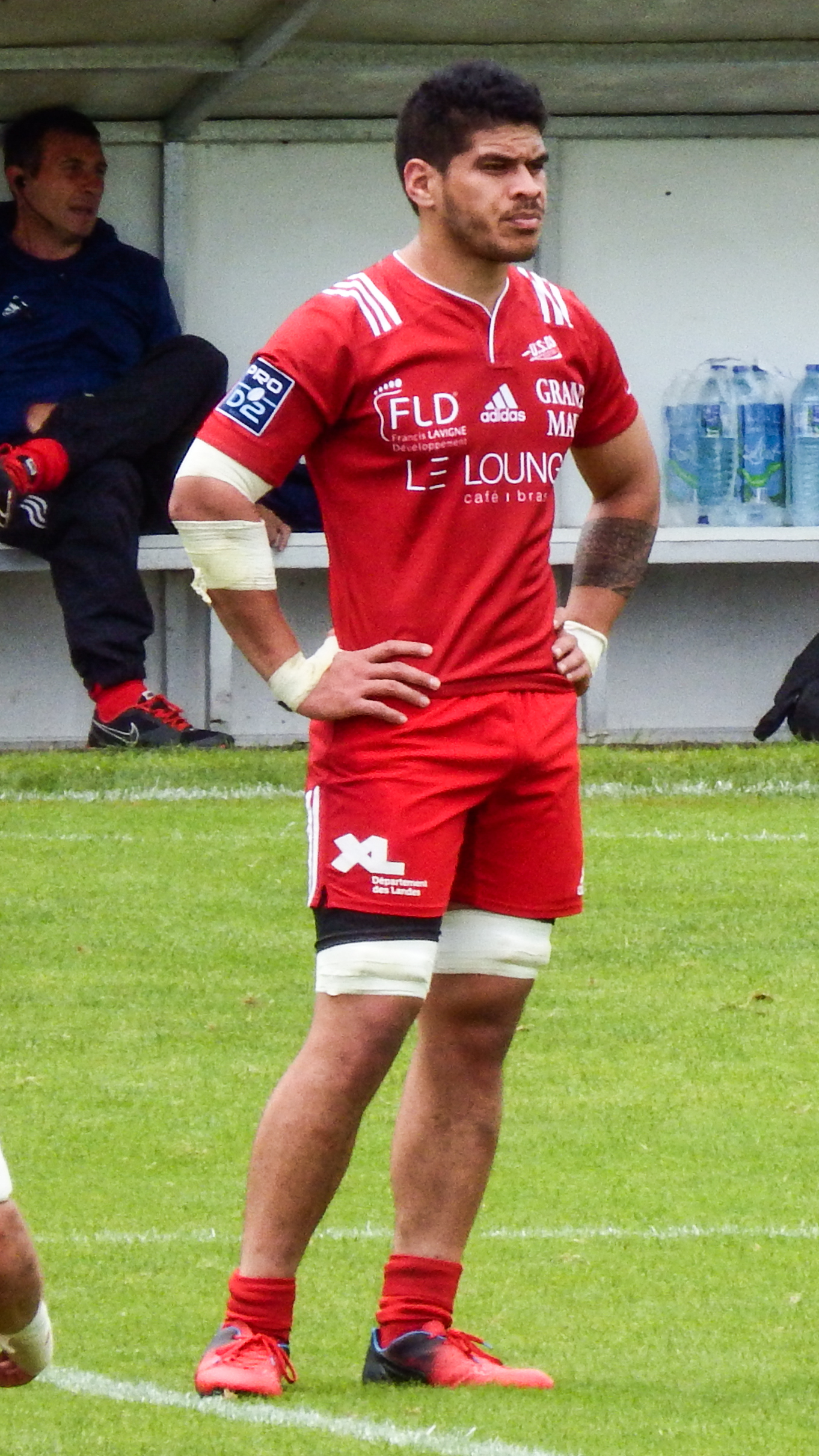
Maillot porté pendant la saison 2015-2016.
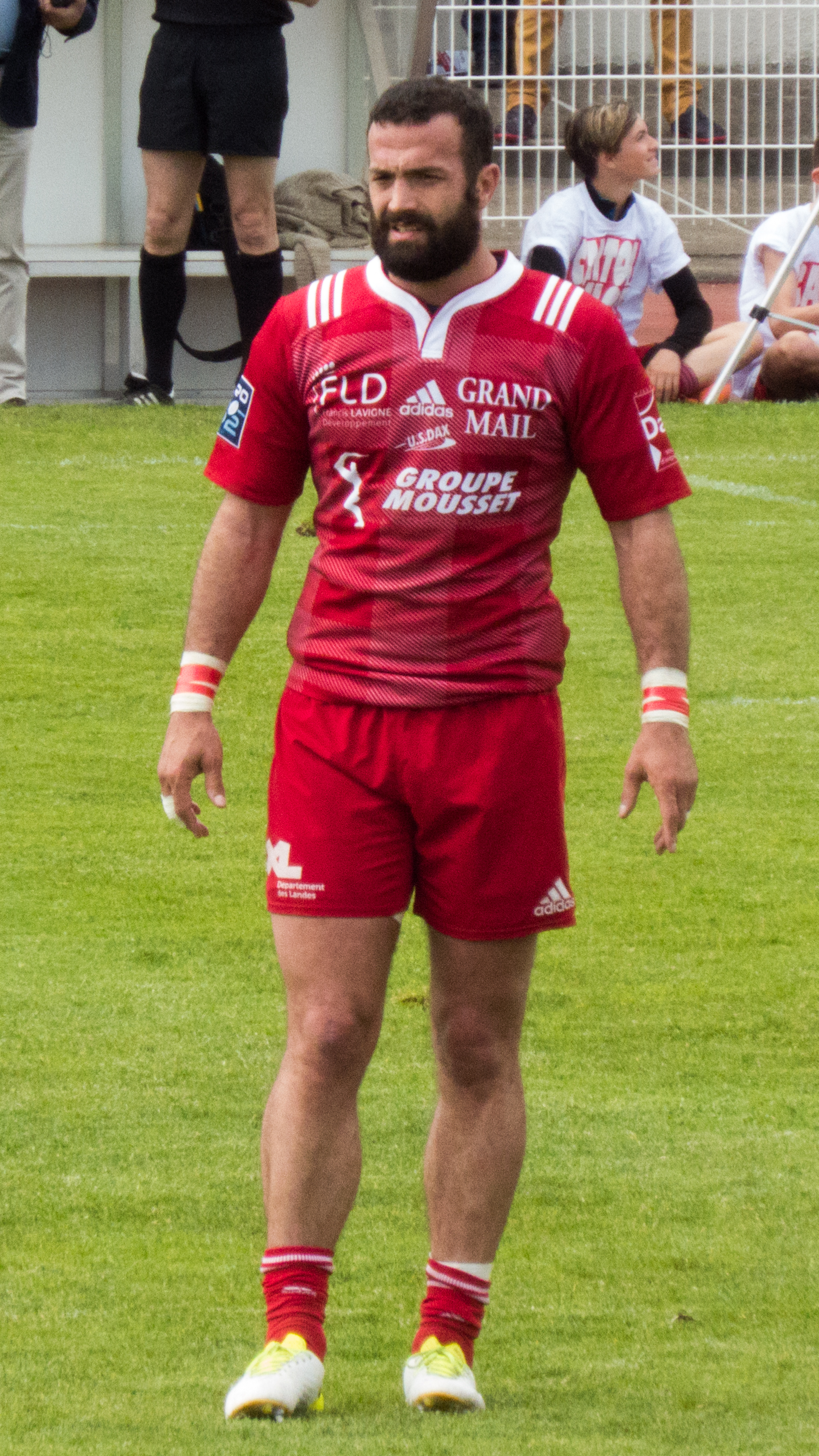
Maillot porté pendant la saison 2017-2018.

### Logo

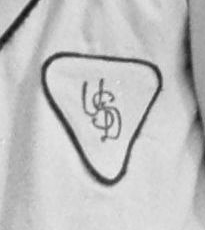
Un écusson représentant le club, issu d'un blazer porté par les joueurs en 1920.

L'un des premiers logos est simplement représenté par les lettres « USDAX » typographiées en rouge ; on le retrouve encore sur le maillot de la saison 1996-1997,.
À partir de la saison 1997-1998, le logo est ensuite constitué des lettres « USDAX » en rouge, habillées de formes géométriques renvoyant à l'ovalie. Le logo est par la suite simplifié, avec la suppression des pointillés suggérant un ballon de rugby et l'ajout en toutes lettres de la mention « rugby Landes » ; on le voit entre autres pendant la saison 2001-2002,,.
Pour illustrer ses plans d'action d'éco-citoyenneté, le club adopte en 2007 une déclinaison de son emblème. Hérissé de pins des Landes formant des poteaux de rugby, il est colorisé selon le paysage landais: le vert de la forêt des Landes, le jaune des dunes de la Côte d'Argent qui borde le bleu de l'océan Atlantique, et porte le slogan du club « Rugby par nature ».
Le 8 août 2018, à l'aube de sa première saison au niveau amateur après sa relégation en Fédérale 1, un nouveau logo est présenté : il comprend deux des symboles de la ville dacquoise : les eaux thermales et la Fontaine chaude.

Évolution du logo
Un des premiers logos officiels, utilisé jusqu'en 1997.
Logo depuis 1997 au début des années 2000.
Logo depuis le début des années 2000 au 8 août 2018.
Logo depuis le 8 août 2018.

Déclinaison du logo
Déclinaison Eco-citoyen du logo de 2007 au 8 août 2018.

### Rivalités

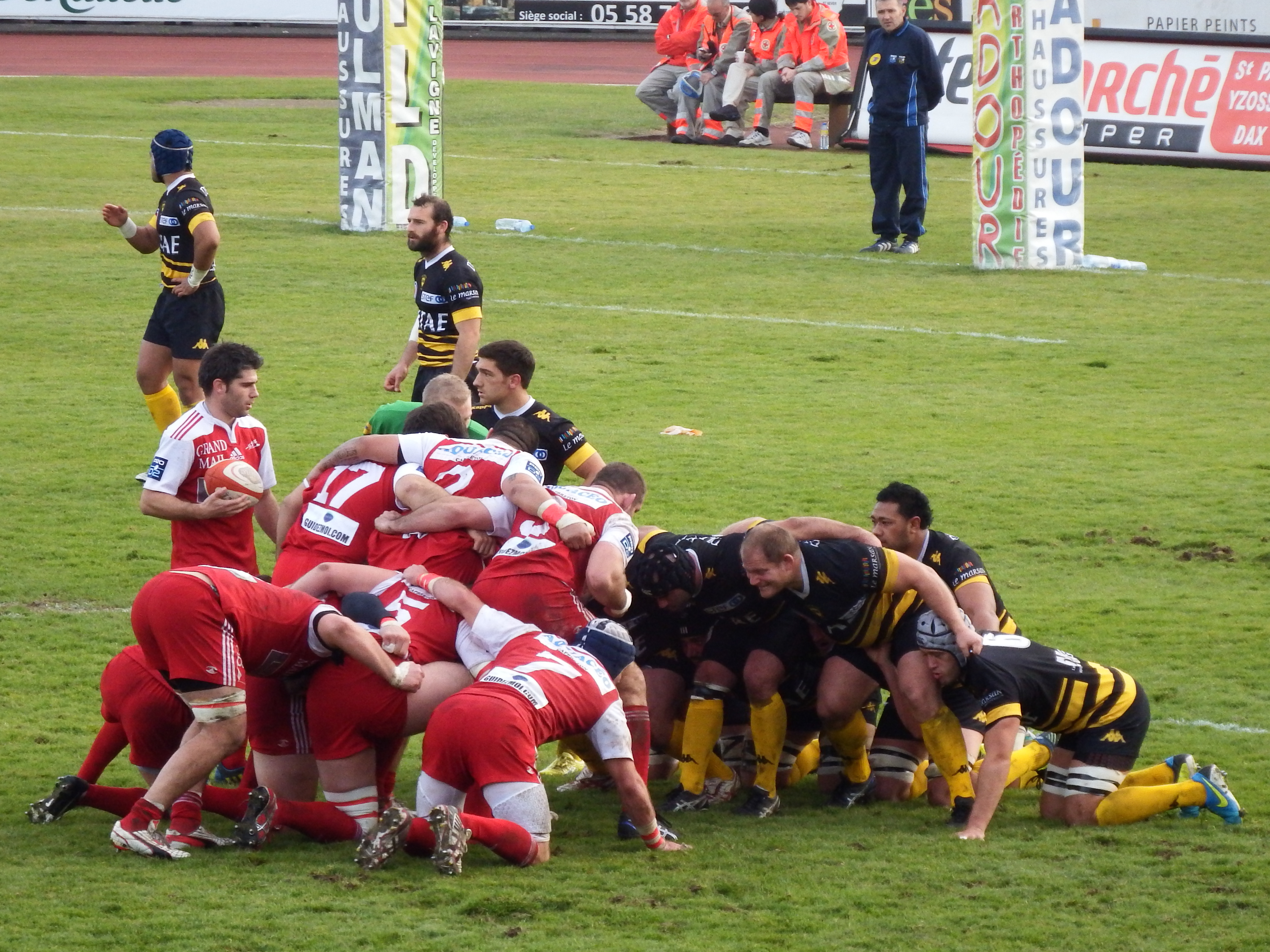
L'US Dax affronte régulièrement son rival le Stade montois dans les années 2000 et 2010.

Le club de la sous-préfecture entretient une rivalité sportive tenace avec celui de la préfecture, le Stade montois, donnant lieu aux affrontements entre les « Culs rouges » et les « Abeilles ».
Dans la moitié sud du département landais, les matchs contre l'US Tyrosse font aussi l'objet d'un derby, qui reste au point mort depuis la descente des Tyrossais vers le rugby amateur en 2006.

### Match de la féria

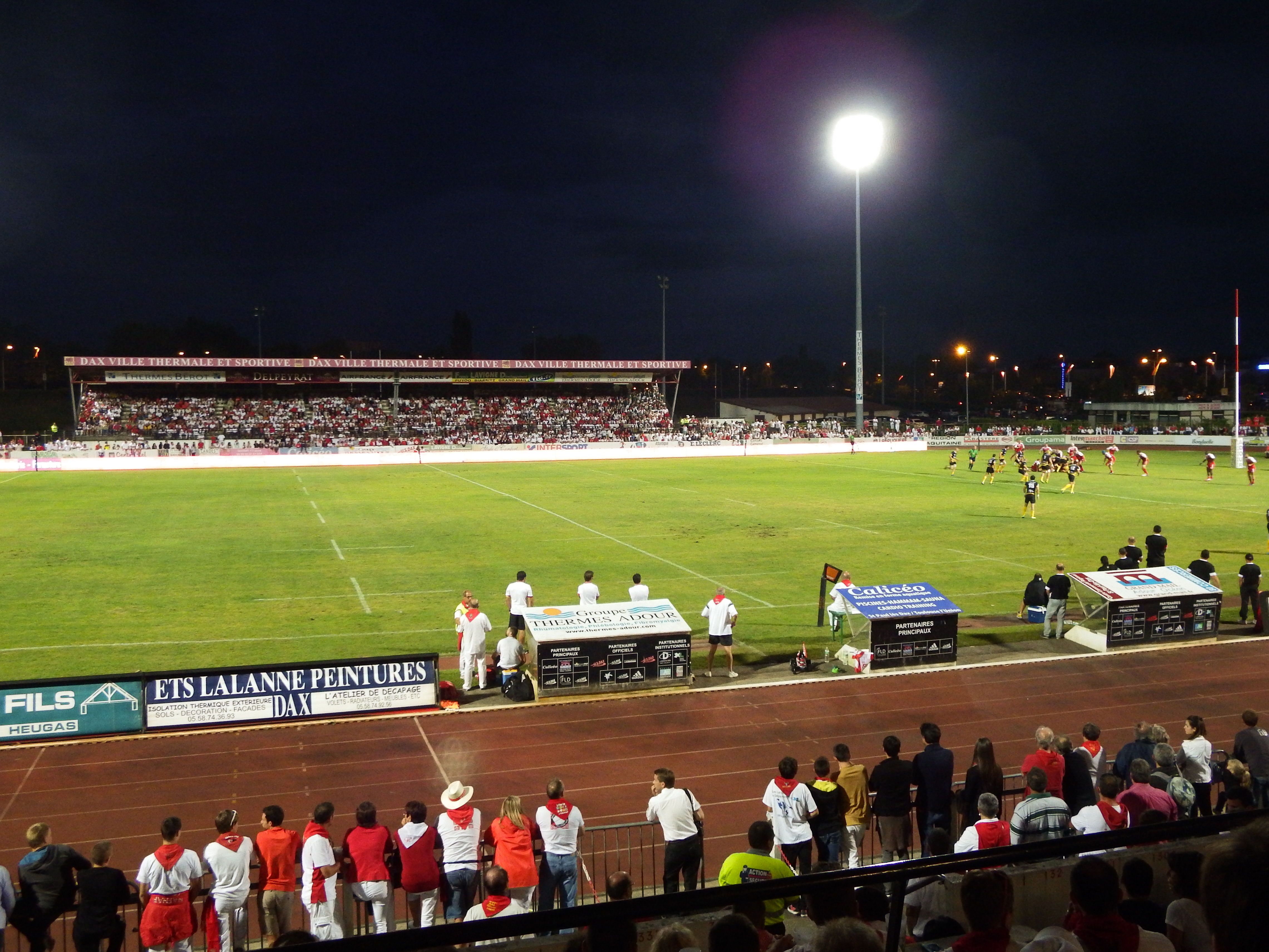
L'enceinte du stade Maurice-Boyau lors du match de la féria 2014, dont les spectateurs sont habillés en blanc et rouge.

Dans le cadre des fêtes de Dax, alors que les festivités règnent dans la ville thermale, le club organise chaque année l'un de ses matchs amicaux au stade Maurice-Boyau, durant lesquels les spectateurs sont invités à se vêtir de la tenue traditionnelle rouge et blanche du festayre, qui coïncide avec les couleurs des maillots de l'US Dax.
Parmi les opposants invités à ces matchs amicaux, sont généralement présentes des équipes géographiquement voisines, des équipes jouant les premiers rôles en 1re division, ainsi que des équipes étrangères. Selon ces critères, on retrouve entre autres le Leinster (2006), les London Wasps (2009), Bristol (2010), le Racing Métro 92 (2011), le Tarbes PR (2012), la Section paloise (2013) et le Stade montois (2014, 2016).

## Palmarès

### Détail du palmarès
La liste suivante récapitule les performances de l'équipe première de l'Union sportive dacquoise :
- titres de champion en compétition régionale ;
- titres de champion et finales en compétition nationale ;
- meilleures performances en compétitions européennes.

#### Compétitions régionales
- Championnat de Côte basque de 1re série :
  - Champion : 1918[note 7], 1920.
- Championnat de Côte basque de 2e série :
  - Champion : 1912.

#### Compétitions nationales
- Championnat de France de 1re division :
  - Vice-champion : 1956, 1961, 1963, 1966, 1973.
- Challenge Yves du Manoir :
  - Vainqueur : 1957, 1959, 1969, 1971, 1982 ;
  - Finaliste : 1968, 1988.
- Championnat de France de 2e division :
  - Vice-champion : 2007.
- Championnat de France de Nationale (3e division) :
  - Vice-champion : 2023.

#### Compétitions européennes
- Coupe d'Europe :
  - Quart de finaliste : 1997.
- Conférence européenne[note 13] :
  - Quart de finaliste : 1999.

### Détail du palmarès des autres équipes
La liste suivante récapitule les titres des équipes réserves et de jeunes de l'Union sportive dacquoise.

#### Équipes réserves
- Champion de France en 1970, 1980, 1984, 1986 (Nationale B), 1993 (Nationale B2).
- Champion de Côte basque en 1926 (équipe 3, ch. 1re série), 1929 (équipe 3, ch. 1re série), 1945 (équipe 2, ch. Côte basque Béarn), 1949 (équipe 2, ch. Côte basque Béarn), 1960, 1961, 1964, 1967, 1975, 1976, 1979, 1980, 1983, 1984.
- Challenge des équipes réserves : vainqueur en 1959.

#### Équipes de jeunes
- En catégorie Reichel :
  - Champion de France en 1949, 1950, 1985, 1993.
  - Champion de Côte basque en 1949, 1950, 1950 (équipe B), 1954, 1957, 1958 (équipe B), 1959, 1964 (équipe B), 1967, 1968.
- En catégorie Crabos :
  - Champion de France en 1993.
- En catégorie cadets :
  - Champion de France en 1954, 1955, 1964, 1965, 1969, 1971.

#### Autres titres
Le club de l'US Dax est désigné comme vainqueur du Challenge du club complet en 1980, par addition des performances de ses équipes : champion de France des réserves, champion de Côte basque des réserves, demi-finale de Nationale B, demi-finale des juniors, demi-finale des cadets.

### Finales
L'US Dax a disputé cinq finales du championnat de France sans jamais remporter une seule fois le titre. Elle est alors considérée comme l'un des clubs « maudits du Brennus », tout comme le CA Brive avec quatre finales perdues en autant de disputées. Avant d'être détenu par l'USD, le record de « finales perdues sans en gagner » l'était jusqu'en 2010 par l'ASM Clermont Auvergne qui comptabilisait avant son premier sacre dix finales perdues.
| Date de la finale | Vainqueur          | Score   | Finaliste | Lieu de la finale           | Spectateurs |
| ----------------- | ------------------ | ------- | --------- | --------------------------- | ----------- |
| 3 juin 1956       | FC Lourdes         | 20 – 0  | US Dax    | stadium municipal, Toulouse | 38 426      |
| 28 mai 1961       | AS Béziers         | 6 – 3   | US Dax    | stade de Gerland, Lyon      | 35 000      |
| 2 juin 1963       | Stade montois      | 9 – 6   | US Dax    | parc Lescure, Bordeaux      | 39 000      |
| 22 mai 1966       | SU Agen            | 9 – 8   | US Dax    | stadium municipal, Toulouse | 28 803      |
| 20 mai 1973       | Stadoceste tarbais | 18 – 12 | US Dax    | stadium municipal, Toulouse | 26 952      |

L'US Dax accède à deux reprises à la finale d'accession au Top 14. Cette dernière permet aussi de déterminer le vice-champion de Pro D2.
Défait en 2006 pour sa première participation, le club remporte cette finale en 2007 et décroche son retour en élite en marge de son titre de vice-champion.
| Date de la finale | Vainqueur | Score   | Finaliste       | Lieu de la finale             | Spectateurs |
| ----------------- | --------- | ------- | --------------- | ----------------------------- | ----------- |
| 4 juin 2006       | SC Albi   | 12 – 8  | US Dax          | stade Ernest-Wallon, Toulouse | 11 230      |
| 27 mai 2007       | US Dax    | 22 – 16 | Stade rochelais | stade Chaban-Delmas, Bordeaux | 21 751      |

| Date de la finale | Vainqueur         | Score   | Finaliste | Lieu de la finale            | Spectateurs |
| ----------------- | ----------------- | ------- | --------- | ---------------------------- | ----------- |
| 27 mai 2023       | Valence Romans DR | 26 – 19 | US Dax    | stade Maurice-Trélut, Tarbes | 6 700       |

L'US Dax se place sur le podium des clubs les plus titrés du challenge Yves du Manoir, partageant la 3e place avec le Stade toulousain, avec cinq finales remportées sur sept disputées.
| Date de la finale | Vainqueur        | Score   | Finaliste        | Lieu de la finale                        | Spectateurs |
| ----------------- | ---------------- | ------- | ---------------- | ---------------------------------------- | ----------- |
| 5 mai 1957        | US Dax           | 6 – 6   | AS Montferrand   | stadium municipal, Toulouse              | NC          |
| 6 juin 1959       | US Dax           | 12 – 8  | Section paloise  | parc des Princes, Paris                  | NC          |
| 15 juin 1968      | RC Narbonne      | 14 - 6  | US Dax           | stade olympique Yves-du-Manoir, Colombes | NC          |
| 25 mai 1969       | US Dax           | 24 – 12 | FC Grenoble      | stade olympique Yves-du-Manoir, Colombes | 3 902       |
| 8 mai 1971        | US Dax           | 18 – 8  | Stade toulousain | stade olympique Yves-du-Manoir, Colombes | 9 011       |
| 5 juin 1982       | US Dax           | 22 – 19 | RC Narbonne      | parc des Princes, Paris                  | 7 419       |
| 20 mai 1988       | Stade toulousain | 15 - 13 | US Dax           | stade Jean-Dauger, Bayonne               | 7 586       |

## Structure

### Stades

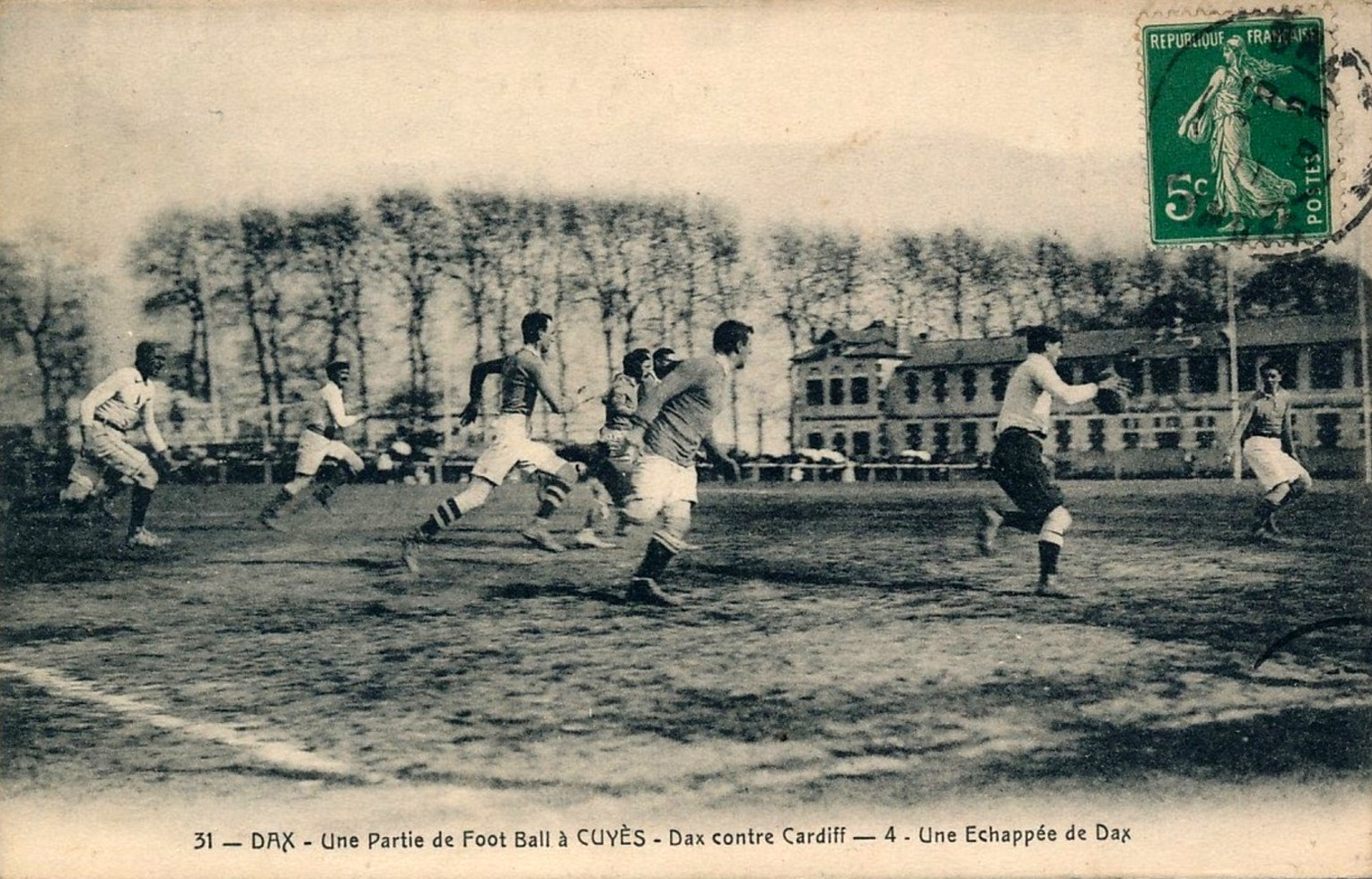
L'équipe évolue dès sa création au stade de Cuyès, jusqu'à l'édification du Parc municipal des sports.

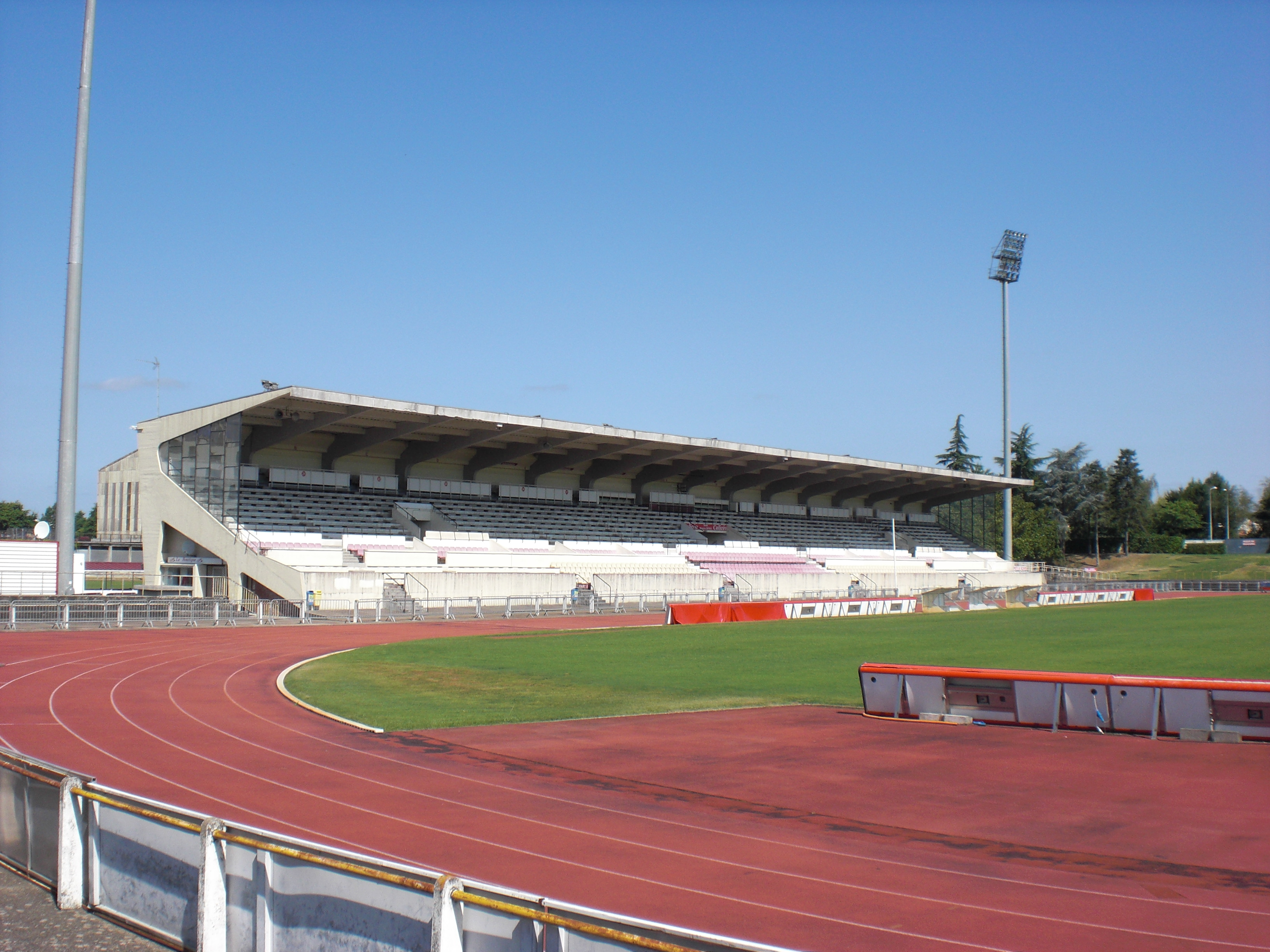
Le stade Maurice-Boyau, actuel domicile de l'US Dax, date de 1958.

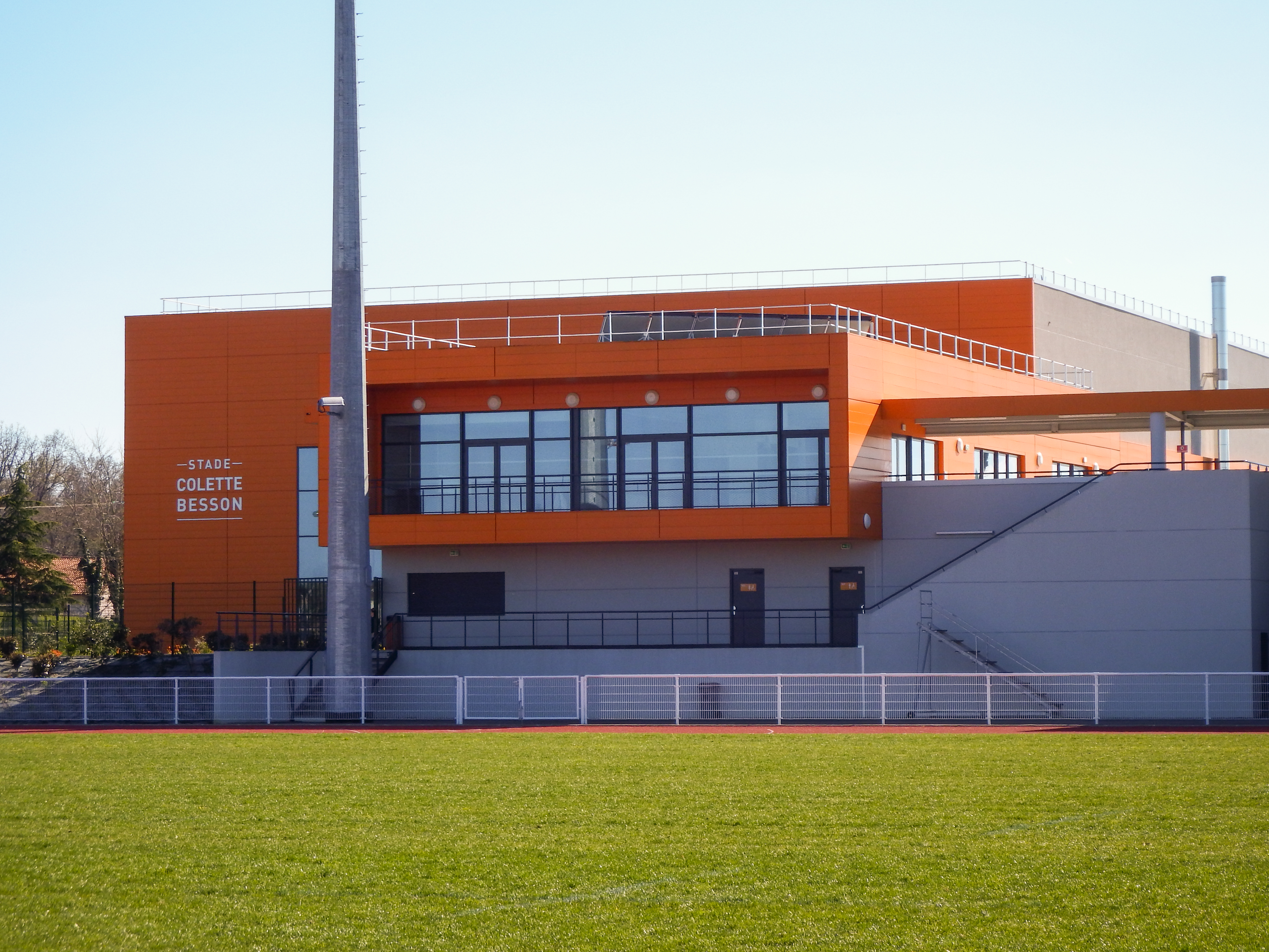
Le stade Colette-Besson, inauguré en 2014, abrite pendant plus de six saisons les séances d'entraînements de l'équipe dacquoise.

Alors que la création du club omnisports est encore en préparation, le Véloce Sport dacquois et le Stade dacquois obtiennent le droit de pratiquer sur le terrain de Cuyès. Il est par la suite réaménagé dans la fin des années 1920, les vieilles tribunes étant remplacées par des tribunes aux gradins rouges et blancs. Quelques années après la disparition de Maurice Boyau en 1918, as de l'aviation mort pour la France pendant la Première Guerre mondiale et joueur du club dacquois de 1907 à 1909, le stade de Cuyès est rebaptisé en l'honneur de ce dernier peu après la guerre,. Ce dernier laisse place au lycée de Borda une fois le nouveau stade de la ville construit.
L'US Dax évolue depuis la fin des années 1950 dans l'enceinte du parc municipal des sports, renommé stade Maurice-Boyau entre 2000 et 2001. Homologuée en 2004, l'installation sportive comporte deux tribunes d'un total de 4 170 places assises, et permettant d'accueillir près de 12 000 personnes debout autour du terrain, soit un total de 16 170 spectateurs.
Le stade fait l'objet d'un projet de rénovation complète par le club et le groupe Vinci pour une livraison, suivant les premières estimations, vers la fin des années 2010. Cette nouvelle infrastructure doit comporter 10 000 places assises. L'avancée du projet est néanmoins fortement retardée par plusieurs recours, finalement tous rejetés. Sans nouvelles publiques depuis les déclarations du mois de mai 2015, le projet est à défaut considéré comme un échec.
Le club signe à l'intersaison 2015 une convention avec la ville de Dax pour disposer du stade Colette-Besson pour l'entraînement de l'équipe première. Ces installations sportives, inaugurées dix-huit mois plus tôt, deviennent donc le centre d'entraînement officiel de l'US Dax, tandis que le stade Maurice-Boyau reste l'enceinte où l'équipe dispute ses matchs de championnat.
Pendant l'automne 2017, la mairie de Dax décide de reprendre le dossier en main avec un nouveau projet. Il consiste à raser la petite tribune pour laisser place à une structure tubulaire, tandis que la tribune d'honneur ferait quant à elle l'objet d'une réhabilitation complète,,. La destruction de l'ancienne tribune est effective dans la journée du 19 novembre. La nouvelle tribune présidentielle est ensuite livrée fin octobre 2019 puis inaugurée un mois plus tard ; elle a une capacité de 2 022 places assises. Le pesage est alors homologué pour accueillir 2 185 spectateurs, soit un total de 7 262 places pour l'ensemble du stade de rugby.
À partir du 14 février 2022, l'équipe première, évoluant depuis en division amateur, déménage ses séances d'entraînements de Colette-Besson vers ses installations historiques de Maurice-Boyau, afin de rassembler les activités administratives et sportives du club, et profitant par la même occasion des nouvelles infrastructures de la tribune présidentielle.
La capacité homologuée par la Ligue nationale de rugby lors de la saison 2023-2024, année où l'US Dax accède à nouveau aux compétitions professionnelles, est réhaussée à 7 412 places.

### Partenariats avec les autres clubs

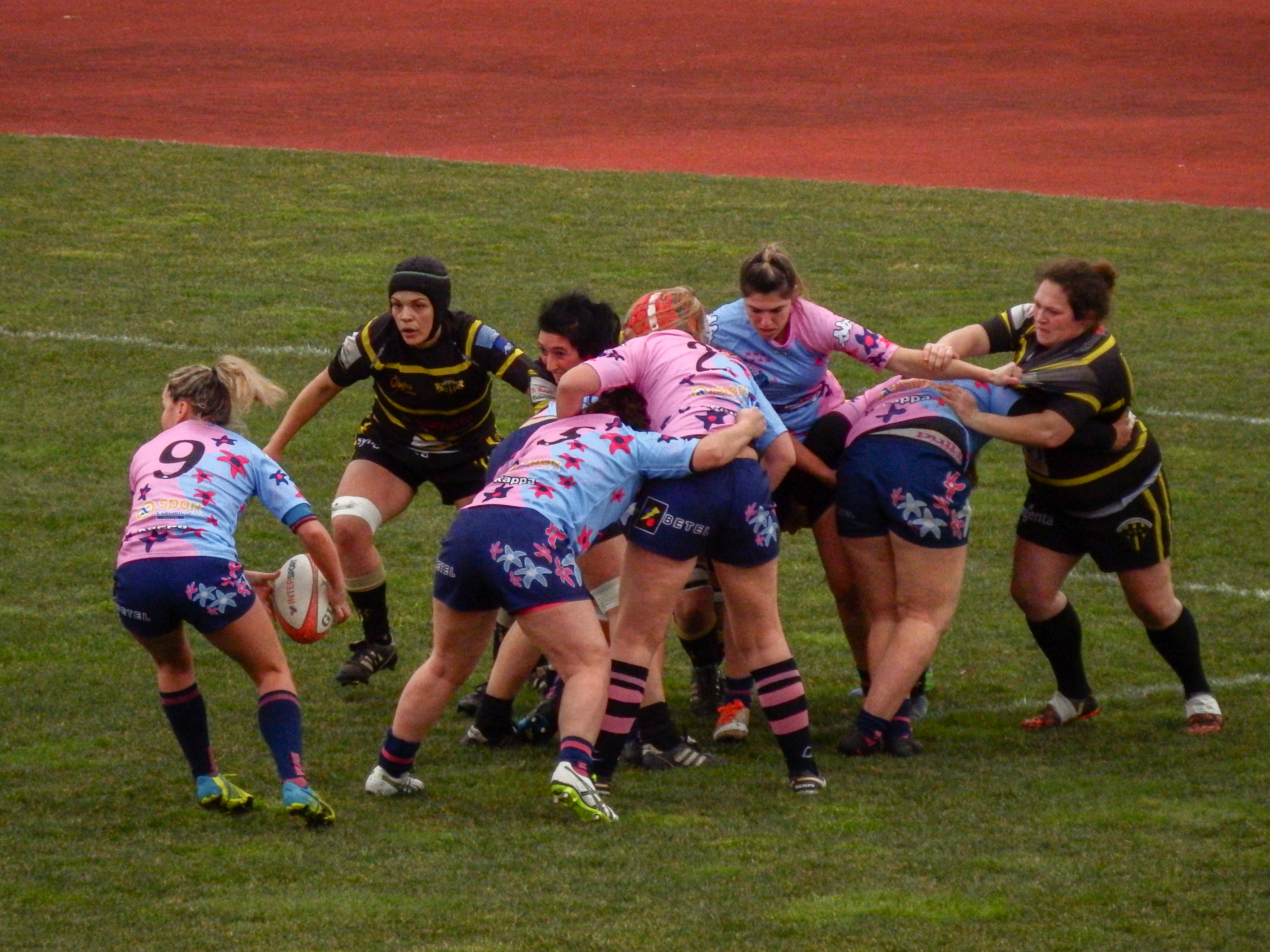
Les Pachys d'Herm cohabitent avec l'US Dax dans les installations de Colette-Besson, ci-contre pendant la saison 2016-2017.

Avec la professionnalisation du rugby qui fait tendre les clubs basés dans des grandes agglomérations à prendre de l'importance, ceux basés dans des villes plus modestes, comme l'US Dax et le Stade montois, doivent d'accrocher pour survivre. Pour continuer à promouvoir le rugby professionnel landais, les deux clubs ont choisi de s'associer sous le label Rugby Landes entrepreneurs, dont le but est de rassembler un maximum d'entrepreneurs désireux d'investir dans l'économie landaise, plutôt que de les laisser se disperser en ne s'engageant que pour un seul club et en réduisant alors l'impact de son action. La naissance de cette association, effective depuis le 29 octobre 2012, apparaît comme une première alternative à la fusion des deux clubs, sujet dont le débat est actuellement clos. Le 24 juillet 2013, la structure signe son premier partenariat avec la société Potez Aéronautique, basée sur la commune landaise d'Aire-sur-l'Adour.

Un rapprochement de moindre importance existe aussi avec le club féminin landais des Pachys d'Herm. Outre le prêt de salles sportives, des joueurs professionnels du club de Dax ont aussi été envoyés pour prodiguer des conseils et astuces aux joueuses de la ville voisine. À partir de 2014, les deux clubs partagent les terrains du stade Colette-Besson,. Le club des Pachys fusionnera finalement au sein de l'Union sportive dacquoise en 2017, en tant qu'équipe féminine.

### Autres équipes

#### Équipe féminine

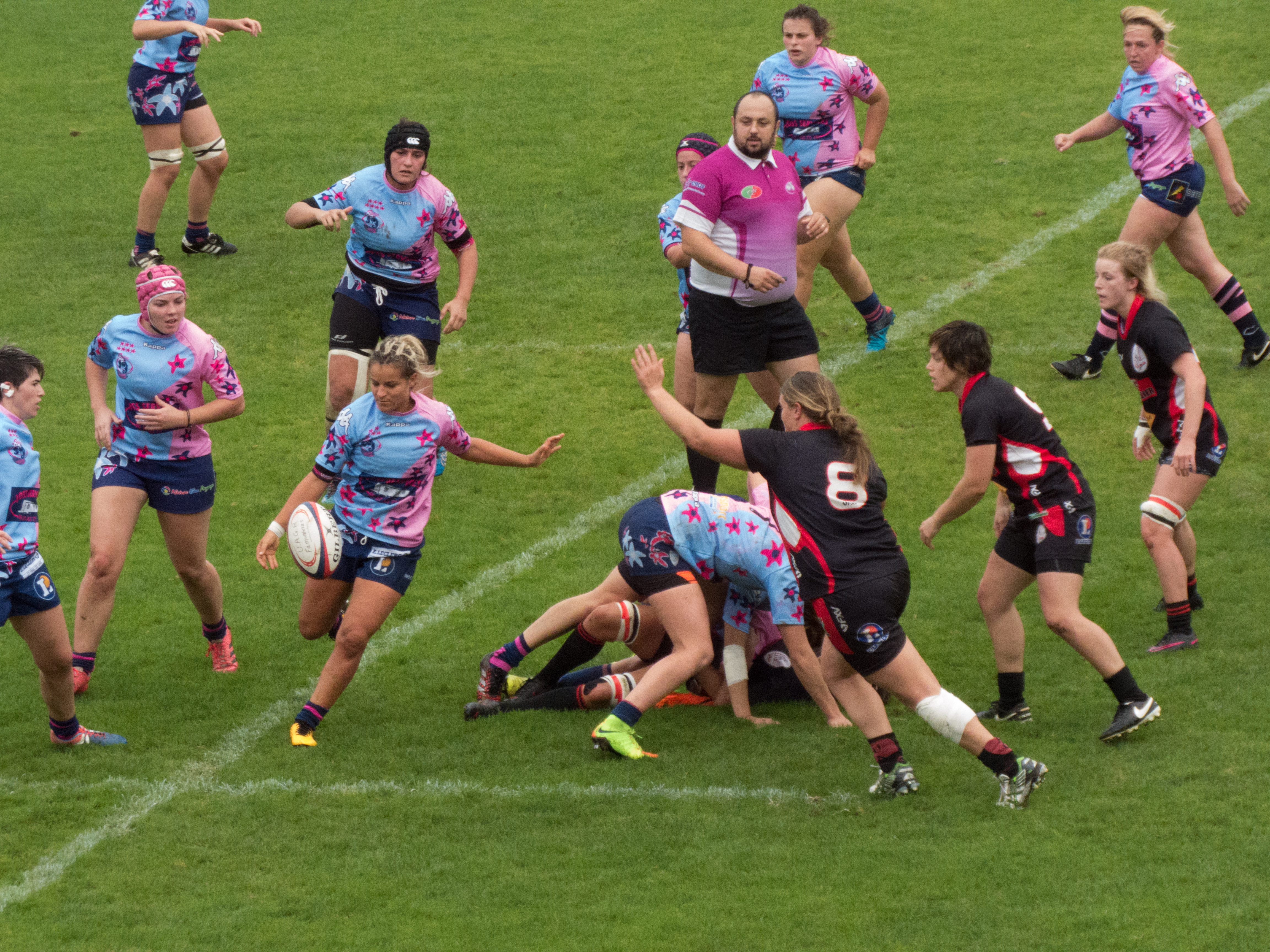
Les Pachys en 10 2017, jouant un de leurs premiers matchs en tant que Pachys de l'US Dax, ci-contre opposé à l'UA Gaillac au stade Maurice-Boyau.

Après plus de dix années de rapprochement et de discussions, et de la même manière que d'autres clubs féminins ayant intégré les structures de clubs professionnels masculins,,, le club des Pachys d'Herm s'unit pendant l'été 2017 avec les voisins de l'Union sportive dacquoise. Avec l'accord de la FFR, cette dernière est alors enregistrée comme la section féminine de l'équipe dacquoise, la fusion étant effective à partir du 30 juin. À cette date, le club compte alors 80 licenciées dont 40 espoirs.
Désormais surnommées les Pachys de l'US Dax, elles évoluent encore au moins une saison sous leurs couleurs traditionnelles bleu et rose,, avant d'adopter le rouge et le blanc en janvier 2019.
Les Pachys évoluent en rencontre officielle au stade Colette-Besson ainsi que sur le terrain d'honneur du stade Maurice-Boyau.

#### Équipe espoir

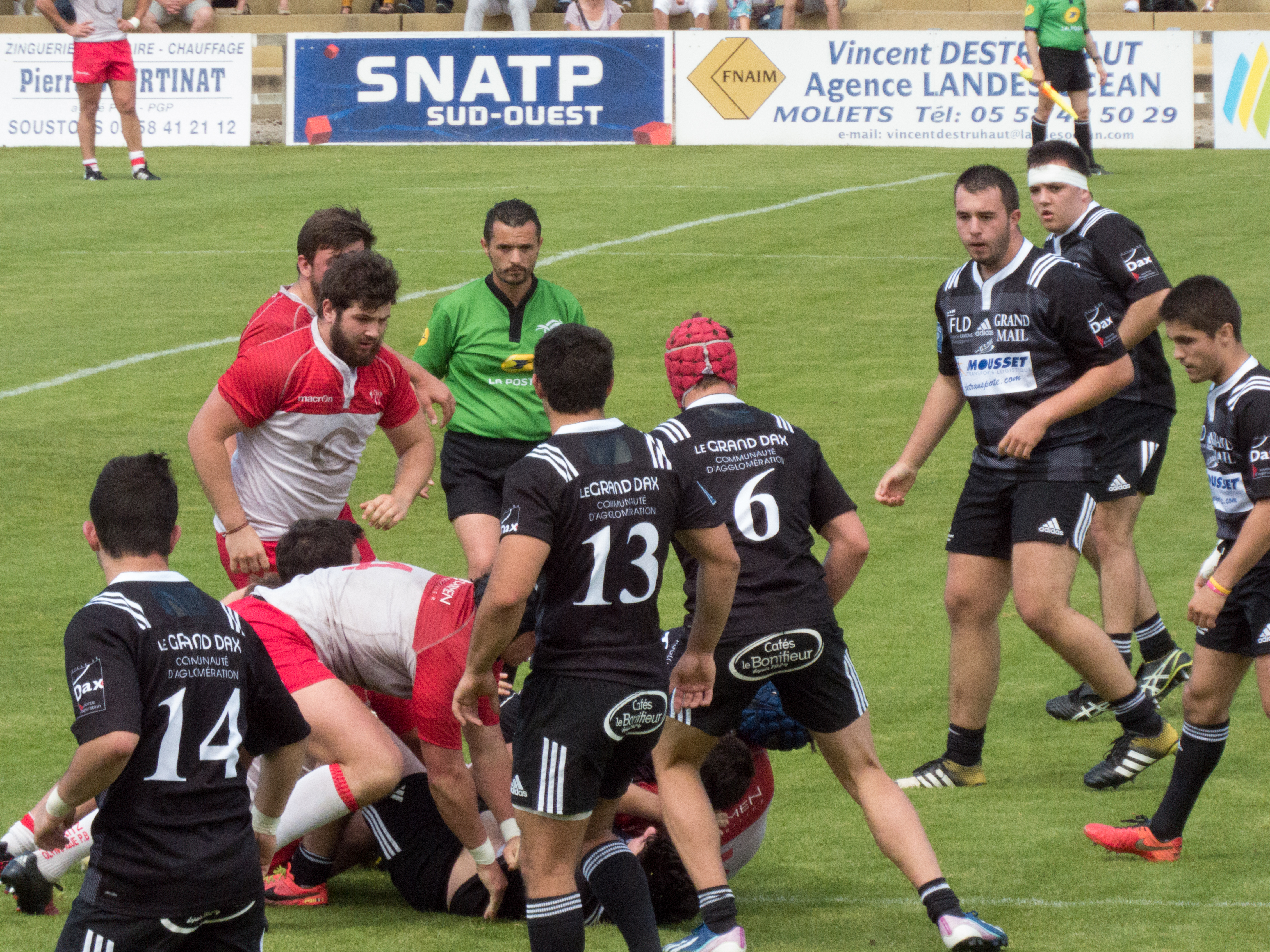
Rencontre de championnat de France en catégorie espoir entre l'US Dax et le Biarritz olympique, le 21 5 2017.

Malgré la relégation de l'US Dax au niveau amateur à compter de la saison 2018-2019, l'équipe espoir dacquoise participe tout de même au championnat de France espoirs pour cette première année ; opposée aux équipes espoirs de clubs professionnels, elle est l'une des deux formations de niveau fédéral à faire exception. Au terme de la première saison de cette nouvelle formule, les espoirs dacquois finissent à la dernière place et sont relégués en division fédérale de la catégorie.

#### Centre de formation
Le centre de formation de l'US Dax est créé en 2005 sous l'agrément du Ministère des Sports, et en accord avec la Ligue nationale de rugby et la Fédération française de rugby,. Après son agrément ministériel initial obtenu en 2006, ce dernier est renouvelé en 2010, 2014 et 2018.
Parmi les joueurs issus du centre de formation dacquois, on compte entre autres Cyril Cazeaux, Olivier Klemenczak et Quentin Lespiaucq-Brettes ayant par la suite évolué sous le maillot d'un club de Top 14,.
Le centre possède plusieurs partenariats avec des lycées et universités du bassin aquitain, entre autres le lycée de Borda à Dax et l'université Bordeaux-Segalen. Au niveau professionnel, le centre est associé avec plusieurs entreprises, dont la DRT, entreprise spécialisée dans la chimie du pin des Landes.
Au printemps 2014, la LNR dévoile de nouveaux critères pour son classement annuel des centres de formations professionnels français : ils sont ainsi, à compter de la saison 2012-2013, notés sur les résultats sportifs et scolaires obtenus par les joueurs stagiaires, ce qui résulte en un classement des clubs par championnat,. Ces résultats sont relevés sur les trois saisons précédentes : les résultats de la formation sportive représentent 50 %, le contenu et les résultats de la formation scolaire 40%, et la double qualification 10% de la note finale.
Auparavant, à partir de la saison 2002-2003, les clubs était répartis en trois catégories suivant quatre critères, Top 14 et Pro D2 confondus. Celui de l'US Dax a été classé en catégorie 1 dans les classements de février 2012 et de mars 2013, avant la refonte du système de notation.
Alors que l'équipe première est reléguée au niveau amateur à compter de la saison 2018-2019, le centre de formation n'entre plus en compte dans les classements de la LNR : la saison 2017-2018, pourtant disputée en division professionnelle, n'est ainsi pas évaluée.
De retour en division professionnelle en 2023, le club obtient à nouveau l'agrément FFR-LNR-DRAJES de son centre de formation dès sa première saison en exercice au sein de la Pro D2.
| Saison     | 2007-2008 | 2008-2009     | 2009-2010 | 2010-2011 | 2011-2012 |
| ---------- | --------- | ------------- | --------- | --------- | --------- |
| Division   | Top 14    | Top 14 Orange | Pro D2    | Pro D2    | Pro D2    |
| Classement | NC        | Cat. 3        | Cat. 2    | Cat. 1    | Cat. 1    |

| Saison     | 2012-2013  | 2013-2014  | 2014-2015 | 2015-2016 | 2016-2017  |
| ---------- | ---------- | ---------- | --------- | --------- | ---------- |
| Division   | Pro D2     | Pro D2     | Pro D2    | Pro D2    | Pro D2     |
| Classement | 11e sur 14 | 10e sur 14 | 9e sur 15 | 7e sur 14 | 10e sur 13 |

#### École de rugby
À compter de la saison 2019-2020, un système de labellisation des écoles de rugby est instauré par la Fédération française de rugby.
L'école de rugby dacquoise est labellisée de deux étoiles sur trois en 2021, pour une durée de quatre années. Elle obtient sa troisième étoile en 2024[réf. nécessaire].

#### Rassemblement des équipes jeunes

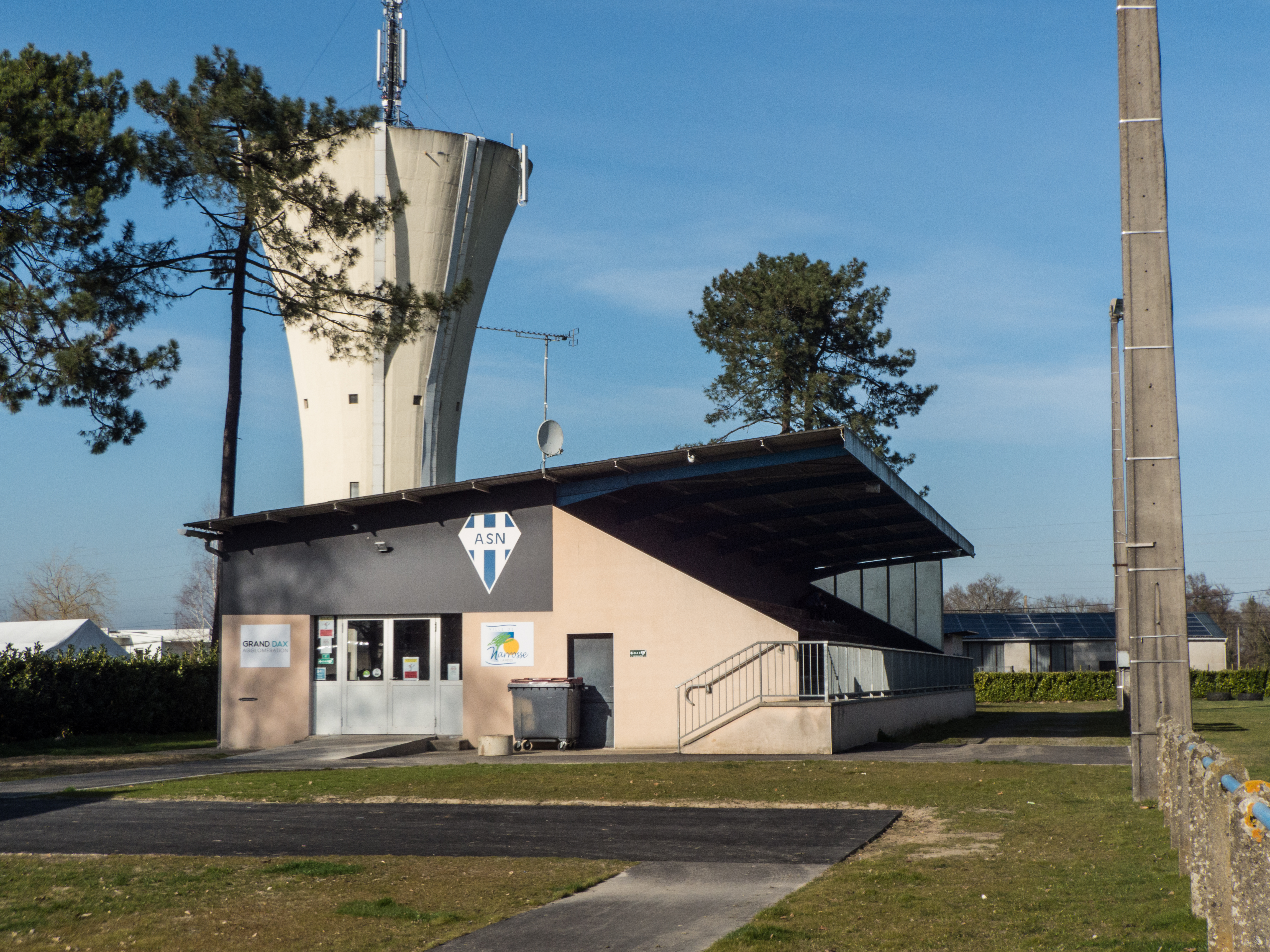
Le stade Raoul-Lagraula de l'AS Narrosse, dont l'école de rugby voisine est associée à celle de l'US Dax.

Les équipes des écoles de rugby de l'US Dax et de l'AS Narrosse, des catégories des moins de 6 à moins de 14 ans, se sont associées,, dans les années 2000.
Vers le début des années 2010, une entente éphémère est actée entre les équipes juniors de l'US Dax, du Saint-Paul sports et de l'AS Narrosse sous le nom de « Grand Dax »,.
À l'intersaison 2021, une convention de rassemblement est signée entre l'US Dax et le Saint-Paul sports, réunissant les joueurs en catégorie junior et cadet sous l'entité « Rassemblement bassin de l'Adour » ; cette dernière adopte la couleur violet, « mélange » du rouge dacquois et du bleu saint-paulois,. Elle ne remet pas en cause la structuration des écoles de rugby, celles de Saint-Paul-lès-Dax et l'entente de Dax et Narrosse restant indépendantes. Dès cette première saison, l'équipe des moins de 18 ans atteint la finale nationale, s'inclinant contre le RC Nîmes.

### Aspects juridiques et économiques

#### Structure juridique et organigramme
Le club est régi sous le statut de SASP depuis 2001.
En réponse à la professionnalisation du rugby à XV actée en 1995, la structure encadrant l'équipe première est juridiquement séparée du club amateur omnisports pour être placée sous une association indépendante, afin de ne pas impliquer les sections amateurs. Cette association est effective le 1er juillet 1997 et déclarée le 31 juillet ; elle sert de tremplin à la création d'une société anonyme déclarée dès 1998, qui prendra la forme d'une SAOS, puis d'une SASP en 2001.
En 2024-2025, l'équipe première est gérée par la SASP US Dax rugby Landes, entreprise déclarée le 3 juillet 1998 et présidée depuis le 1er juillet 2023 par Benjamin Gufflet. La SASP est liée par le biais d'une convention à l'association loi de 1901 US Dax rugby, déclarée le 31 juillet 1997 et présidée par William Rebeyrotte depuis le 17 décembre 2020.
L'organigramme administratif de la SASP US Dax rugby Landes inclut :
- Directoire :
  - Président : Benjamin Gufflet
  - Directeur général : Adrien Asteggiano
  - Directeur sportif : Benoît August
- Conseil de surveillance :
  - Président : Philippe Jacquemain

L'organigramme sportif de l'US Dax rugby Landes de 2023-2024 inclut :
- Équipe première :
  - Manager : Jean-Frédéric Dubois
  - Entraîneur des avants : Hervé Durquety
  - Consultant mêlée : Marc Dal Maso
  - Entraîneur des arrières et de la défense : Éric Artiguste
  - Directeur sportif : Benoît August
  - Analyste vidéo : Fabrice Duberger
  - Data Scientist : Victor Azalbert
  - Préparateur physique : Christophe Damien et Sébastien Louis
- Responsable du suivi médical : Étienne Barbiche
- Centre de formation :
  - Directeur de la formation : Thierry Gatineau
  - Responsable sportif : Manuel Sierra
  - Coordinateur général : Jean-Marc Chevrier
  - Responsable du suivi scolaire : Bernard Thiolas
  - Préparateur physique : Bastien Ferrou

#### Budget
| Saison       | 1994-1995 | 1998-1999 | 1999-2000 | 2000-2001 | 2001-2002 |
| ------------ | --------- | --------- | --------- | --------- | --------- |
| Division     | Groupe A  | Élite 1   | Élite 1   | Élite 1   | Top 16    |
| Budget moyen | 5 M FRF   | 10 M FRF  | 15 M FRF  | 20 M FRF  | 21 M FRF  |

| Saison              | 2002-2003   | 2006-2007   | 2007-2008 | 2008-2009     | 2009-2010               |
| ------------------- | ----------- | ----------- | --------- | ------------- | ----------------------- |
| Division            | Pro D2      | Pro D2      | Top 14    | Top 14 Orange | Pro D2                  |
| Budget prévisionnel | NC          | NC          | NC        | NC            | 7,207 M€ (15 fév. 2010) |
| Budget réel         | env. 2,1 M€ | env. 3,2 M€ | NC        | 8,635 M€      | 7,077 M€                |

| Saison              | 2010-2011               | 2011-2012               | 2012-2013               | 2013-2014               | 2014-2015 |
| ------------------- | ----------------------- | ----------------------- | ----------------------- | ----------------------- | --------- |
| Division            | Pro D2                  | Pro D2                  | Pro D2                  | Pro D2                  | Pro D2    |
| Budget prévisionnel | 6,790 M€ (15 fév. 2011) | 5,914 M€ (15 oct. 2011) | 6,119 M€ (30 oct. 2012) | 4,215 M€ (30 oct. 2013) | 4,77 M€   |
| Budget réel         | 6,728 M€                | 6,196 M€                | 5,342 M€                | 4,595 M€                | 4,490 M€  |

| Saison              | 2015-2016               | 2016-2017               | 2017-2018               |
| ------------------- | ----------------------- | ----------------------- | ----------------------- |
| Division            | Pro D2                  | Pro D2                  | Pro D2                  |
| Budget prévisionnel | 5,232 M€                | 4,336 M€ (30 oct. 2016) | 4,678 M€ (30 oct. 2017) |
| Budget réel         | 4,977 M€ (30 juin 2016) | 4,497 M€ (30 juin 2017) | 4,556 M€ (30 juin 2018) |

| Saison       | 2018-2019   | 2019-2020   | 2020-2021   | 2021-2022   | 2022-2023   |
| ------------ | ----------- | ----------- | ----------- | ----------- | ----------- |
| Division     | Fédérale 1  | Fédérale 1  | Nationale   | Nationale   | Nationale   |
| Budget moyen | env. 1,7 M€ | env. 2,0 M€ | env. 2,1 M€ | env. 2,3 M€ | env. 2,5 M€ |

| Saison              | 2023-2024       | 2024-2025   |
| ------------------- | --------------- | ----------- |
| Division            | Pro D2          | Pro D2      |
| Budget prévisionnel | env. 5,5 à 6 M€ | env. 6,3 M€ |
| Budget réel         | 6,188 M€        | NC          |

#### Équipementiers
| Saisons     | Équipementiers            |
| ----------- | ------------------------- |
| NC          | Le Coq sportif            |
| NC          | Adidas                    |
| 2001-2007   | Puma                      |
| 2007-2010   | Canterbury of New Zealand |
| 2010-2012   | Adishatz                  |
| 2012-2018   | Adidas                    |
| 2018-2023   | Puma                      |
| depuis 2023 | Macron                    |

Historiquement, l'un des premiers équipementiers identifiés sur le maillot de l'US Dax est la société française Le Coq sportif, entre autres lorsque Jean Desclaux entraîne l'équipe. Pendant les années 1990 et jusqu'en 2001, le club est habillé par l'équipementier Adidas, alors que des joueurs comme Fabien Pelous et Raphaël Ibañez défendaient les couleurs dacquoises en première division,,.
De 2001 à 2007, les Dacquois sont équipés par Puma. Lors de sa montée en élite, l'US Dax noue un partenariat avec Canterbury of New Zealand, équipementier qui développe alors son installation en France, ; ces maillots sont portés pendant trois saisons. La marque landaise Adishatz est ensuite chargée de la fourniture du maillot rouge et blanc pendant les saisons 2010-2011 et 2011-2012. À partir de la saison 2012-2013, le club est équipé par Adidas. Après la relégation au niveau amateur en 2018, Puma redevient l'équipementier de l'US Dax. Cinq années plus tard, Macron équipe les rouge et blanc pour leur retour en division professionnelle.

#### Sponsors

##### Historique des sponsors
| Saisons        | Sponsor maillot principal        |
| -------------- | -------------------------------- |
| NC             | Transports Mora                  |
| NC             | Le Vrai                          |
| NC             | AFP-Cenpa                        |
| 2001-2002      | Calicéo                          |
| 2002-2003      | Pampara                          |
| 2003-2008      | Calicéo                          |
| 2008-2009      | Vocalcom                         |
| 2009-nov. 2013 | Calicéo                          |
| nov. 2013-2014 | Le Lounge                        |
| 2014-2016      | Le Lounge (dom.), Calicéo (ext.) |
| 2016-2018      | Groupe Mousset                   |
| 2018-2021      | Grand Dax Agglomération          |
| 2021-2024      | Grand Mail                       |
| 2024-2025      | Les Thermes Saubusse             |

Parmi les premiers partenaires imprimés sur la tunique rouge et blanche, on retrouve les transports landais Mora, le produit d'hygiène Le Vrai (de la gamme de produits de la DRT) à base de pin des Landes dans les années 1990,, ainsi que la société de distribution d'emballages et produits de conditionnement AFP-Cenpa (filiale du groupe Gascogne) dans la même période.
Le sponsor historique du club est, à compter de 1998, l'entreprise Calicéo,, centre de remise en forme aquatique et beauté-massages dacquois, implanté dans sept villes en France (originellement à Saint-Paul-lès-Dax, puis à Bruges, Lyon, Nantes, Pau, Perpignan, Toulouse, et via la filiale Aquacéo à Capbreton). Il est ponctuellement remplacé sur le maillot à deux reprises, par l'eau de source landaise Pampara pour la saison 2002-2003, ainsi que par Vocalcom, éditeur de solutions pour les centres de contacts, lors de la saison 2008-2009 disputée en première division. Avec le départ de la présidence de Gilbert Ponteins lors de l’intersaison 2014, les parts de sponsoring du groupe Thermes Adour, maison-mère de Calicéo, et dont ce dernier est le chef d'entreprise, ont été revues à la baisse. Si le groupe thermal reste partenaire, il choisit de ne plus apparaître en tant que sponsor principal sur le maillot à partir de novembre 2013, et jusqu'à la fin de la saison.
Ce départ de l'espace publicitaire principal de la tunique rouge et blanche est compensé par l'arrivée de Le Lounge, café-brasserie implanté à Dax. Le groupe Thermes Adour reste présent, par l'intermédiaire d'Aquacéo, filiale de Calicéo implantée à Capbreton. Pour la saison 2014-2015, Le Lounge et Calicéo apparaissent en alternance, respectivement pour les matchs à domicile et à l'extérieur, ainsi que la saison suivante. Le groupe Mousset, prestataire de transport et logistique, devient le sponsor principal du maillot dacquois pour deux saisons, de 2016 à 2018.
Alors que le club est relégué en division amateur à compter de la saison 2018-2019, la liste de partenaires maillot est renouvelée ; la communauté d'agglomérations du Grand Dax devient alors sponsor principal[réf. souhaitée]. Pour la deuxième saison en division Nationale, le centre commercial Grand Mail de Saint-Paul-lès-Dax devient le nouveau sponsor maillot ; ce partenariat perdure jusqu'à la saison 2023-2024, celle du retour du club en Pro D2. Lors de l'exercice suivant, l'emplacement sponsor principal est mis à disposition par bloc de match de manière ponctuelle. Après plusieurs contrats, la station thermale les Thermes Saubusse apparaît de manière permanente à partir du mois de février 2025.

##### Sponsoring participatif
Lors de la saison 2013-2014, l'US Dax organise une opération de « sponsoring participatif », consistant à proposer aux entreprises et autres organismes d'apporter une contribution monétaire auprès du club, et d'offrir en contrepartie la possibilité de voir son logo apparaître sur le maillot des joueurs lors d'une ou plusieurs rencontres de championnat. À partir de la seconde édition une saison plus tard, 10 % de cette somme est reversée à une école de rugby de son choix. Le club est alors l'un des pionniers de l'application de ce concept dans le monde sportif,. Après ces premières éditions, l'initiative est reconduite en 2017 et en 2018.

### Supporteurs
L' « Amicale du XV dacquois », l'« Association allezdax.com » et la « Penacqs » sont les trois associations de supporters du club.
L'Amicale du XV dacquois et la Penacqs, créées respectivement en 1998 et 2006, sont présentes en tribune de face et organisent également des déplacements lors des matchs à l'extérieur,. Affiliée à Fédération française des supporters de rugby depuis 2009, la Penacqs se développe particulièrement avec la montée de l'US Dax en Top 14 en 2007. L'Association allezdax.com est née en 1999 en tant que site internet sous l'adresse usdax.net, renommé en 2006 allezdax.com, avant de se monter en tant qu'association en 2008. Rassemblant la communauté du web autour du site et d'un forum, elle déploie occasionnellement un tifo aux couleurs du club sur la tribune de face. Le groupe indépendant du « Kommando Pirate 07 » anime également le stade pendant trois saisons, de 2007[réf. souhaitée] à 2010.

### Mascotte
La première mascotte de l'US Dax, représentant un lion en référence aux armoiries de la ville, est active à partir de la saison 2001-2002, pendant deux à trois saisons,.
Lors de l'intersaison 2011, le personnage d'Environne-Man est créé pour appuyer la campagne de communication éco-citoyenne du club du Sud des Landes. Rapidement relayé par les médias et recevant les félicitations des instances de la Ligue nationale de rugby, le personnage arborant le jeu de maillot vert de l'US Dax joue pendant la saison le super-héros écologiste dans trois vidéos.
À partir de l'été 2013, un nouveau supporteur officiel foule la pelouse du stade Maurice-Boyau : Torito, peluche à l'effigie d'un taureau, « conduit » une voiture radiocommandée rouge et blanche et apporte le tee aux buteurs dacquois avant chaque tentative de pénalité.
L'US Dax présente sa nouvelle mascotte officiant pour cette nouvelle saison le 25 août 2016, soit la veille de la reprise du championnat. Dénommée Akae, elle représente un lion portant le maillot du club. Son identité fait référence à la ville de Dax : alors que le choix de l'animal fait référence aux armoiries, son nom est tiré de son nom antique, Aquae Tarbellicae. Le choix de la nouvelle mascotte est lié à l'ancien « supporteur officiel » de l'US Dax, étant identique à celle ayant officié jusqu'au début des années 2000,.

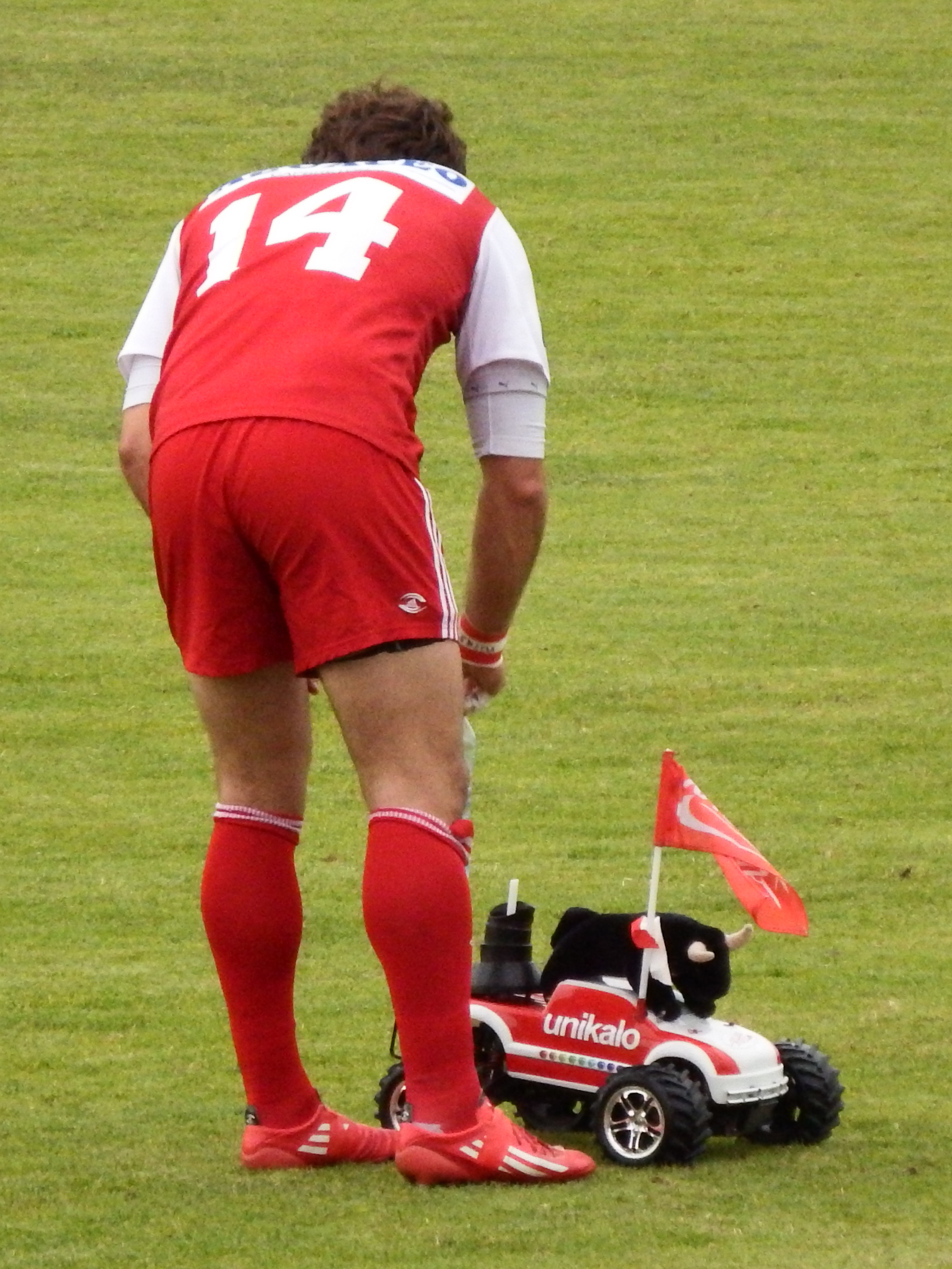
Torito, « au travail » sur une tentative de pénalité, pendant la saison 2013-2014.
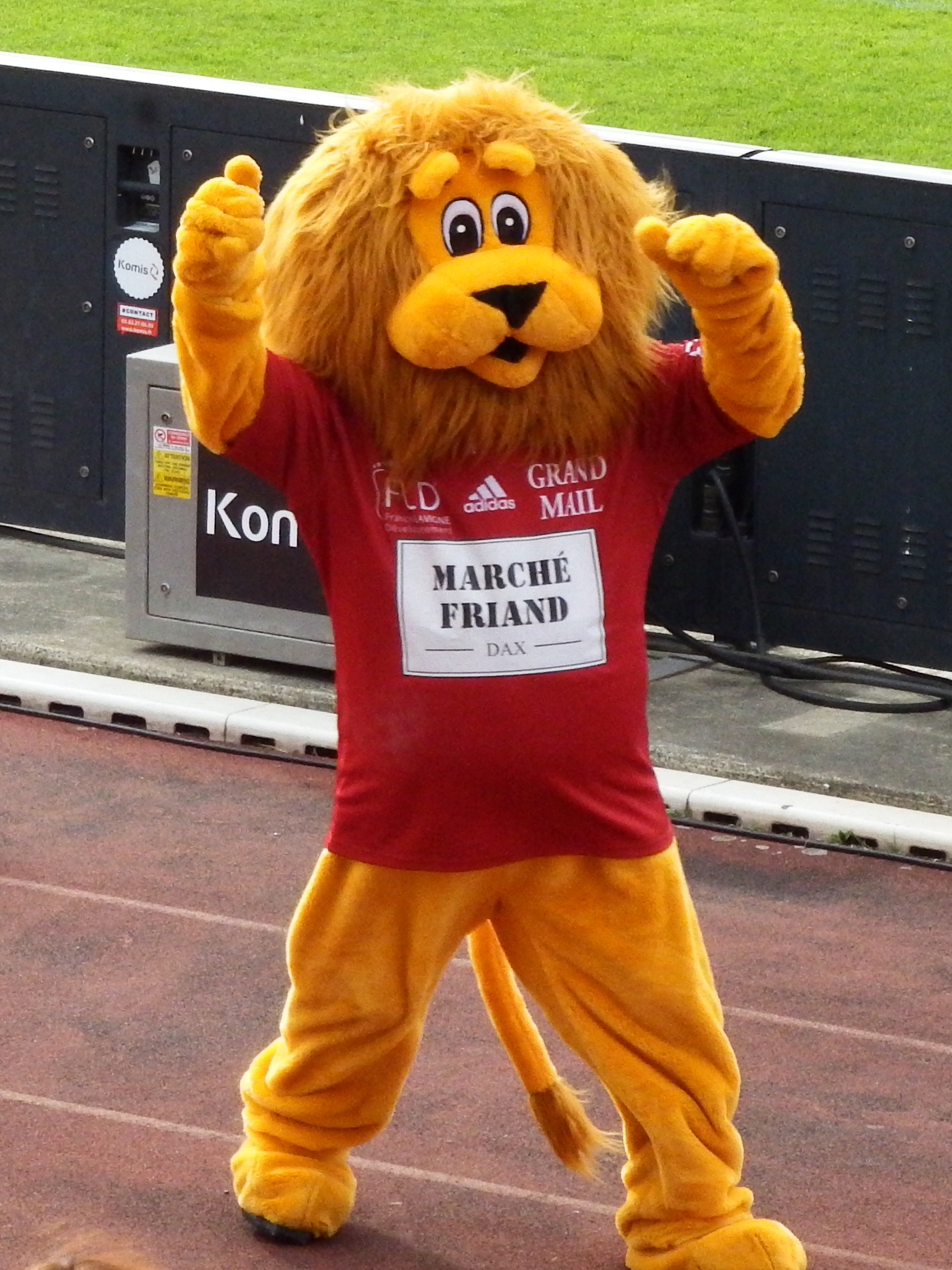
Akae, autour du terrain du stade Maurice-Boyau, pendant la saison 2016-2017.

## Personnalités du club

### Effectif 2025-2026
| Nom                   | Date de naissance | Nationalité sportive | Sélections | Club précédent              | Arrivée au club |
| Talonneurs            | Talonneurs        | Talonneurs           | Talonneurs | Talonneurs                  | Talonneurs      |
| --------------------- | ----------------- | -------------------- | ---------- | --------------------------- | --------------- |
| Louis Barrère         | 5 février 2001    | France               | -          | Section paloise             | 2022            |
| Iban Hiriart-Urruty   | 13 mai 1993       | France               | -          | Saint-Jean-de-Luz olympique | 2023            |
| Paul Laperne          | 6 septembre 2003  | France               | -          | Biarritz olympique          | 2023            |
| Piliers               |                   |                      |            |                             |                 |
| Dino Casadeï          | 1er novembre 2000 | France               | -          | Stade montois               | 2024            |
| Thomas Crețu          | 5 mars 2002       | Roumanie             | Roumanie   | Stade français              | 2025            |
| Thibaud Dréan         | 6 janvier 1992    | France               | -          | US Carcassonne              | 2019            |
| Diogo Hasse Ferreira  | 17 octobre 1996   | Portugal             | Portugal   | Stade dijonnais             | 2021            |
| Raphaël Laboille      | 21 décembre 2004  | France               | -          | US Tyrosse                  | 2022            |
| Nephi Leatigaga       | 5 décembre 1993   | Samoa                | Samoa      | Waratahs                    | 2023            |
| David Lolohea         | 26 février 1992   | Tonga                | Tonga      | Provence Rugby              | 2023            |
| Mathys Vigeon [CDF]   | -                 | France               | -          | SC Tulle                    | 2023            |
| Deuxièmes ligne       |                   |                      |            |                             |                 |
| Lucas Guillaume       | 14 avril 1991     | Espagne              | Espagne    | SC Albi                     | 2024            |
| Étienne Loiret        | 30 juin 1996      | France               | -          | Aviron bayonnais            | 2018            |
| Amine Maalla [CDF]    | 26 mars 2003      | France               | -          | Union Bordeaux Bègles       | 2024            |
| Alexandre Manukula    | 5 août 1996       | France               | -          | Colomiers Rugby             | 2024            |
| Charlie Matthews      | 26 juillet 1991   | Angleterre           | -          | Biarritz olympique          | 2025            |
| Jean-Baptiste Singer  | 19 décembre 1994  | France               | -          | Stade aurillacois           | 2023            |
| Troisièmes ligne      |                   |                      |            |                             |                 |
| Arnaud Aletti         | 25 janvier 1996   | France               | -          | RC Aubenas                  | 2019            |
| Paul Ausset           | 19 juin 1999      | France               | -          | Stade toulousain            | 2022            |
| Jean-Baptiste Barrère | 15 décembre 1989  | France               | -          | AS Béziers                  | 2023            |
| Brice Ferrer          | 12 avril 1994     | Espagne              | Espagne    | SO Chambéry                 | 2018            |
| Malo Hannoyer [CDF]   | -                 | France               | -          | Stade bordelais             | 2023            |
| Julien Laveran [CDF]  | -                 | France               | -          | Saint-Jean-de-Luz olympique | 2025            |
| Genesis Mamea Lemalu  | 22 septembre 1988 | Samoa                | Samoa      | USA Perpignan               | 2023            |
| Ratu Nacika           | 11 février 1997   | Fidji                | -          | RC Tao                      | 2023            |
| Sam Wasley            | 11 juillet 1995   | Nouvelle-Zélande     | -          | Real Ciencias RC            | 2023            |
| Demis de mêlée        |                   |                      |            |                             |                 |
| Tom Dourthe [CDF]     | -                 | France               | -          | RC Pouillon Labatut         | 2022            |
| Paul Ravier           | 28 novembre 1996  | France               | -          | Blagnac Rugby               | 2023            |
| Sylvère Reteau        | 6 novembre 1997   | France               | -          | -                           | 2002            |
| Demis d'ouverture     |                   |                      |            |                             |                 |
| Martin Bonhoure [CDF] | -                 | France               | -          | CA Périgueux                | 2025            |
| Hugo Cerisier         | 8 juillet 1998    | France               | -          | CA Périgueux                | 2016            |
| Mathys Pardies [CDF]  | -                 | France               | -          | US Tyrosse                  | 2023            |
| Romuald Séguy         | 5 février 1996    | France               | -          | Colomiers Rugby             | 2023            |
| Centres               |                   |                      |            |                             |                 |
| Bastien Daguerre      | 14 août 2002      | France               | -          | Soyaux Angoulême XV         | 2023            |
| Hugo Fourquet         | 15 avril 2002     | France               | -          | Aviron bayonnais            | 2022            |
| Benjamin Puntous      | 17 septembre 1999 | France               | -          | US Montauban                | 2023            |
| Jekope Sovau          | -                 | Fidji                | -          | -                           | 2025            |
| Jale Vatubua          | 30 août 1991      | Fidji                | Fidji      | Section paloise             | 2024            |
| Ailiers               |                   |                      |            |                             |                 |
| Naïm Ben Alla         | 19 décembre 2003  | France               | -          | Stade toulousain            | 2025            |
| Louis Couget [CDF]    | 11 novembre 2004  | France               | -          | Aviron bayonnais            | 2024            |
| Diego Miranda         | 18 mars 2004      | France               | -          | Union Bordeaux Bègles       | 2024            |
| Maxime Oltmann        | 28 décembre 1995  | Allemagne            | Allemagne  | Stado Tarbes PR             | 2023            |
| Jope Naseara          | 11 décembre 2002  | Fidji                | -          | Mahurangi RFC               | 2023            |
| Duacake Vulainabuwaha | -                 | Fidji                | -          | -                           | 2025            |
| Arrières              |                   |                      |            |                             |                 |
| Théo Duprat           | 25 juin 2000      | France               | -          | Stade montois               | 2022            |
| Théo Gatelier         | 31 mars 1998      | France               | -          | US Mugron                   | 2017            |

### Internationaux français

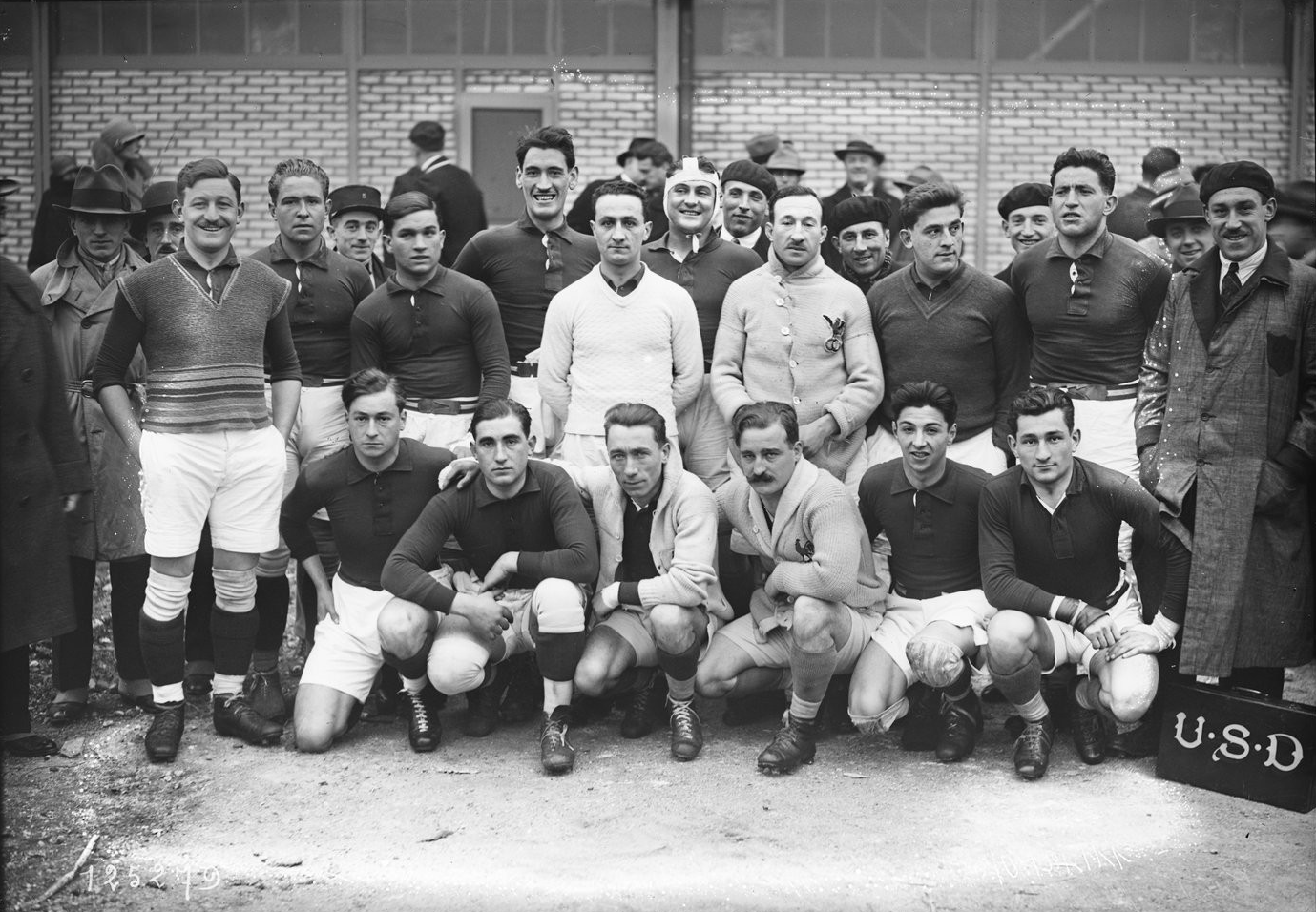
Le XV dacquois un jour de match en 12 1927, comptant alors trois internationaux en activité (Lacazedieu, J. Loustau et Fargues, habillés avec la veste blanche honorifique au coq gaulois brodé) ainsi qu'un ancien (Lavigne) et un futur international (Augé).

L'US Dax voit 37 joueurs (dont 34 en date du centenaire du club en 2004) porter le maillot de l'équipe de France alors qu'ils évoluent en club sous les couleurs dacquoises.
- 127 - Bernard Lavigne (1920)
- 128 - Abel Guichemerre (1920)
- 130 - Maurice Biraben (1920)
- 160 - Charles Lacazedieu (1923)
- 167 - Marcel Loustau (1923)
- 168 - Hector Fargues (1923)
- 245 - Joseph Augé (1929)
- 391 - Paul Lasaosa (1951)
- 439 - Pierre Albaladejo (1954)
- 470 - Roland Darracq (1957)
- 493 - Jean Othats (1960)
- 509 - Marcel Cassiède (1961)
- 530 - Jean-Claude Lasserre (1963)
- 557 - Claude Dourthe (1967)
- 561 - Jean-Pierre Lux (1967)
- 595 - Bernard Dutin (1968)
- 605 - Jean-Louis Azarete (1969)
- 609 - Pierre Darbos (1970)
- 610 - Jean-Pierre Bastiat (1970)
- 631 - Bertrand Vinsonneau (1972)
- 718 - Laurent Rodriguez (1981)
- 719 - Marc Sallefranque (1981)
- 720 - Jean-Patrick Lescarboura (1982)
- 730 - Jacques Bégu (1983)
- 766 - Dominique Bouet (1989)
- 767 - Olivier Roumat (1989)
- 773 - Thierry Lacroix (1989)
- 833 - Richard Dourthe (1995)
- 838 - Fabien Pelous (1995)
- 844 - Raphaël Ibañez (1996)
- 857 - Olivier Magne (1996)
- 859 - Ugo Mola (1996)
- 883 - Pascal Giordani (1999)
- 914 - Mathieu Dourthe (2000)
- 994 - Julien Brugnaut (2008)
- 1010 - Renaud Boyoud (2008)
- 1013 - Matthieu Lièvremont (2008)

Cette liste exclut de fait les internationaux ayant porté le maillot national avant ou après leur carrière à l'US Dax ; de manière non exhaustive, Benoît August, Jean-Louis Bérot, Maurice Boyau, Gérard Dufau, Pierre Mignoni.

### Entraîneurs

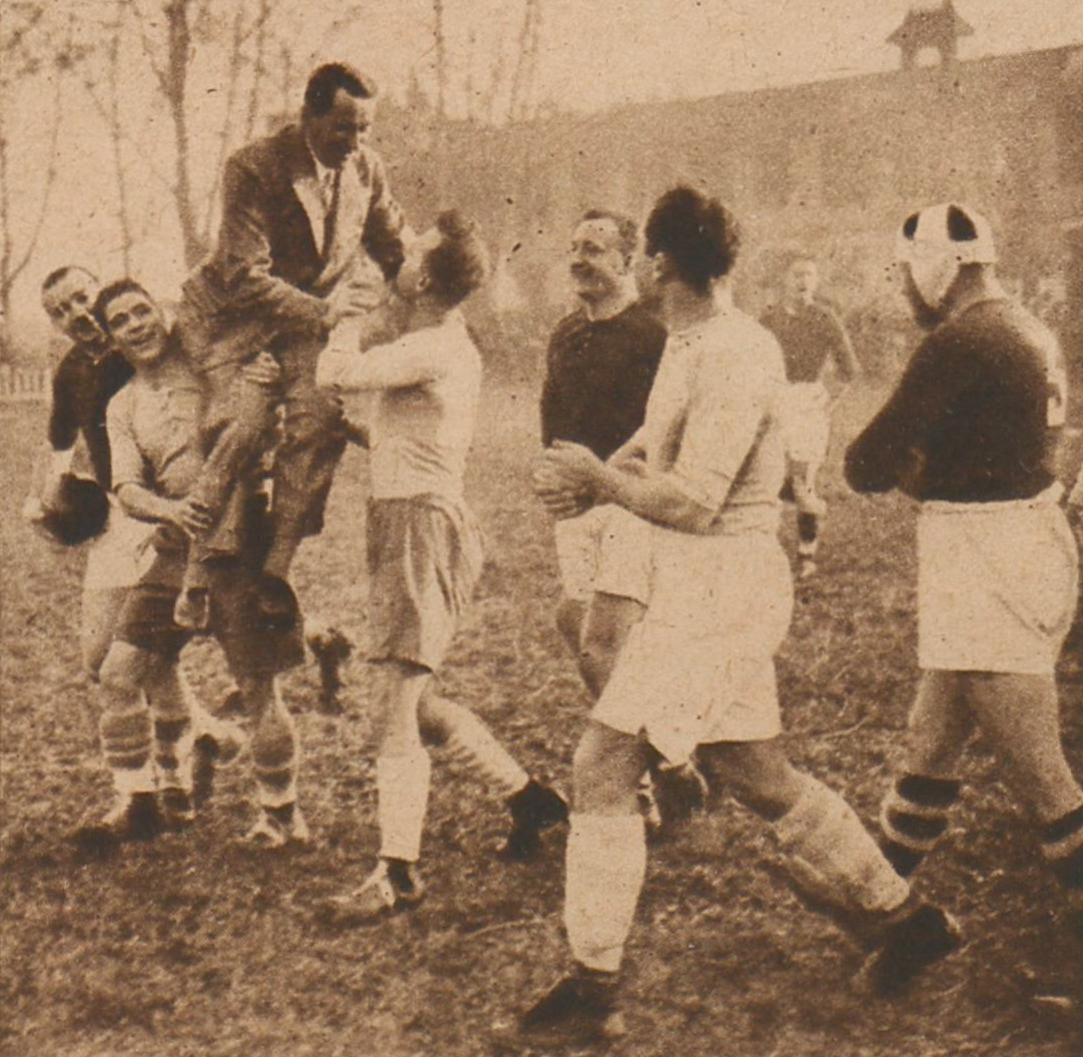
Abel Guichemerre occupe les postes de président et d'entraîneur après sa retraite de joueur ; ici en 12 1930 à Dax avant un match de sélection.

Parmi les premières traces de l'identité des entraîneurs s'étant succédé à la tête de l'US Dax, on retrouve les duos Fargues-Gayan en 1924-1925 et Carponcy-Gayan en 1926-1927. Abel Guichemerre est à la tête de l'équipe pendant la saison 1929-1930.
René Dumas quitte le poste d'entraîneur à l'issue de la saison 1932-1933, achevée sur une relégation en deuxième division.
En 1934-1935, elle est entraînée par les anciens joueurs Albert Bonjour et Charles Lacazedieu, puis en 1936-1937 par Albert Bonjour et Joseph Augé,.
René Dumas, ayant entre temps exercé en tant que président du club, fait son retour sur les bords du terrain, co-entraînant avec Maurice Lacaze au moins durant les saisons 1939-1940 et 1940-1941.

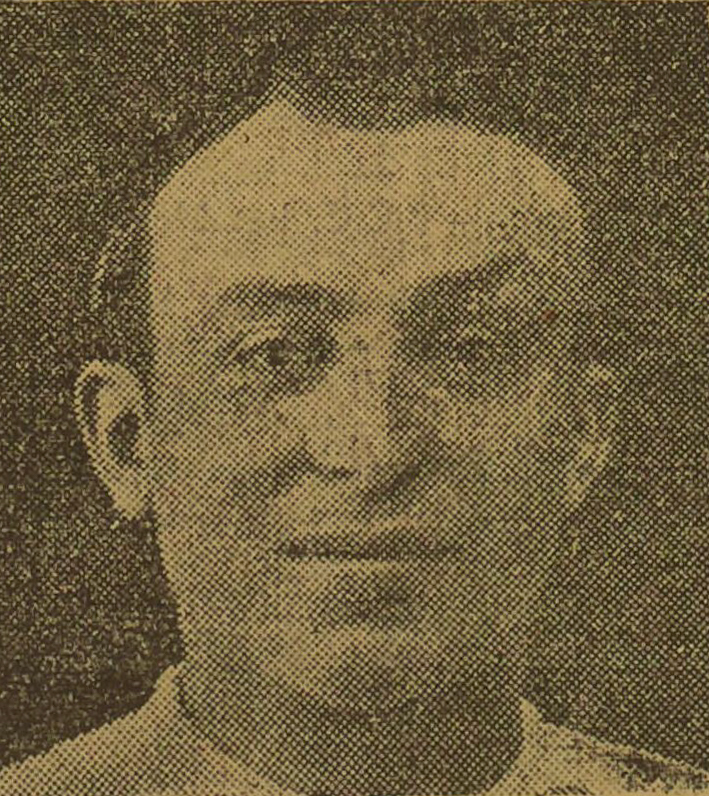
Parmi les premiers entraîneurs d'après-guerre de l'US Dax, François Récaborde (ci-contre dans une publication de 1932) occupe le poste à la fin des années 1940.

Dans les années après-guerre, François Récaborde est en poste en 1946-1947,. Roger Ducournau prend le poste en 1950,. Jean Desclaux prend ensuite la relève en 1958. À la tête de l'équipe pendant 15 ans, il est secondé par Paul Lasaosa.
Après le départ de Desclaux vers la tête de l'équipe de France en 1973, Jean-Claude Lasserre,. Après Georges Capdepuy pendant la saison 1977-1978, le tandem de Jean Bachelé et Claude Dufau, puis Jean-Louis Bérot, entraînent l'équipe de 1978 à 1981,. Le binôme Léon Berho et Henri Willems lui succède ensuite. Pour le reste des années 1980, les groupes d'entraîneurs se succèdent, d'Éric August et Jean-Louis Bérot à Georges Capdepuy et Jean-Paul Laborde, avant de voir Claude Dufau successivement associé à Léon Berho puis à Jean Guibert.
De 1990 à 1993, René Bénésis prend les commandes de l'équipe première auprès de François Gachet. Ce dernier est l'année suivante épaulé par Jacques Ibañez. François Gachet quitte l'encadrement après la demi-finale de 1993, remplacé par Jean-Philippe Coyola.
En vue de la première saison européenne, Jean-Patrick Lescarboura et Patrick Bérilhe dirigent l'équipe des rouge et blanc à partir de 1996. En 1998, Jean-Philippe Coyola fait son retour, cette fois aux côtés de Jean-Louis Luneau. En milieu de saison 2001-2002, alors que les performances ne sont pas au rendez-vous et qu'une relégation historique se profile, le duo d'entraîneurs est écarté du banc, sous la pression des joueurs, et remplacé par Frédéric Larrieu et Bruno Roumégous[réf. souhaitée].
Malgré tout, le club est relégué en deuxième division à la fin du championnat. Pour la première année en Pro D2, l'équipe est confiée à Vincent Dezes et Claude Harran. La saison suivante, ils sont remplacés par Christian Martinez et Jean-Philippe Coyola.
À partir de 2005, Marc Lièvremont est associé à Jean-Philippe Coyola ; en deux saisons, ils mènent l'équipe en phases finales de championnat et signent leur retour en première division. Alors que le duo reste en place pour cette saison 2007-2008 en Top 14, Lièvremont est nommé au mois d'octobre au poste de sélectionneur de l'équipe de France ; il est remplacé par Christophe Milhères et Jérôme Daret.
La saison suivante, Thomas Lièvremont, frère de Marc, prend sa retraite de joueur mais reste à Dax pour glisser vers le bord du terrain en tant qu'entraîneur principal et auprès des avants ; il reste épaulé de Christophe Milhères, tandis que Laurent Mazas est recruté pour prendre en charge les arrières,.
À l'intersaison 2010, un nouveau groupe d'entraîneurs est formé : Olivier Roumat en tant que manager, Frédéric Garcia responsable des avants et Jean-Philippe Coyola à la tête des arrières. Le premier démissionne en milieu de saison. Lors de l'intersaison 2011, l'entraîneur des arrières est mis à l'écart et remplacé par David Darricarrère.

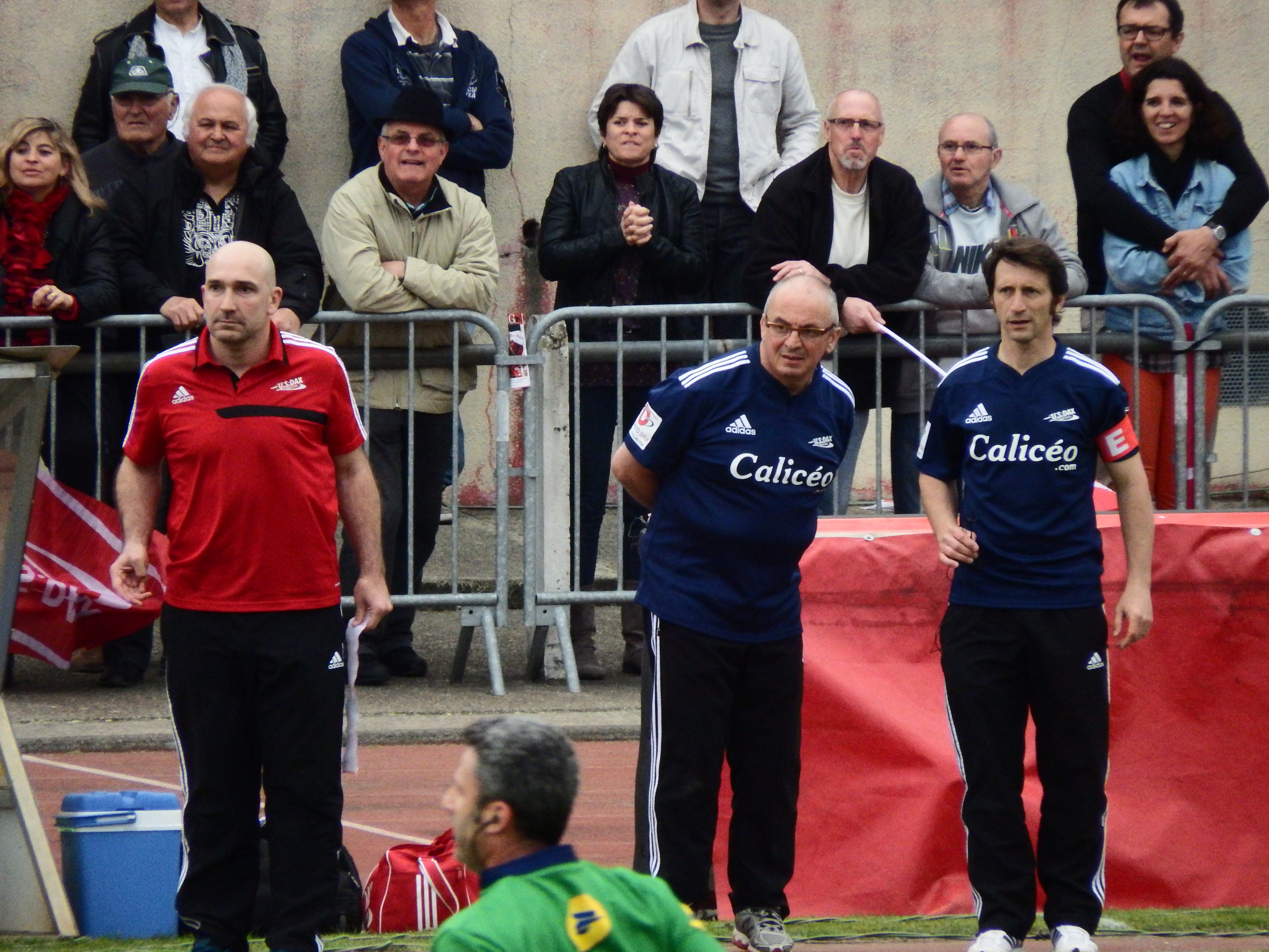
Richard Dourthe et Jérôme Daret (à g. et à d.) entraînent conjointement l'US Dax d'avril 2013 à mars 2015.

En fin de saison, Darricarrère est annoncé en partance vers le SU Agen en Top 14 et est remplacé par Christophe Manas pour la saison 2013-2014, toujours aux côtés de Frédéric Garcia. Le 11 février 2013, quelques jours après son annonce de changement de président du club, Gilbert Ponteins déclare mettre de côté le tandem d’entraîneurs après une nouvelle défaite à domicile mettant en difficulté au classement les rouge et blanc. En remplacement, le directeur du centre de formation Jérôme Daret est nommé nouvel entraîneur jusqu'à la fin de la saison, poste qu'il avait déjà occupé en intérim lors de la saison 2007-2008 à la suite de la nomination en cours d'année de Marc Lièvremont à la tête de l'équipe de France. Il est ensuite reconduit la saison suivante pour diriger les rouge et blanc en Pro D2 avec un nouveau manager en la personne de Richard Dourthe. Ce dernier occupait déjà officieusement et à titre bénévole un poste d'entraîneur-adjoint pour les trois derniers matchs de la saison 2012-2013.

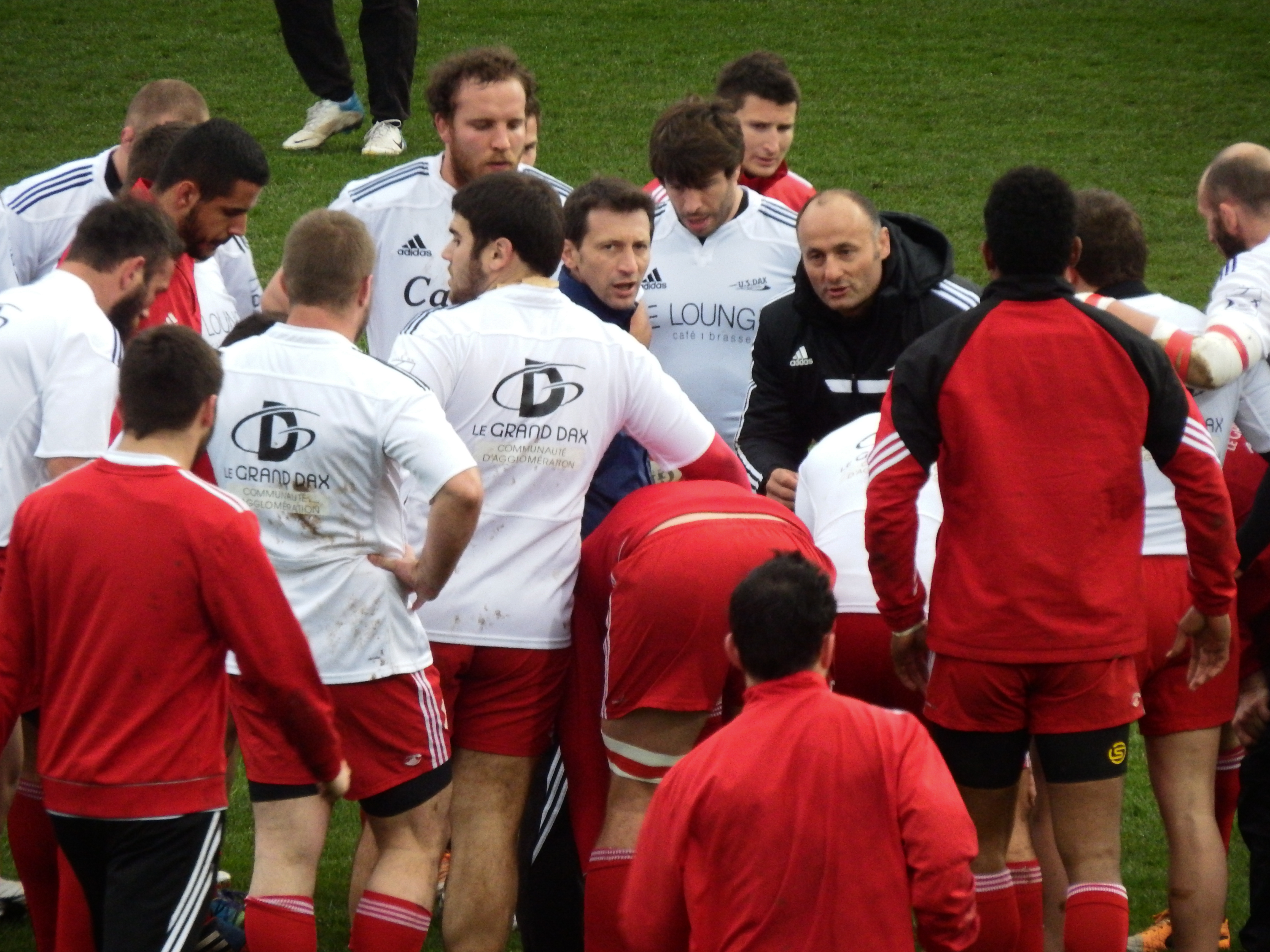
Jérôme Daret et Marc Dal Maso interviennent ponctuellement en tant que consultants auprès des joueurs au printemps 2015.

À l'intersaison 2014, Jérôme Daret reprend la direction du centre de formation à temps plein, en gardant un rôle d'intervenant ponctuel auprès de l’équipe fanion. Malgré son nouveau rôle officiel de consultant, il reste dans la pratique très impliqué auprès de l'équipe professionnelle.L'entraîneur des arrières et manager Richard Dourthe est rejoint par Brice Miguel, nouvel entraîneur titulaire des avants,. En février 2015, Marc Dal Maso, entraînant alors les avants de l’équipe du Japon sous les ordres du sélectionneur Eddie Jones, est appelé par l'US Dax pour une mission de consultant de deux mois au sein du trio d'entraîneurs déjà en place du 3 février à début avril, avec l'accord de la fédération japonaise. En mars 2015, avant la 22e journée du championnat, Richard Dourthe est remercié par les instances du club avant la fin de son contrat de trois ans. À la suite de son départ ainsi que de la fin de la mission de consultant de Marc Dal Maso, le club doit finir la saison avec un encadrement technique réduit à deux éléments, Brice Miguel aux avants et Jérôme Daret pour les lignes arrières, qui voit sa charge de travail grandir encore malgré son poste officiel de consultant interne.

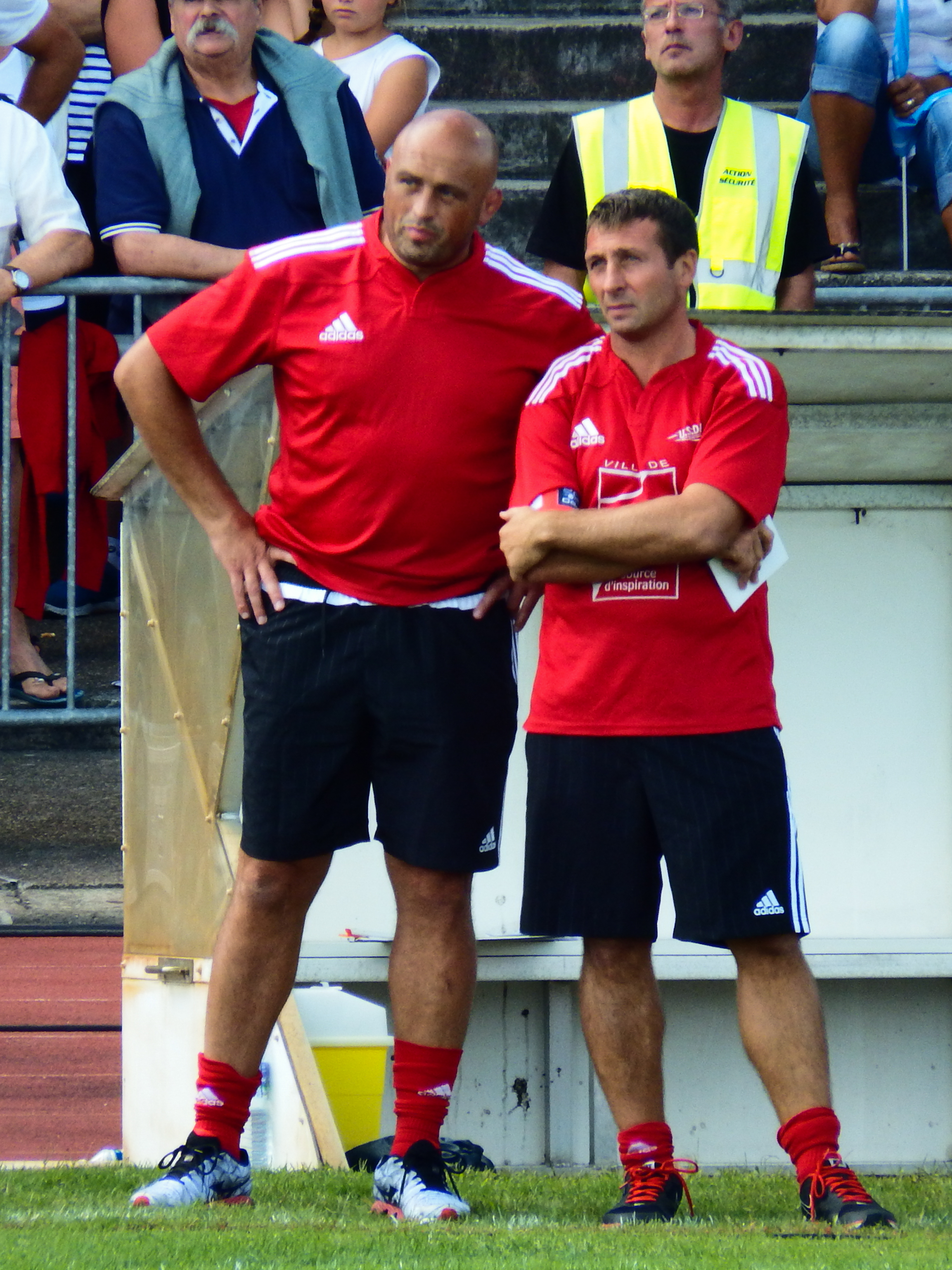
Patrick Furet et Raphaël Saint-André forment le duo d'entraîneurs de l'US Dax pendant trois saisons, de 2015 à 2018.

Pour la saison 2015-2016, Jérôme Daret est promu au poste de directeur sportif par le futur directeur Jean-Christophe Goussebaire avant la clôture du précédent exercice. Il est épaulé par Raphaël Saint-André et Patrick Furet, respectivement en tant qu'entraîneur des lignes arrières et des avants. Ces signatures sont officialisées le 25 juin et le 22 juillet, alors que l'US Dax ne sait pas à ce jour en quelle division elle évoluera, et que la confirmation de repêchage n'est pas encore actée. Au terme de la saison 2016-2017, Daret est nommé entraîneur de l'équipe de France de rugby à sept ; Saint-André occupe alors, à partir de la saison à venir, son précédent rôle ainsi que celui de manager.
Après la relégation du club en Fédérale 1 à l'issue de la saison 2017-2018, l'équipe d'entraîneurs est remaniée : les noms de Frédéric Tauzin et Emmanuel Maignien, respectivement en tant qu'entraîneur en chef et des avants, sont officialisés le 4 juillet. Au terme de cette première année en division amateur terminée par une qualification en quart de finale, il est envisagé que le groupe d'entraîneurs soit légèrement remanié, avec la reconversion de Benoît August, jusqu'alors le rôle du conseiller sportif du président, en tant que co-entraîneur principal auprès de Frédéric Tauzin. Sa nomination en tant que président pour la saison 2019-2020 changent finalement les plans de modification du corps d'entraîneurs. L'équipe est finalement renforcée par l'arrivée de Stéphane Barbéréna, prenant en charge les avants tandis qu'Emmanuel Maignien se consacre plus particulièrement sur le secteur de la mêlée,. Isaac prend néanmoins du recul vis-à-vis de sa mission pour raisons personnelles à partir de l'automne,, avant que sa fin de mission ne soit officialisée en fin de saison. Outre la réorganisation des entraînements, le président August intervient également sur certains secteurs de jeu auprès de Mignardi et Maignien
Alors que la compétition a été suspendue puis annulée à cause de la pandémie de Covid-19, Tauzin et l'US Dax mettent fin à leur collaboration d'un commun accord au mois d'avril. Une fois la participation du club dacquois à l'édition inaugurale de la nouvelle division Nationale actée, l'équipe d'entraîneurs est officialisée pour cette saison 2020-2021 : Jack Isaac prend le poste de manager sportif, Arnaud Mignardi celui d'entraîneur des arrières, tandis que Barbéréna reste responsable des avants. Alors que le premier prolonge et que le second est toujours sous contrat pour la saison 2021-2022, le contrat de Barbéréna n'est pas reconduit, le club souhaitant un entraîneur à temps plein ; il est remplacé par Emmanuel Maignien qui fait son retour sur le banc de l'équipe première.
L'équipe d'entraîneurs est entièrement remodelée à l'issue de la saison 2021-2022. Jean-Frédéric Dubois fait son retour au club en tant que manager et entraîneur des arrières avec un contrat de longue durée,, tandis que Hervé Durquety et Marc Dal Maso exercent auprès des avants, le premier en tant qu'entraîneur principal et le second en tant que consultant à la mêlée. La saison suivante, alors que l'équipe a acquis sa promotion en Pro D2, l'encadrement est complété par l'arrivée d'Éric Artiguste, prenant en charge les arrières et le secteur de la défense. En 2024-2025, Olivier August, ayant rejoint le club à temps partiel en tant que consultant à la touche en cours de saison précédent, intervient dorénavant en tandem avec Hervé Durquety auprès des avants.
À l'intersaison 2025, Marc Dal Maso choisit de mettre fin à sa mission pour raisons médicales incompatibles avec le rythme d'un club professionnel. Jean-Frédéric Dubois et le reste de l'encadrement ne sont pas conservés par le club, les remplaçant par une nouvelle équipe : Vincent Etcheto est nommé en tant qu'entraîneur principal, entouré de Thomas Synaeghel et Olivier August auprès des avants, ainsi que de Félix Le Bourhis aux lignes arrières.
| Saisons                  | Manager                  | Entraîneur des avants                                     | Entraîneur des arrières                                   | Titres                        |
| ------------------------ | ------------------------ | --------------------------------------------------------- | --------------------------------------------------------- | ----------------------------- |
| 1929-1930                | —                        | Abel Guichemerre                                          | Abel Guichemerre                                          |                               |
| 1932-1933                | —                        | René Dumas                                                | René Dumas                                                |                               |
| 1934-1935                | —                        | Albert Bonjour et Charles Lacazedieu                      | Albert Bonjour et Charles Lacazedieu                      |                               |
| 1936-1937                | —                        | Albert Bonjour et Joseph Augé                             | Albert Bonjour et Joseph Augé                             |                               |
| 1939-1941                | —                        | René Dumas et Maurice Lacaze                              | René Dumas et Maurice Lacaze                              |                               |
| 1946-1947                | —                        | François Récaborde                                        | François Récaborde                                        |                               |
| 1950-1958                | —                        | Roger Ducournau                                           | Roger Ducournau                                           | Challenge Yves du Manoir      |
| 1958-1970                | —                        | Jean Desclaux                                             | Jean Desclaux                                             | Challenge Yves du Manoir (x2) |
| 1970-1971                | —                        | Jean Desclaux et Paul Lasaosa                             | Jean Desclaux et Paul Lasaosa                             | Challenge Yves du Manoir      |
| 1971-1973                | —                        | Jean Desclaux                                             | Jean Desclaux                                             |                               |
| 1973-1974                | —                        | Jean-Claude Lasserre                                      | Jean-Claude Lasserre                                      |                               |
| 1974-1977 (ou 1973-1977) | —                        | Jacques Mazoin                                            | Jacques Mazoin                                            |                               |
| 1977-1978                | —                        | Georges Capdepuy                                          | Georges Capdepuy                                          |                               |
| 1978-1979 (ou 1978-1980) | —                        | Jean Bachelé                                              | Claude Dufau                                              |                               |
| 1979-1981 (ou 1980-1981) | —                        | Jean-Louis Bérot                                          | Jean-Louis Bérot                                          |                               |
| 1981-1983                | —                        | Léon Berho                                                | Henri Wilhems                                             | Challenge Yves du Manoir      |
| 1983-1985                | —                        | Éric August et Jean-Louis Bérot                           | Éric August et Jean-Louis Bérot                           |                               |
| 1985-1986                | —                        | Georges Capdepuy et Jean-Paul Laborde                     | Georges Capdepuy et Jean-Paul Laborde                     |                               |
| 1986-1988                | —                        | Léon Berho                                                | Claude Dufau                                              |                               |
| 1988-1990                | —                        | Jean Guibert                                              | Claude Dufau                                              |                               |
| 1990-1993                | —                        | René Bénésis                                              | François Gachet                                           |                               |
| 1993-1994                | —                        | Jacques Ibañez                                            | François Gachet                                           |                               |
| 1994-1996                | —                        | Jacques Ibañez                                            | Jean-Philippe Coyola                                      |                               |
| 1996-1998                | —                        | Jean-Patrick Lescarboura et Patrick Berilhe               | Jean-Patrick Lescarboura et Patrick Berilhe               |                               |
| 1998-déc. 2001           | —                        | Jean-Louis Luneau                                         | Jean-Philippe Coyola                                      |                               |
| déc. 2001-juin 2002      | —                        | Frédéric Larrieu et Bruno Roumégous                       | Frédéric Larrieu et Bruno Roumégous                       |                               |
| 2002-2003                | —                        | Vincent Dezes                                             | Claude Harran                                             |                               |
| 2003-2005                | —                        | Christian Martinez                                        | Jean-Philippe Coyola                                      |                               |
| 2005-2007                | —                        | Marc Lièvremont                                           | Jean-Philippe Coyola                                      | Promotion en Top 14           |
| 2007-2008                | —                        | Christophe Milhères, Jean-Philippe Coyola et Jérôme Daret | Christophe Milhères, Jean-Philippe Coyola et Jérôme Daret |                               |
| 2008-2010                | Thomas Lièvremont        | Christophe Milhères                                       | Laurent Mazas                                             |                               |
| 2010-déc. 2010           | Olivier Roumat           | Frédéric Garcia                                           | Jean-Philippe Coyola                                      |                               |
| déc. 2010-juin 2011      | —                        | Frédéric Garcia                                           | Jean-Philippe Coyola                                      |                               |
| 2011-2012                | Jean-Patrick Lescarboura | Frédéric Garcia                                           | David Darricarrère                                        |                               |
| 2012-fév. 2013           | Jean-Patrick Lescarboura | Frédéric Garcia                                           | Christophe Manas                                          |                               |
| fév. 2013-juin 2013      | —                        | Jérôme Daret                                              | Jérôme Daret                                              |                               |
| 2013-2014                | Richard Dourthe          | Jérôme Daret                                              | Richard Dourthe                                           |                               |
| 2014-mars 2015           | Richard Dourthe          | Brice Miguel                                              | Richard Dourthe                                           |                               |
| mars 2015-juin 2015      | —                        | Brice Miguel                                              | Jérôme Daret                                              |                               |
| 2015-2017                | Jérôme Daret             | Patrick Furet                                             | Raphaël Saint-André                                       |                               |
| 2017-2018                | Raphaël Saint-André      | Patrick Furet                                             | Raphaël Saint-André                                       |                               |
| 2018-2019                | Frédéric Tauzin          | Emmanuel Maignien                                         | Frédéric Tauzin                                           |                               |
| 2019-2020                | Frédéric Tauzin          | Stéphane Barbéréna Emmanuel Maignien                      | Frédéric Tauzin                                           |                               |
| 2020-2021                | Jack Isaac               | Stéphane Barbéréna                                        | Arnaud Mignardi                                           |                               |
| 2021-nov. 2021           | Jack Isaac               | Emmanuel Maignien                                         | Arnaud Mignardi                                           |                               |
| nov. 2021-2022           | —                        | Emmanuel Maignien                                         | Arnaud Mignardi                                           |                               |
| 2022-2023                | Jean-Frédéric Dubois     | Hervé Durquety Marc Dal Maso                              | Jean-Frédéric Dubois                                      | Promotion en Pro D2           |
| 2023-2024                | Jean-Frédéric Dubois     | Hervé Durquety Marc Dal Maso                              | Éric Artiguste                                            |                               |
| 2024-2025                | Jean-Frédéric Dubois     | Hervé Durquety Olivier August Marc Dal Maso               | Éric Artiguste                                            |                               |
| 2025-0000                | Vincent Etcheto          | Olivier August Thomas Synaeghel                           | Félix Le Bourhis                                          |                               |

### Présidents
| Saisons   | Présidents                      |
| --------- | ------------------------------- |
| 1919-1920 | Paul Debeauvais                 |
| 1923-1924 | Robert Biraben                  |
| 1924-1925 | Paul Debeauvais                 |
| 1925-1927 | Abel Guichemerre                |
| 1927-1928 | Robert Biraben                  |
| 1932-1933 | Robert Biraben                  |
| 0NC0-0NC0 | René Dumas                      |
| 0NC0-1958 | Didier Castex                   |
| 1958-1979 | René Dassé                      |
| 1979-1988 | Paul Lasaosa                    |
| 1996-1998 | Éric August et Alain Pecastaing |
| 1998-2001 | Alain Pecastaing                |
| 2001-2002 | Jean-Patrick Lescarboura        |
| 2002-2013 | Gilbert Ponteins                |
| 2013-2015 | Alain Pecastaing                |
| 2015-2016 | Jean-Christophe Goussebaire     |
| 2016-2018 | Philippe Celhay                 |
| 2018-2019 | Gilbert Ponteins                |
| 2019-2022 | Benoît August                   |
| 2022-2023 | Philippe Jacquemain             |
| 2023-0000 | Benjamin Gufflet                |

Paul Debeauvais est président de la commission de rugby à plusieurs reprises, entre autres en 1919-1920 et 1924-1925. 
Après leur retraite sportive, Abel Guichemerre et Robert Biraben prennent la présidence de la commission de rugby dans les années 1920 et 1930. Biraben est en poste durant la saison 1923-1924, tandis que Guichemerre, en poste en 1925-1926, lui laisse la place à l'aube de la saison 1927-1928,. En 1932-1933, Biraben est à nouveau à la tête de cette dernière.
Dans les années 1930, notamment alors que l'US Dax doit cohabiter avec le club treiziste de Dax XIII, René Dumas est à la présidence de la commission de rugby, à minima de 1935-1936, à 1938-1939.
À l'issue de la saison 1957-1958, René Dassé prend la présidence, d'après le souhait de son prédécesseur Didier Castex.
En 1979, Paul Lasaosa succède à René Dassé,.
À partir de la saison 2000-2001, le poste de président de la section rugby qui était alors unique est divisé en deux sièges : celui de la section professionnelle présenté dans la liste ci-contre (SAOS, puis SASP), et celui des équipes amateurs. Un autre changement rompt aussi avec la tradition : en 2002, un chef d'entreprise prend la présidence du club, en la personne de Gilbert Ponteins, patron du groupe Thermes Adour, alors qu'il était jusque-là dirigé par des anciens joueurs,.
Après une décennie de présidence, il passe le relais à l'issue de la saison 2012-2013 à Alain Pecastaing. Ce dernier occupera ce poste pour la seconde fois, déjà en fonction lors des premières saison professionnelles du club.
À l'issue de deux saisons, il est remplacé à la présidence à l'intersaison 2015 par Jean-Christophe Goussebaire. Après la démission de ce dernier le 9 juin 2016, Philippe Celhay, jusqu'alors président des sections amateurs de l'US Dax rugby, prend la tête du club professionnel à partir de l'été 2016.
Le 26 mars 2018, alors que le club est mathématiquement assuré de finir relégable depuis le dernier match disputé, Celhay annonce sa démission ainsi que celle du reste du directoire à compter de la fin de la saison. L'ancien dirigent Gilbert Ponteins prend alors la tête du directoire pour cette première saison du club en division fédérale, dès la moitié du mois de mai.
Après une nouvelle saison d'exercice, Gilbert Ponteins passe le relais à Benoît August, jusqu'alors « conseiller du président ».
En 2022, Philippe Jacquemain devient président du club alors qu'August occupe le poste de directeur général.
Alors que le club fait son retour en division professionnelle, Benjamin Gufflet entre parmi les investisseurs et prend la présidence du directoire à partir du 1er juillet 2023,.

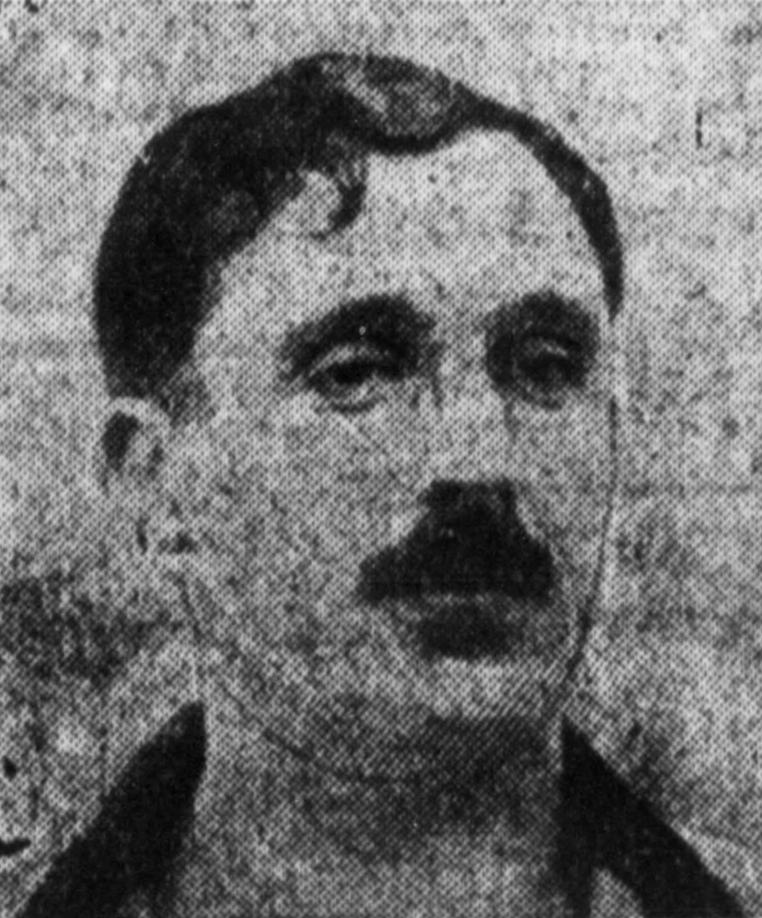
Paul Debeauvais occupe le poste de président de la commission de rugby dans les années 1910 et 1920.
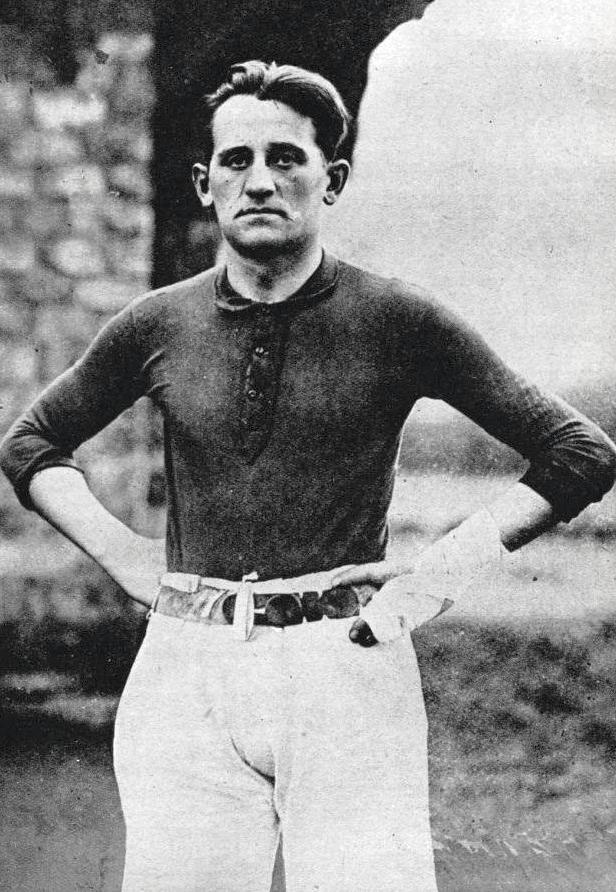
Abel Guichemerre, ci-contre en 1921, occupe le poste de président de la commission de rugby dans les années 1920.
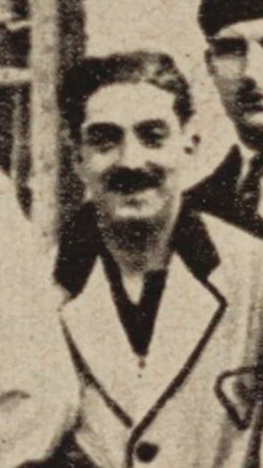
Robert Biraben, ci-contre en 1921, occupe le poste de président de la commission de rugby dans les années 1920 et 1930.
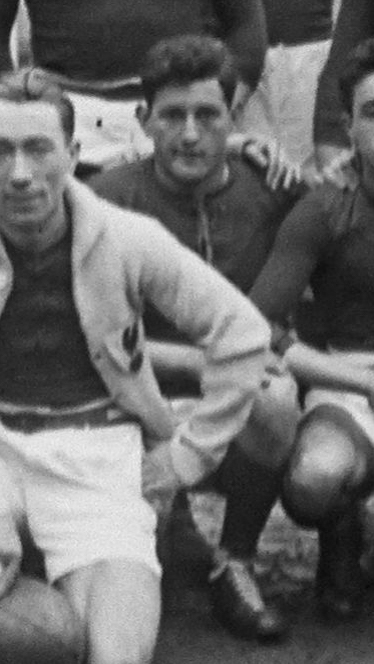
Didier Castex, ci-contre en 1928, occupe le poste de président de la commission de rugby dans la fin des années 1950.
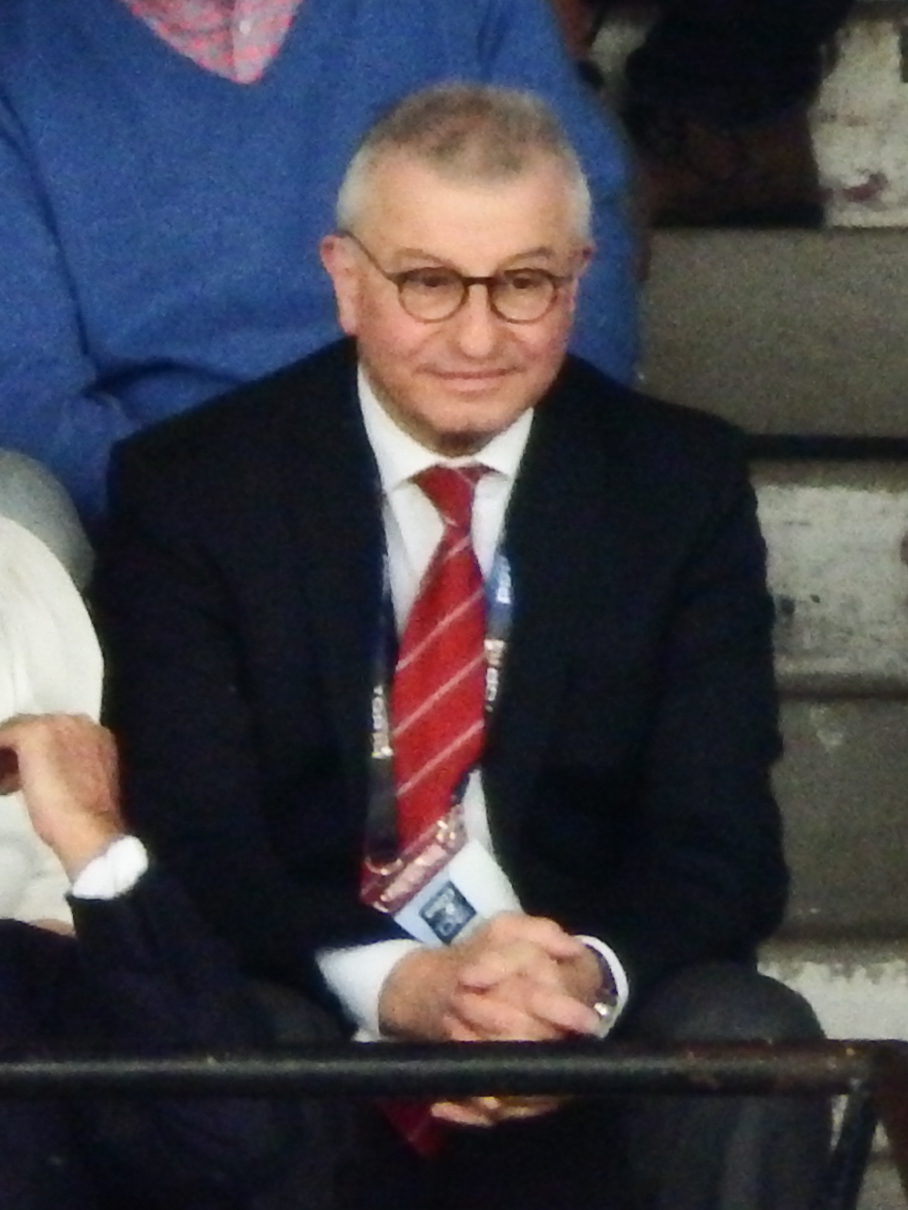
Alain Pecastaing, ci-contre en 2016, occupe le poste de président du club professionnel de 1996 à 2001 puis de 2013 à 2015.
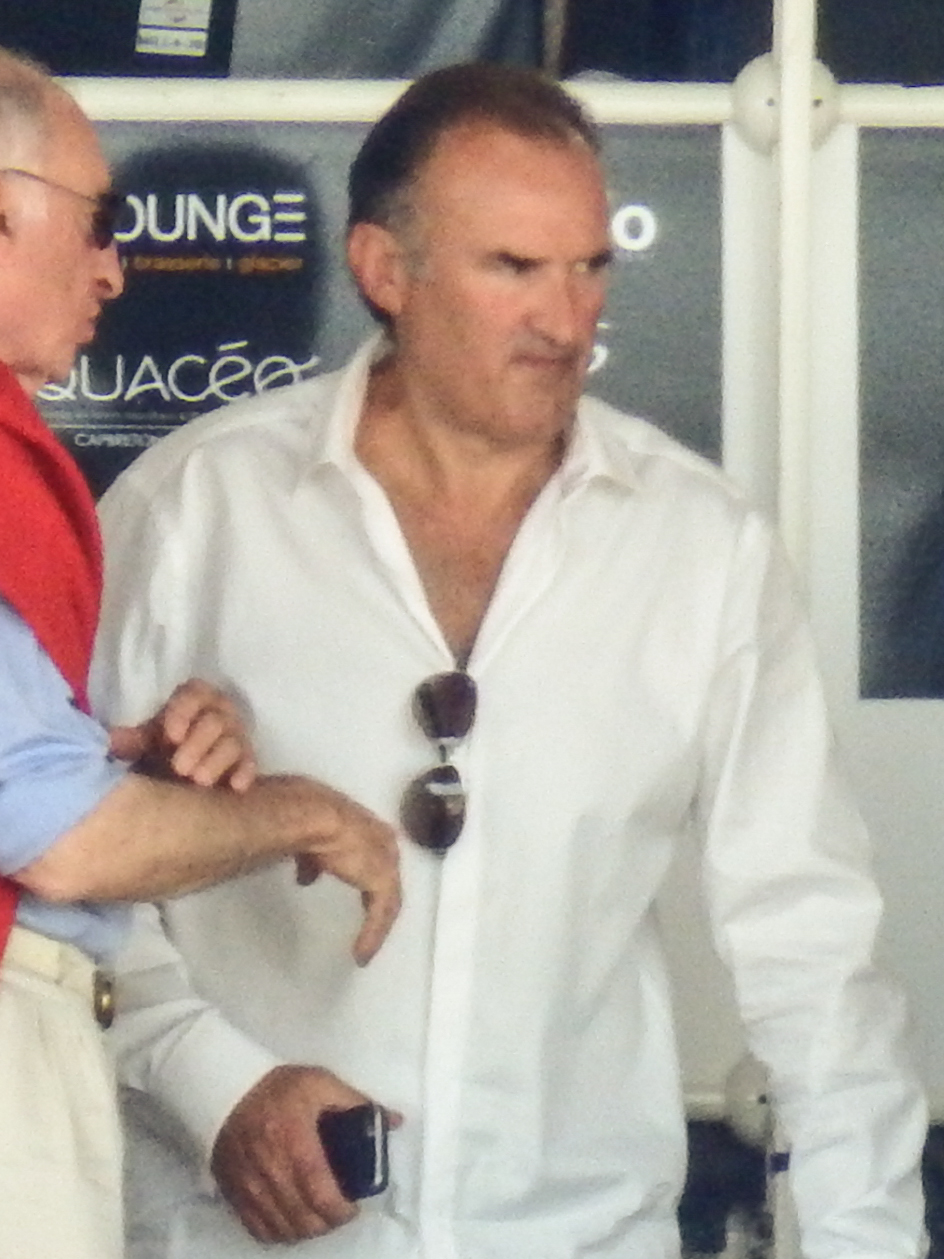
Jean-Patrick Lescarboura, ci-contre en 2015, occupe le poste de président du club professionnel pendant la saison 2001-2002.
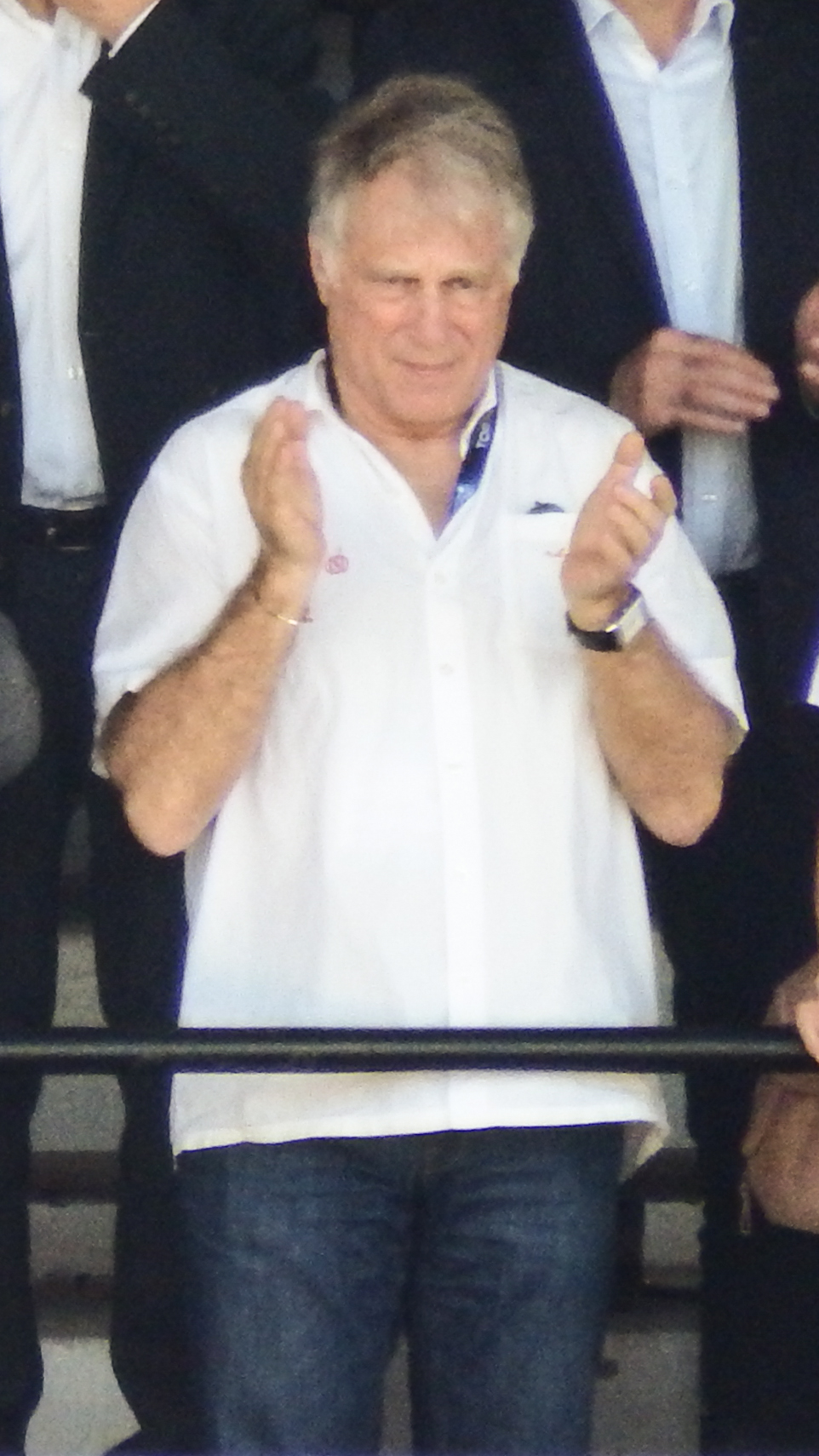
Gilbert Ponteins, ci-contre en 2015, occupe le poste de président du club professionnel de 2002 à 2013, puis de 2018 à 2019.
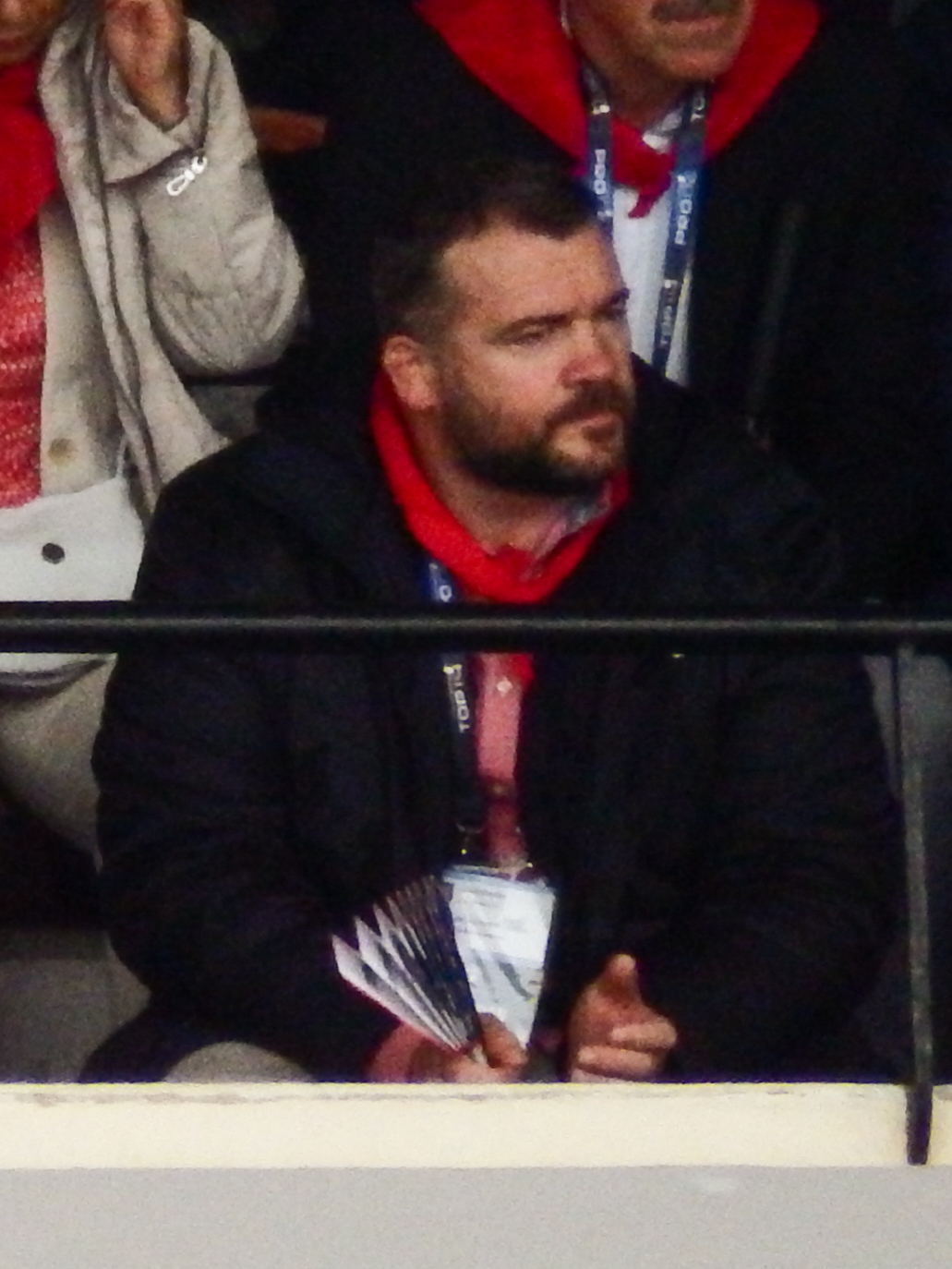
Jean-Christophe Goussebaire, ci-contre en 2016, occupe le poste de président du club professionnel pendant la saison 2015-2016.
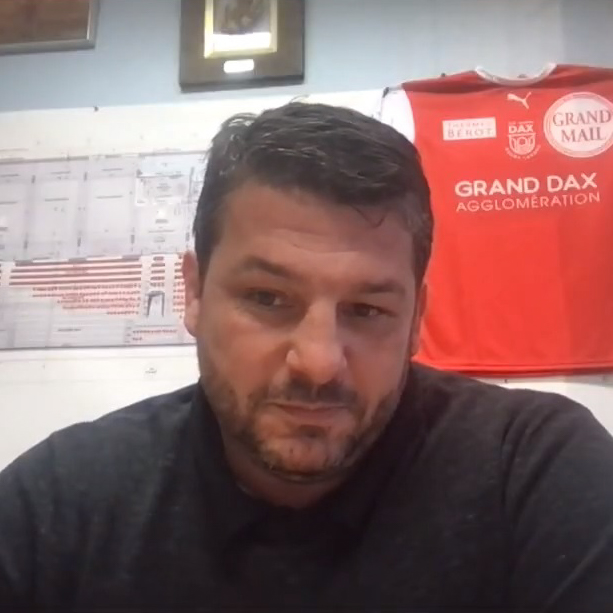
Benoît August, ci-contre en 2021, occupe le poste de président du club professionnel de 2019 à 2022.

## Popularité

### Affluence
| Saison          | 1998-1999 | 1999-2000 | 2000-2001 | 2001-2002 | 2002-2003 | 2003-2004 |
| --------------- | --------- | --------- | --------- | --------- | --------- | --------- |
| Division        | Élite 1   | Élite 1   | Élite 1   | Top 16    | Pro D2    | Pro D2    |
| Affluence/match | 4 082     | 3 587     | 4 064     | 4 286     | 2 536     | 3 237     |
| Abonnés         | NC        | NC        | NC        | NC        | NC        | NC        |

| Saison          | 2004-2005 | 2005-2006 | 2006-2007 | 2007-2008 | 2008-2009     | 2009-2010 |
| --------------- | --------- | --------- | --------- | --------- | ------------- | --------- |
| Division        | Pro D2    | Pro D2    | Pro D2    | Top 14    | Top 14 Orange | Pro D2    |
| Affluence/match | 2 640     | 3 245,    | 4 205     | 6 853     | 7 362         | 4 383     |
| Abonnés         | NC        | NC        | NC        | NC        | 3 578         | 3 484     |

| Saison          | 2010-2011 | 2011-2012 | 2012-2013 | 2013-2014 | 2014-2015 | 2015-2016 |
| --------------- | --------- | --------- | --------- | --------- | --------- | --------- |
| Division        | Pro D2    | Pro D2    | Pro D2    | Pro D2    | Pro D2    | Pro D2    |
| Affluence/match | 3 972     | 3 703     | 3 448     | 3 873     | 3 554     | 3 648     |
| Abonnés         | 2 279     | 1 754     | 2 228     | 2 094     | 1 910     | NC        |

| Saison          | 2016-2017  | 2017-2018  | 2018-2019  | 2019-2020  | 2020-2021 | 2021-2022  |
| --------------- | ---------- | ---------- | ---------- | ---------- | --------- | ---------- |
| Division        | Pro D2     | Pro D2     | Fédérale 1 | Fédérale 1 | Nationale | Nationale  |
| Affluence/match | env. 4 099 | env. 4 059 | env. 2 550 | env. 2 429 | NC        | env. 2 517 |
| Abonnés         | NC         | NC         | env. 600   | env. 600   | 628       | NC         |

| Saison          | 2022-2023 | 2023-2024           | 2024-2025           |
| --------------- | --------- | ------------------- | ------------------- |
| Division        | Nationale | Pro D2              | Pro D2              |
| Affluence/match | NC        | env. 4 811 à 5 033  | env. 5 872 à 5 974  |
| Abonnés         | env. 450  | 752[réf. souhaitée] | 781[réf. souhaitée] |

### Relations avec les médias

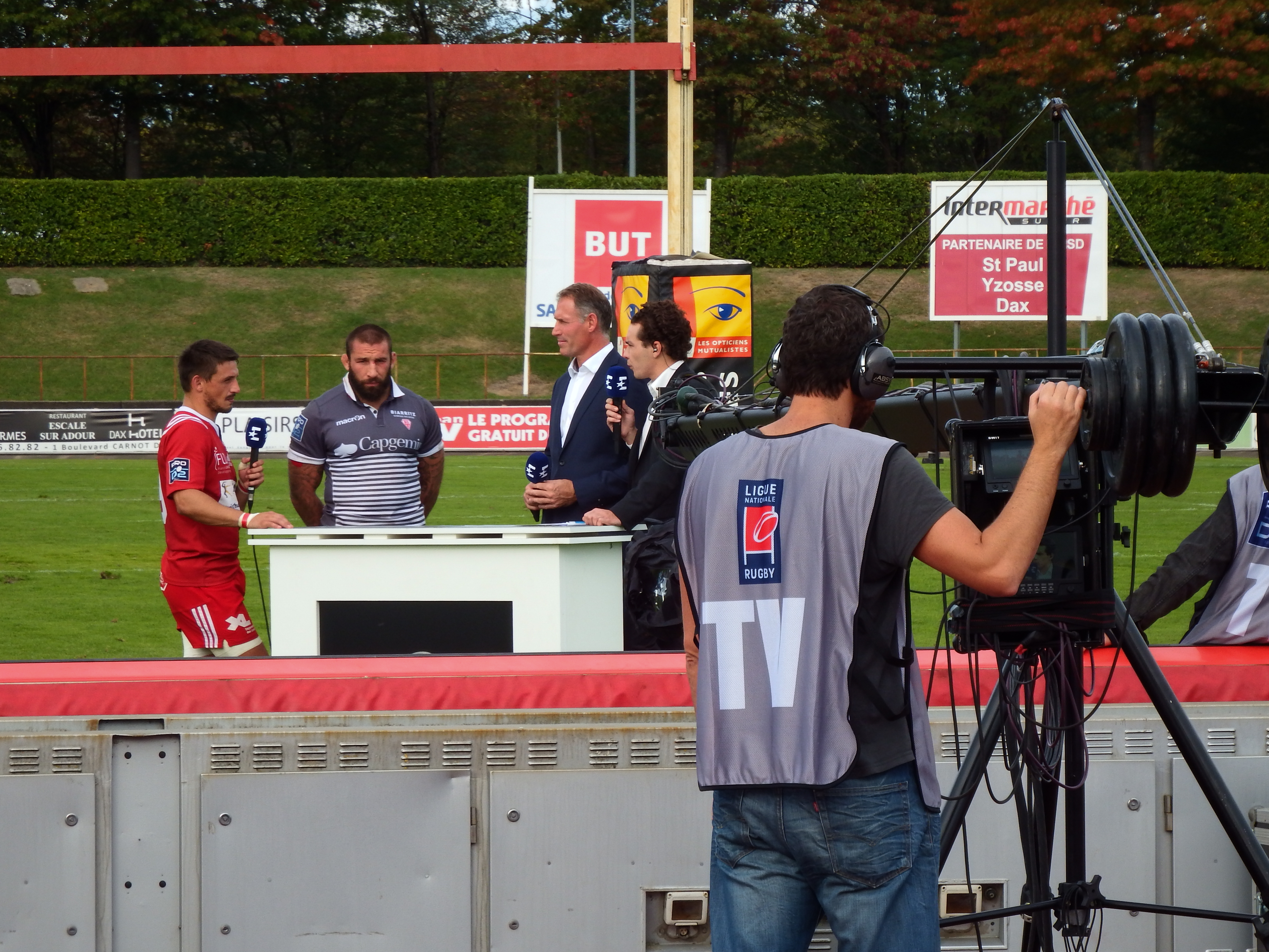
Tournage de l'émission Au contact pour Eurosport 2, sur le bord du stade Maurice-Boyau après la rencontre entre l'US Dax et le Biarritz olympique.

Les actualités de l'US Dax sont couvertes par l'ensemble des médias locaux, et plus particulièrement par le quotidien régional Sud Ouest. Quant à la radio locale France Bleu Gascogne, elle diffuse en direct l'ensemble des matchs des rouge et blanc sur les ondes landaises.
En interne, le club réalise quant à lui un programme de match pour chaque rencontre à domicile, l'U.S.Dax Mag. Il fait aussi régulièrement l'objet de reportages dans Dax Ovalie, web-magazine créé en 2011, bi-hebdomadaire, puis hebdomadaire à partir de la nouvelle saison 2012-2013, sur le rugby de la région du Grand Dax ; l'émission se concentre ensuite uniquement sur les rencontres à domicile disputées par l'équipe professionnelle.

### Ouvrages

#### Le Challenge Yves du Manoir: Histoire du rugby
1. ↑  Mérillon 1990, p. 49.
2. ↑  Mérillon 1990, p. 76.
3. ↑  Mérillon 1990, p. 87-88.
4. ↑  Mérillon 1990, p. 130.
5. ↑  Mérillon 1990, p. 293
6. ↑  Mérillon 1990, p. 202.

#### Un Siècle de sports: 1904-2004
1. ↑  Dussarrat, Bordenave et Dussarrat 2003, p. 130.
2. 1 2 3 4 5 6  Dussarrat, Bordenave et Dussarrat 2003, p. 12.
3. 1 2 3 4 5  Dussarrat, Bordenave et Dussarrat 2003, p. 15.
4. 1 2 3 4  Dussarrat, Bordenave et Dussarrat 2003, p. 16.
5. 1 2  Dussarrat, Bordenave et Dussarrat 2003, p. 19.
6. ↑  Dussarrat, Bordenave et Dussarrat 2003, p. 17-18.
7. ↑  Dussarrat, Bordenave et Dussarrat 2003, p. 19-20.
8. ↑  Dussarrat, Bordenave et Dussarrat 2003, p. 20.
9. 1 2  Dussarrat, Bordenave et Dussarrat 2003, p. 26.
10. 1 2 3 4 5 6 7  Dussarrat, Bordenave et Dussarrat 2003, p. 101.
11. 1 2  Dussarrat, Bordenave et Dussarrat 2003, p. 28.
12. 1 2 3  Dussarrat, Bordenave et Dussarrat 2003, p. 28-30.
13. 1 2 3  Dussarrat, Bordenave et Dussarrat 2003, p. 30.
14. 1 2 3  Dussarrat, Bordenave et Dussarrat 2003, p. 34.
15. ↑  Dussarrat, Bordenave et Dussarrat 2003, p. 36.
16. ↑  Dussarrat, Bordenave et Dussarrat 2003, p. 36-37-38.
17. ↑  Dussarrat, Bordenave et Dussarrat 2003, p. 38-40.
18. ↑  Dussarrat, Bordenave et Dussarrat 2003, p. 40-43.
19. ↑  Dussarrat, Bordenave et Dussarrat 2003, p. 44.
20. ↑  Dussarrat, Bordenave et Dussarrat 2003, p. 46.
21. 1 2  Dussarrat, Bordenave et Dussarrat 2003, p. 46-48.
22. 1 2  Dussarrat, Bordenave et Dussarrat 2003, p. 48-50-52.
23. ↑  Dussarrat, Bordenave et Dussarrat 2003, p. 52-54.
24. ↑  Dussarrat, Bordenave et Dussarrat 2003, p. 54.
25. 1 2  Dussarrat, Bordenave et Dussarrat 2003, p. 58-60.
26. 1 2  Dussarrat, Bordenave et Dussarrat 2003, p. 60.
27. ↑  Dussarrat, Bordenave et Dussarrat 2003, p. 60-61.
28. ↑  Dussarrat, Bordenave et Dussarrat 2003, p. 61.
29. ↑  Dussarrat, Bordenave et Dussarrat 2003, p. 61-62.
30. 1 2  Dussarrat, Bordenave et Dussarrat 2003, p. 62.
31. ↑  Dussarrat, Bordenave et Dussarrat 2003, p. 62-64.
32. 1 2 3 4 5 6  Dussarrat, Bordenave et Dussarrat 2003, p. 64.
33. ↑  Dussarrat, Bordenave et Dussarrat 2003, p. 64-66.
34. 1 2 3 4 5 6 7 8  Dussarrat, Bordenave et Dussarrat 2003, p. 66.
35. 1 2  Dussarrat, Bordenave et Dussarrat 2003, p. 66-67.
36. 1 2 3  Dussarrat, Bordenave et Dussarrat 2003, p. 67.
37. 1 2 3 4 5 6 7 8 9 10 11 12 13  Dussarrat, Bordenave et Dussarrat 2003, p. 68.
38. ↑  Dussarrat, Bordenave et Dussarrat 2003, p. 69.
39. 1 2  Dussarrat, Bordenave et Dussarrat 2003, p. 73.
40. 1 2 3 4 5 6  Dussarrat, Bordenave et Dussarrat 2003, p. 74.
41. 1 2 3 4  Dussarrat, Bordenave et Dussarrat 2003, p. 74-75.
42. 1 2 3 4  Dussarrat, Bordenave et Dussarrat 2003, p. 75.
43. 1 2 3 4 5  Dussarrat, Bordenave et Dussarrat 2003, p. 80.
44. 1 2 3 4  Dussarrat, Bordenave et Dussarrat 2003, p. 78-79.
45. ↑  Dussarrat, Bordenave et Dussarrat 2003, p. 75-76.
46. 1 2 3 4  Dussarrat, Bordenave et Dussarrat 2003, p. 76.
47. ↑  Dussarrat, Bordenave et Dussarrat 2003, p. 59, 65, 94, 98.
48. ↑  Dussarrat, Bordenave et Dussarrat 2003, p. 64, 72-73.
49. ↑  Dussarrat, Bordenave et Dussarrat 2003, p. 73-74.
50. ↑  Dussarrat, Bordenave et Dussarrat 2003, p. 102-103.

#### Les Acteurs du rugby landais
1. 1 2 3 4 5  Poustis 2011, p. 41.
2. ↑  Poustis 2011, p. 231.

#### Finale '63: U.S.Dax - Stade Montois
1. 1 2  de Baillenx 2013, p. 31.
2. ↑  de Baillenx 2013, p. 72.
3. ↑  de Baillenx 2013, p. 78-79.
4. ↑  de Baillenx 2013, p. 82.
5. ↑  de Baillenx 2013, p. 96.
6. ↑  de Baillenx 2013, p. 83.
7. ↑  de Baillenx 2013, p. 86-90.
8. ↑  de Baillenx 2013, p. 100-101.
9. ↑  de Baillenx 2013, p. 99.
10. ↑  de Baillenx 2013, p. 36.

#### Les Coqs landais
1. ↑  Laborde 2015, p. 47, 53.
2. 1 2 3  Laborde 2015, p. 109-113.
3. ↑  Laborde 2015, p. 426, 456, 477, 486, 490.
4. ↑  Laborde 2015, p. 397-405.
5. ↑  Laborde 2015, p. 523-528.
6. 1 2 3  Laborde 2015, p. 293-298.
7. ↑  Laborde 2015, p. 15-20.
8. ↑  Laborde 2015, p. 98-103.
9. ↑  Laborde 2015, p. 237-242.